# Gdansk

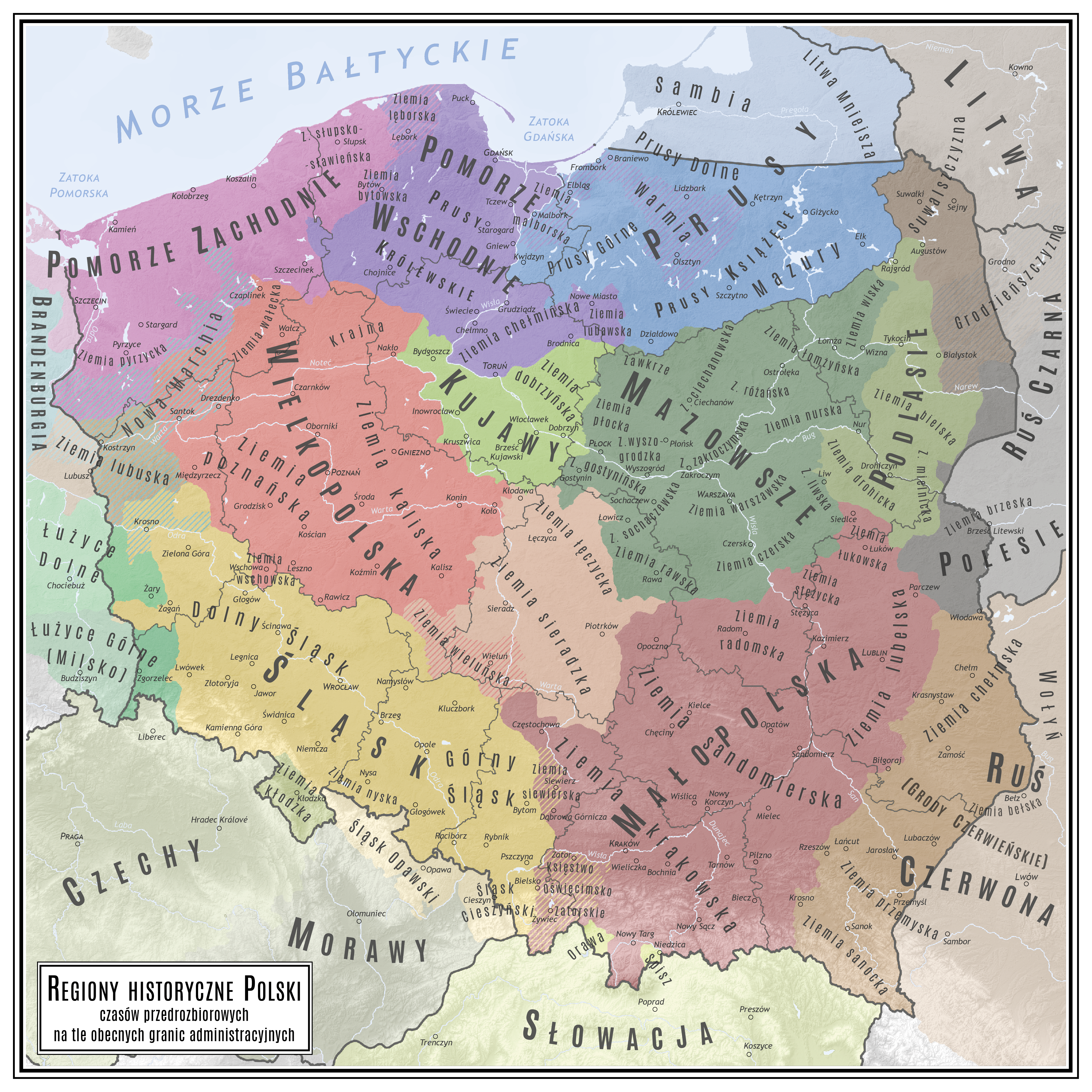
Gdansk, Pomerélia e outras regiões históricas da Polônia no contexto das fronteiras administrativas contemporâneas

Gdanskⓘ (em polonês/polaco: Gdańsk; em cassúbio: Gduńsk; em alemão: Danzig; em latim: Gedania, Gedanum, Dantiscum; em neerlandês: Danswĳk) é uma cidade com direitos de condado no norte da Polônia, na voivodia da Pomerânia, situada no mar Báltico, na foz do rio Motława no Vístula, na baía de Gdansk, a maior cidade do país em termos de área. Um centro cultural, científico e econômico e um entroncamento de tráfego do norte da Polônia, a capital da voivodia da Pomerânia. Um centro de economia marítima com o segundo maior porto comercial do mar Báltico.
Com 487 834 habitantes (31/12/2024), Gdansk ocupa o sexto lugar na Polônia em termos de população e o primeiro em termos de área — 683 km². O centro da aglomeração da Tricidade, também conhecido como Gdansk, juntamente com Gdynia e Sopot, formam a Tricidade.
É uma cidade com mais de mil anos de história, cuja identidade foi influenciada por diferentes culturas ao longo dos séculos. Gdansk também foi a maior cidade da República das Duas Nações, uma cidade real e hanseática, tinha o direito de participar ativamente do ato de eleger um rei e, no século XVI, era a mais rica da Comunidade. A cidadania de Gdansk dava o privilégio de possuir terras. Ela pertencia ao território independente da cidade de Gdansk e, na segunda metade do século XVI, estava localizada na voivodia da Pomerânia. A cidade também era um importante centro cultural. De 1920 a 1939, havia uma cidade-estado autônoma, a Cidade Livre de Danzig, sob a proteção da Liga das Nações. Gdansk é considerada um local simbólico para a eclosão da Segunda Guerra Mundial e o início da queda do comunismo na Europa Central. A cidade abriga muitas instituições e estabelecimentos culturais.
Gdansk é a sede da maior feira internacional de âmbar e produtos de âmbar do mundo, a Amberif.

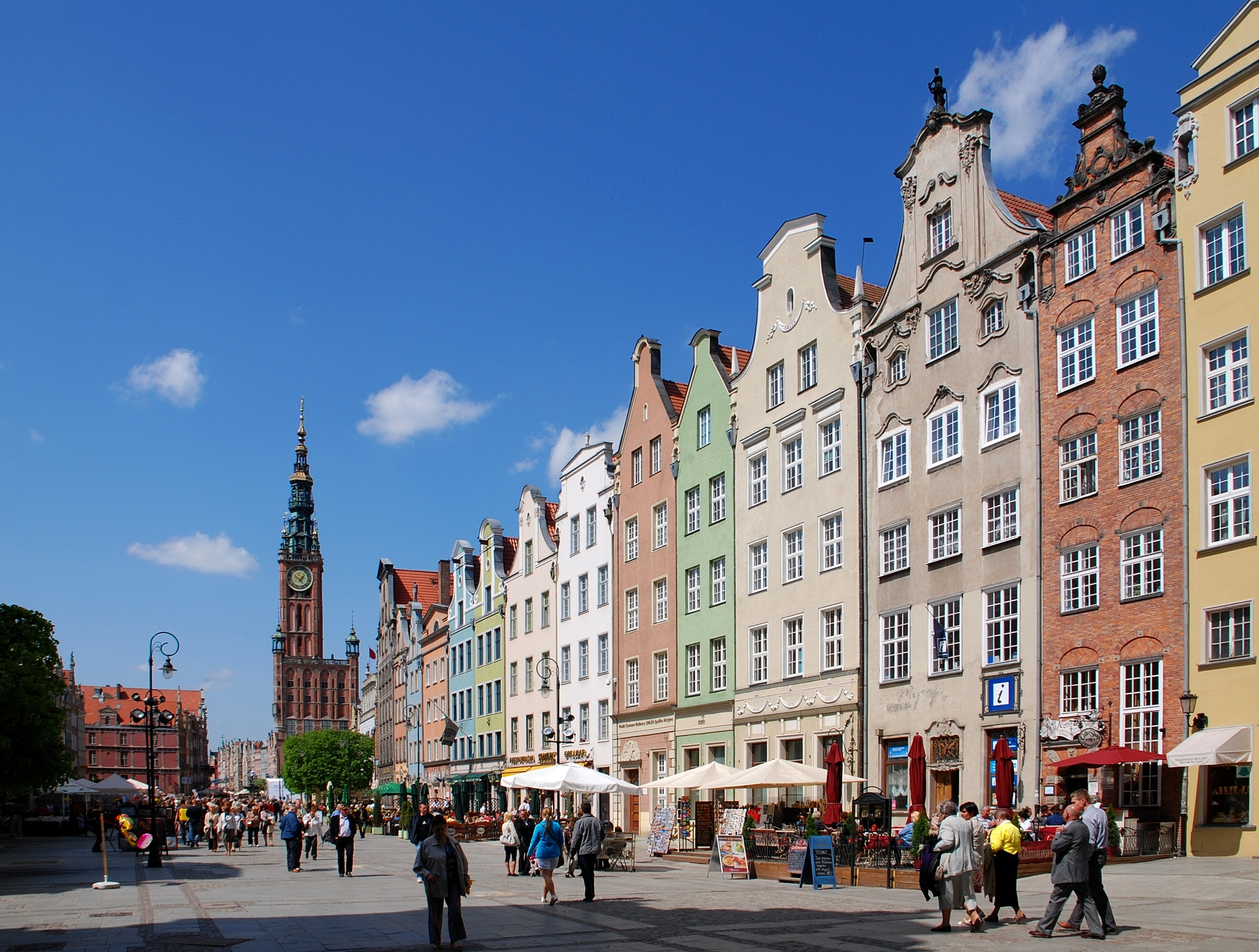
Praça Długi Targ e Prefeitura
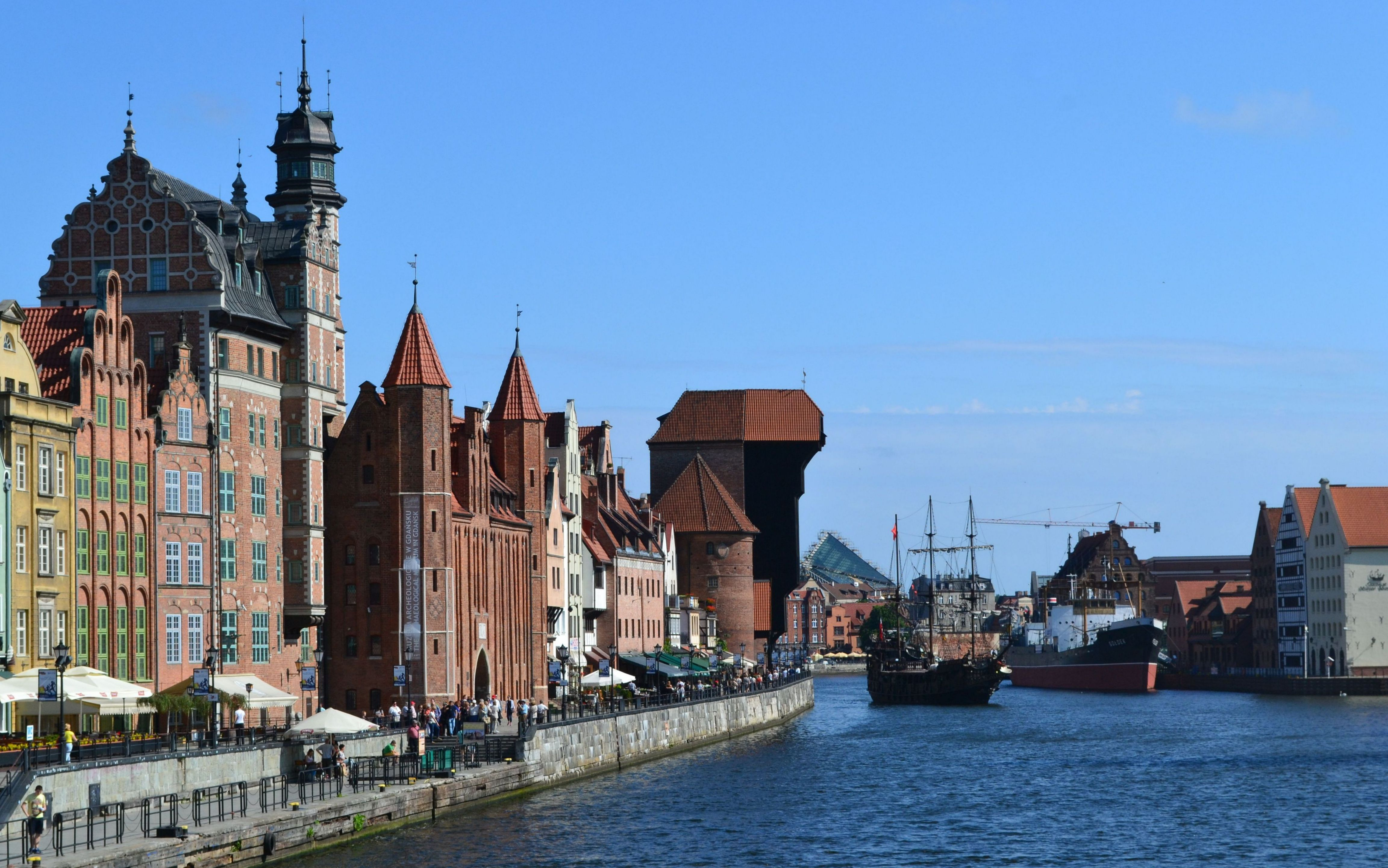
Passeio Długie Pobrzeże
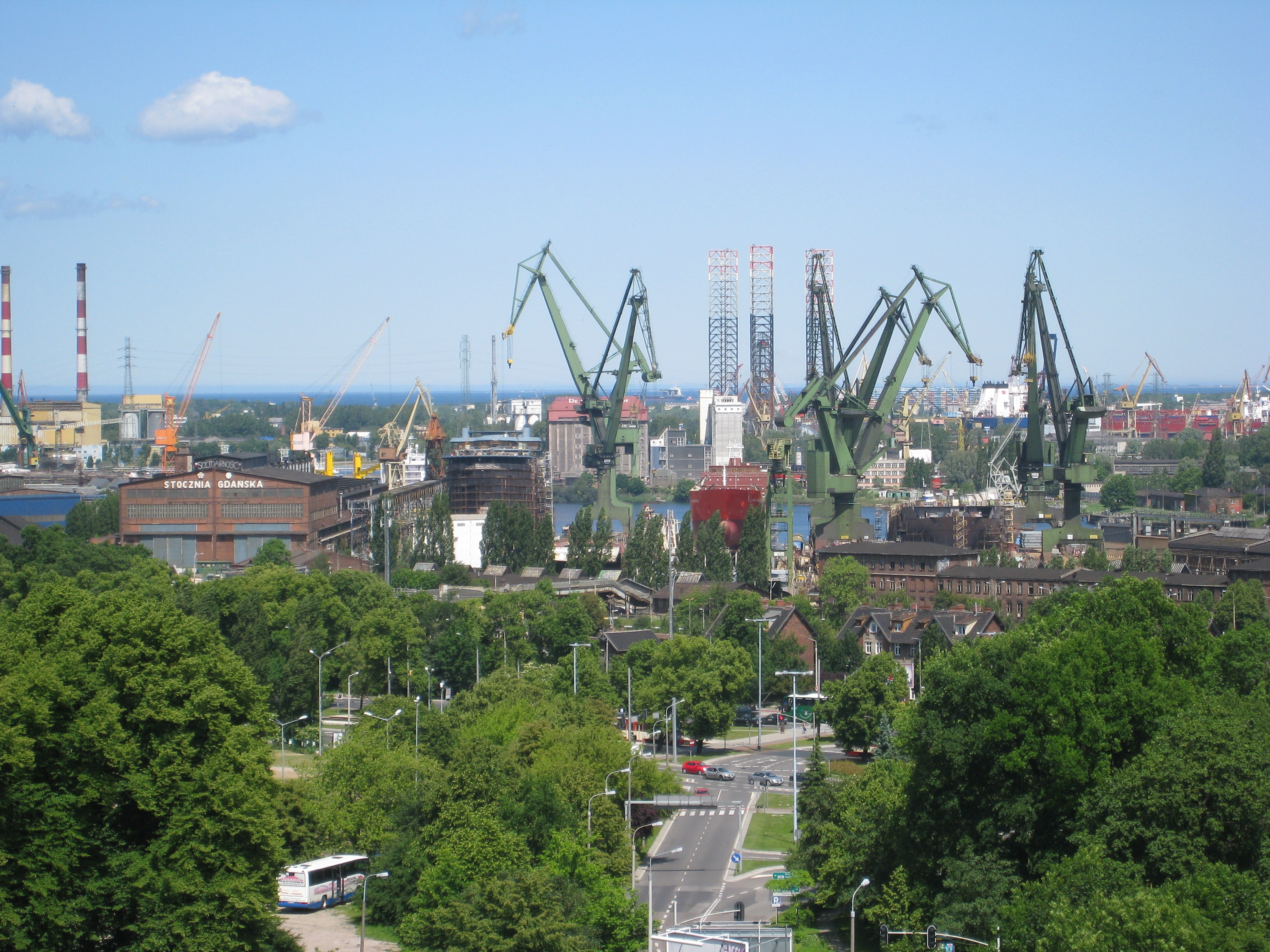
Estaleiro Gdansk
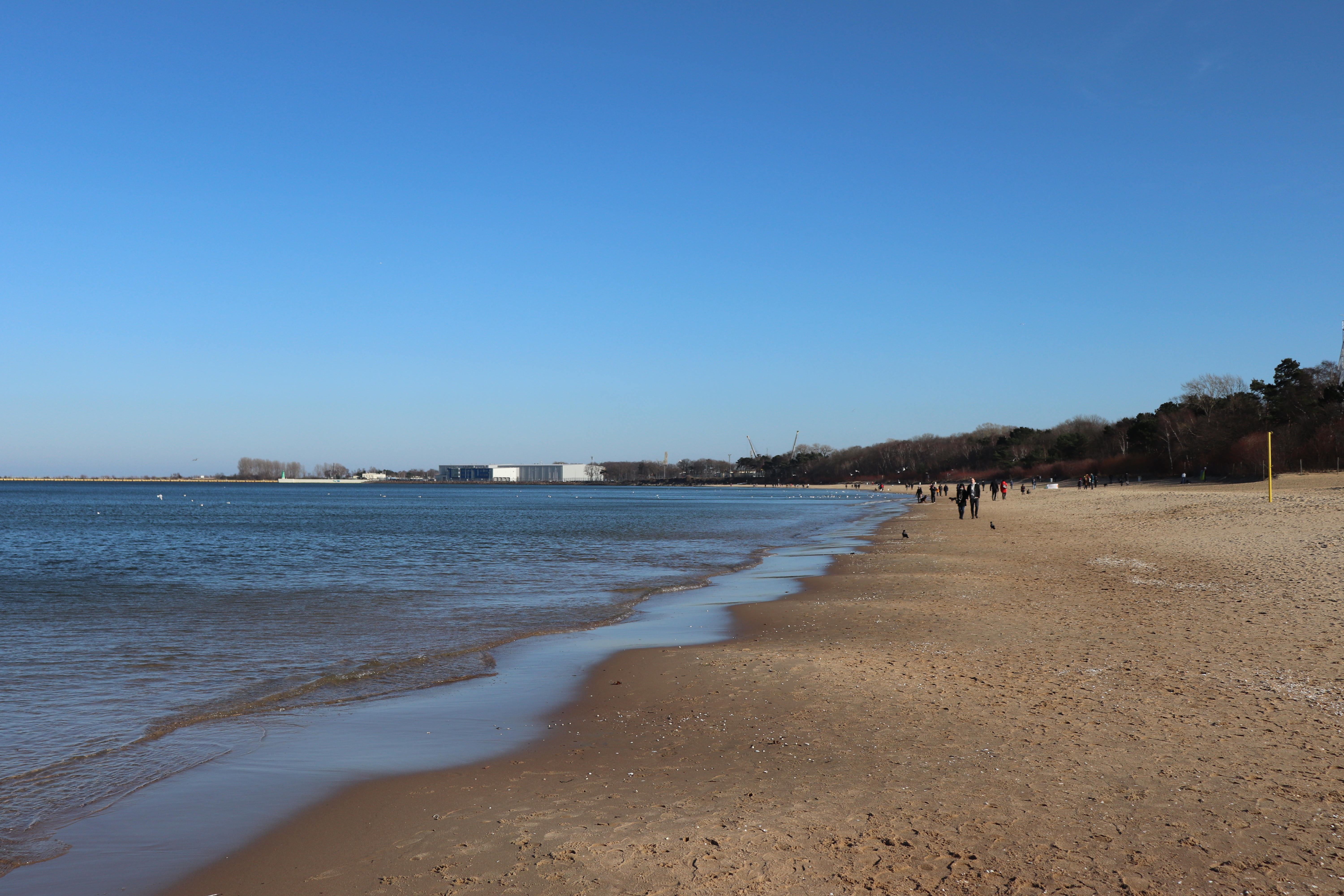
Praia em Brzeźno
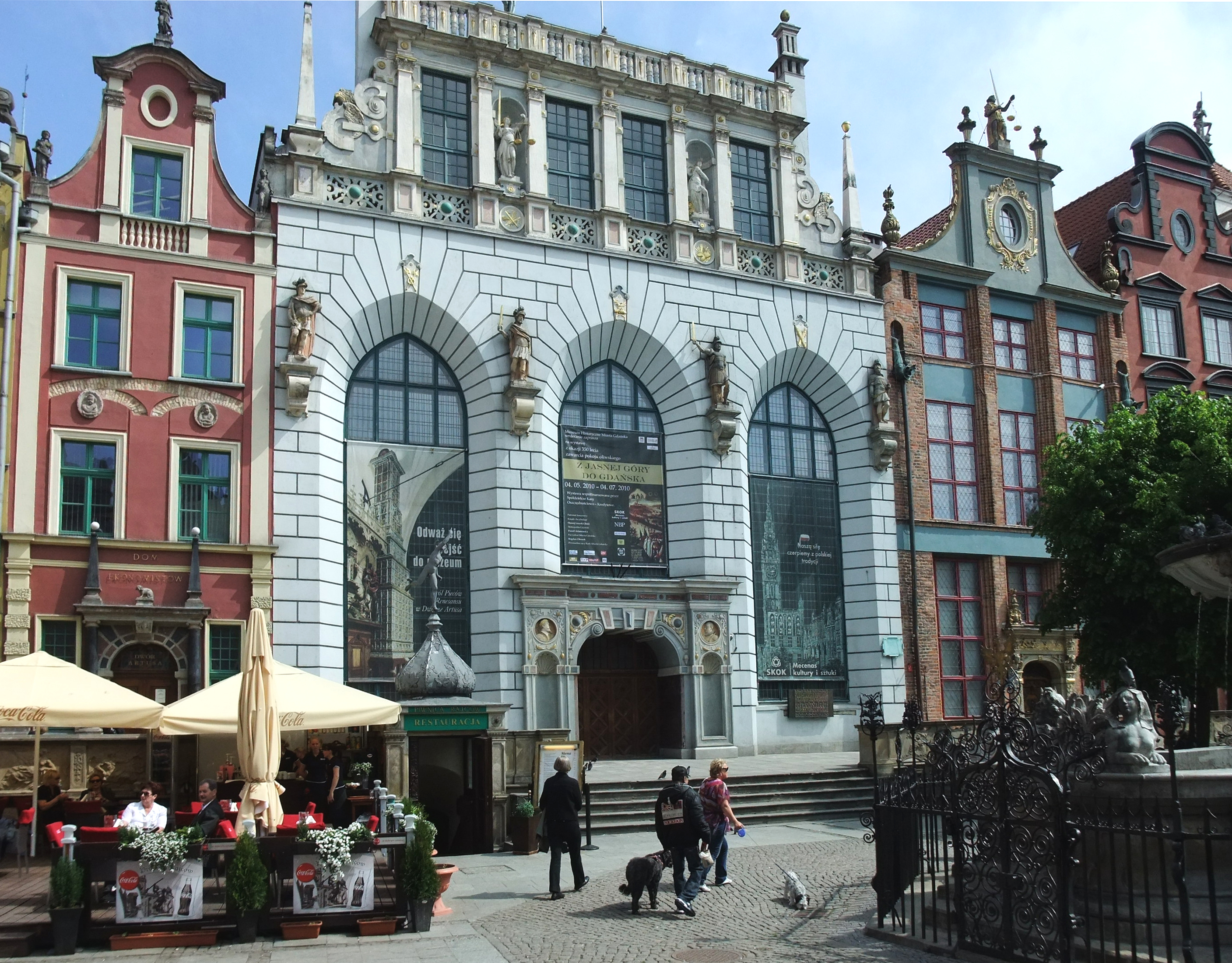
Tribunal Artus
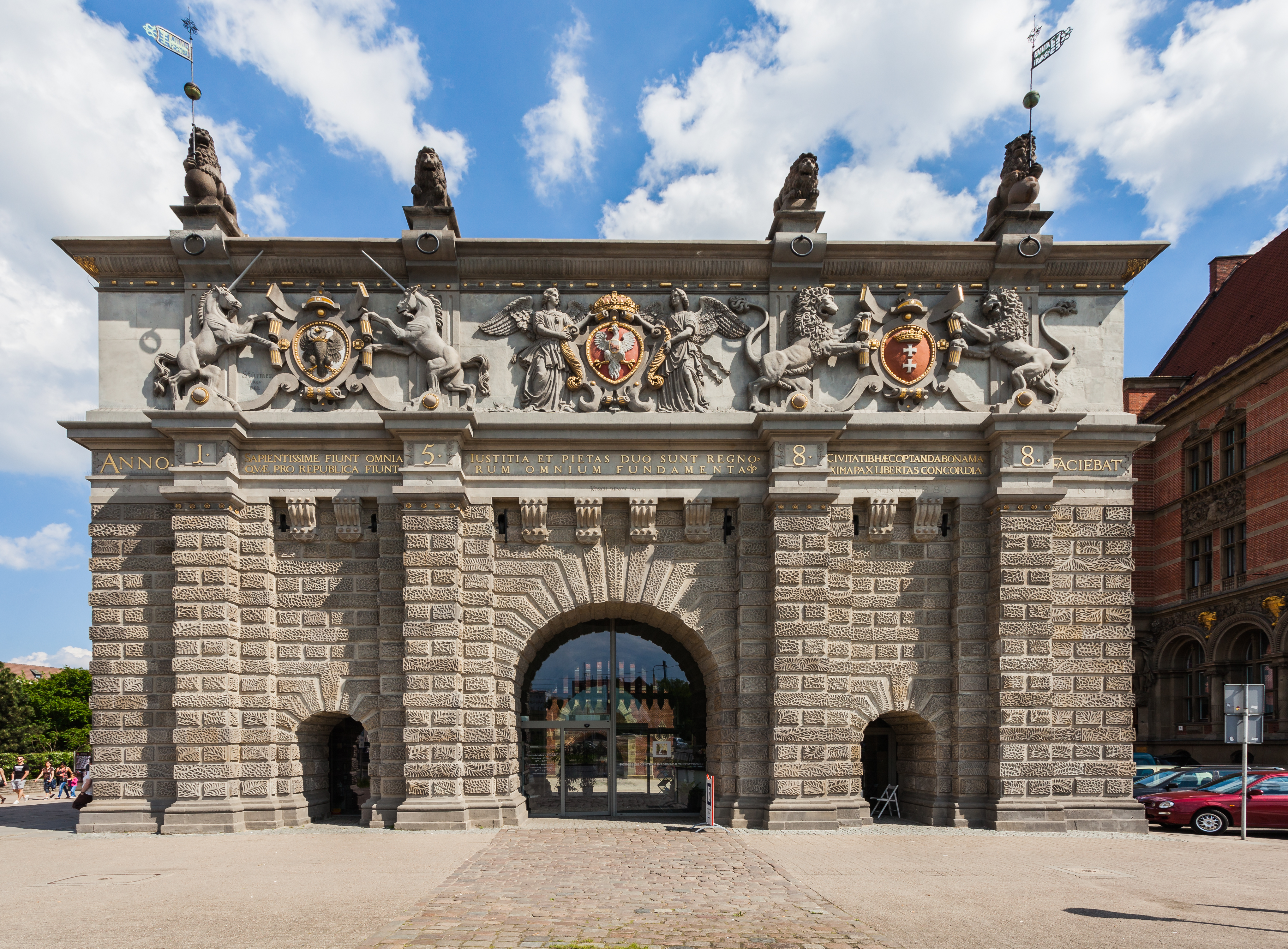
Portão Wyżynna

## Geografia

### Características naturais
A cidade está situada na baía de Gdańsk, na foz do rio Motlawa no rio Vístula. Gdansk fica no pântano do Vístula, sua parte costeira no cordão do Vístula e seus arredores ocidentais na costa da Cassúbia e na região do lago Cassubiano. A localização de Gdansk em quatro unidades físico-geográficas distintas resulta em uma alta diversidade espacial de condições ambientais em seu território. O terreno, o sistema hidrográfico e os parâmetros climáticos são ainda mais influenciados pela localização da cidade na zona costeira, caracterizada pelo impacto específico do mar no ambiente natural da terra.
A extensão meridional da cidade é de 19,1 quilômetros e a extensão latitudinal é de 33,9 quilômetros.

### Clima
O clima na região de Gdansk depende do mar, que age como uma bomba de calor — retira o calor no verão e o devolve no inverno. Como resultado, a primavera começa relativamente tarde (em maio), as temperaturas do ar no verão são mais baixas do que a média nacional (a temperatura percebida é adicionalmente reduzida pela brisa do mar), embora o sol aqueça fortemente a água na baía de Gdańsk (até 24 °C). O outono quente e ensolarado dura até outubro, enquanto os invernos são bastante amenos (em alguns meses de inverno não há um único dia de geada e a queda de neve significativa não costuma permanecer no solo por muito mais do que duas semanas por ano). Os ventos sopram de diferentes direções, dependendo da estação. No verão, geralmente do oeste e do noroeste; no inverno, do interior. Os ventos de tempestade, que geralmente sopram no inverno e atingem velocidades vertiginosas, também são característicos da costa.
| Mês | Jan  | Fev  | Mar  | Abr   | Mai   | Jun   | Jul   | Ago   | Set   | Out   | Nov  | Dez  |
| --- | ---- | ---- | ---- | ----- | ----- | ----- | ----- | ----- | ----- | ----- | ---- | ---- |
| Temperatura média diária mais elevada (°C)                                                                                       | +1,4 | +2,1 | +5,5 | +10,1 | +15,6 | +19,0 | +21,0 | +21,4 | +16,9 | +12,0 | +6,0 | +2,9 |
| Temperatura média diária mais baixa (°C)                                                                                         | -3,4 | -3,0 | -0,5 | +2,7  | +7,4  | +11,0 | +13,3 | +13,1 | +9,7  | +5,8  | +1,5 | -1,6 |
| Precipitação (mm) | 24,6 | 17,9 | 22,4 | 29,5  | 48,9  | 63,5  | 66,7  | 55,8  | 54,9  | 47,4  | 42,3 | 33,7 |
| Número de dias chuvosos | 15   | 13   | 13   | 11    | 12    | 13    | 13    | 12    | 14    | 14    | 16   | 16   |
| Fonte: WMO. «World Weather Information Service». World Weather Information Service (em inglês). Consultado em 4 de março de 2024 |      |      |      |       |       |       |       |       |       |       |      |      |

| Jan | Fev | Mar | Abr | Mai  | Jun  | Jul  | Ago  | Set  | Out  | Nov | Dez | Ano  |
| --- | --- | --- | --- | ---- | ---- | ---- | ---- | ---- | ---- | --- | --- | ---- |
| 3,3 | 2,8 | 2,4 | 4,8 | 10,1 | 15,1 | 18,5 | 19,2 | 17,4 | 13,3 | 9,7 | 6,1 | 10,2 |

### Estrutura de uso do solo
| Tipo                              | Porcentagem | %     |
| --------------------------------- | ----------- | ----- |
| Terras agrícolas                  | 9498 ha     | 36,9% |
| Florestas e áreas florestais      | 4869 ha     | 21,5% |
| Outros terrenos e áreas devolutas | 11 800 ha   | 41,6% |
| Total (Σ)                         | 26 168 ha   | 100%  |

| Tipo               | Porcentagem | %      |
| ------------------ | ----------- | ------ |
| Terra arável       | 7175 ha     | 74,93% |
| Prado              | 667 ha      | 6,97%  |
| Pasto              | 947 ha      | 9,89%  |
| Pomar              | 111 ha      | 1,16%  |
| Outros             | 675 ha      | 7,05%  |
| Terra agrícola (Σ) | 10 345 ha   | 100%   |

### Vegetação urbana

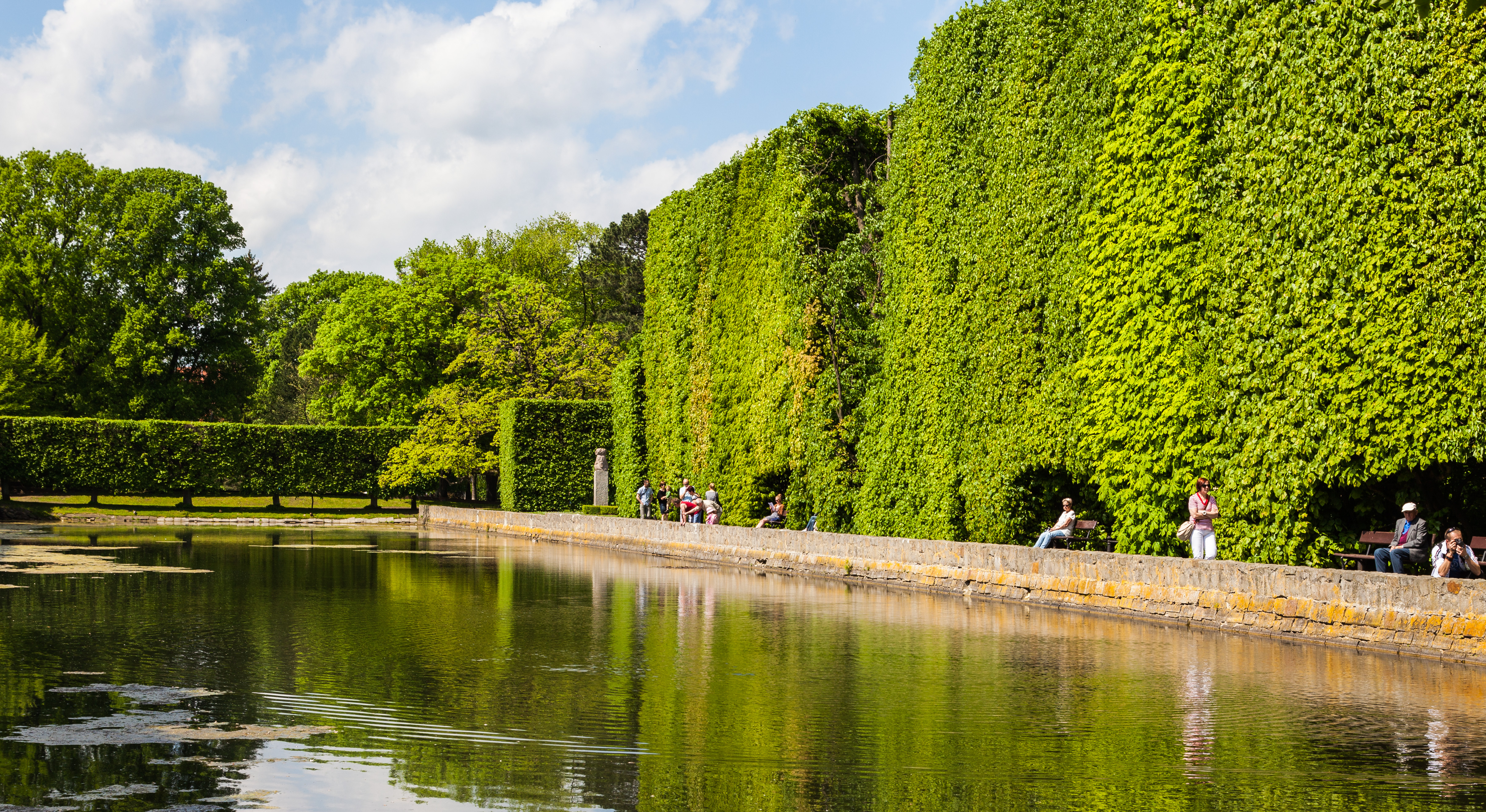
Parque Oliwa

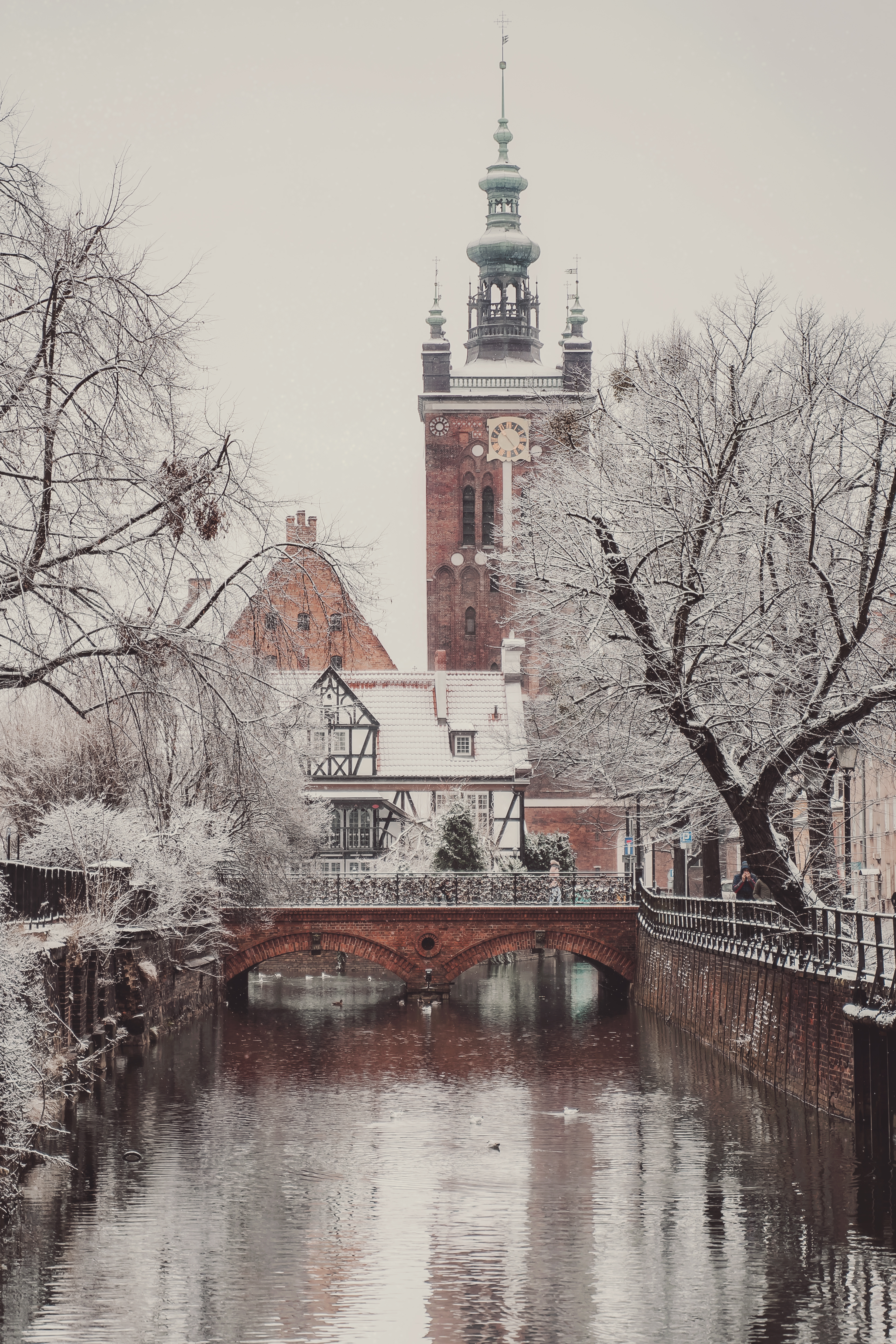
Canal Radunia, Museu do Âmbar e igreja de Santa Catarina ao fundo

Os recursos naturais da cidade incluem uma grande área de vegetação. As áreas florestais e verdes ocupam um total de 24% da área total da cidade de Gdansk. As áreas verdes incluem áreas florestais (4 589 ha), vegetação urbana (592 ha) e jardins de loteamento (957 ha). Das áreas verdes, as grandes áreas de parque são as mais importantes. Há 21 parques urbanos abertos ao público, cobrindo uma área total de mais de 180 ha. Os maiores são: o Parque Ronald Reagan (62 ha), o Parque João Paulo II (25 ha), o Parque Orruński (19 ha), o Parque Steffens (13,6 ha), o Parque Oliwa (11,3 ha), o Parque Ferber (11 ha), o Parque no rio Motława (11 ha), o Parque Brzeźno (aprox. 10 ha) e, entre outros, o Parque Jelitkowski e as áreas semelhantes a parques ao longo da avenida Grunwaldzka em Wrzeszcz.

### Áreas e locais naturais protegidos

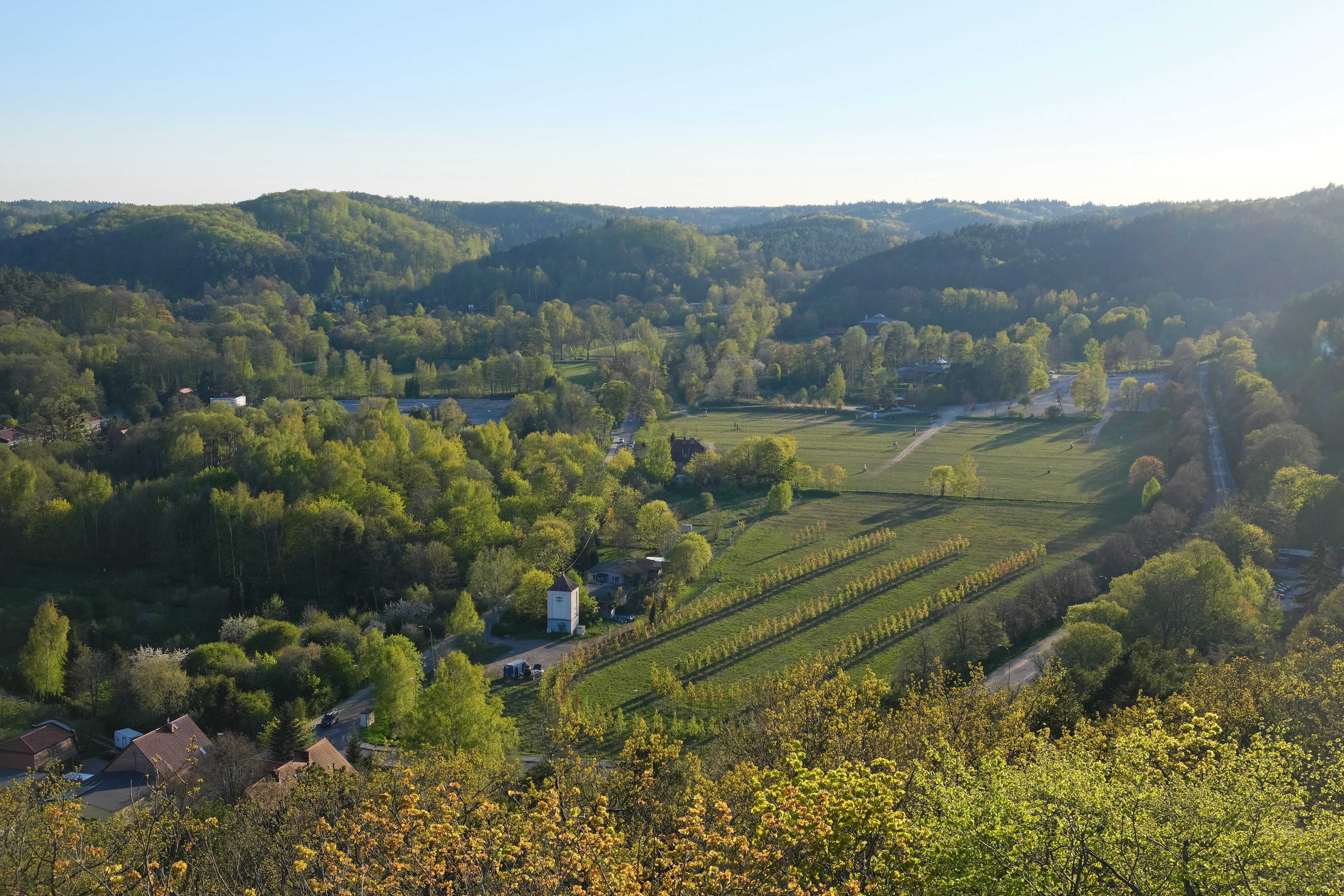
Florestas Oliwa

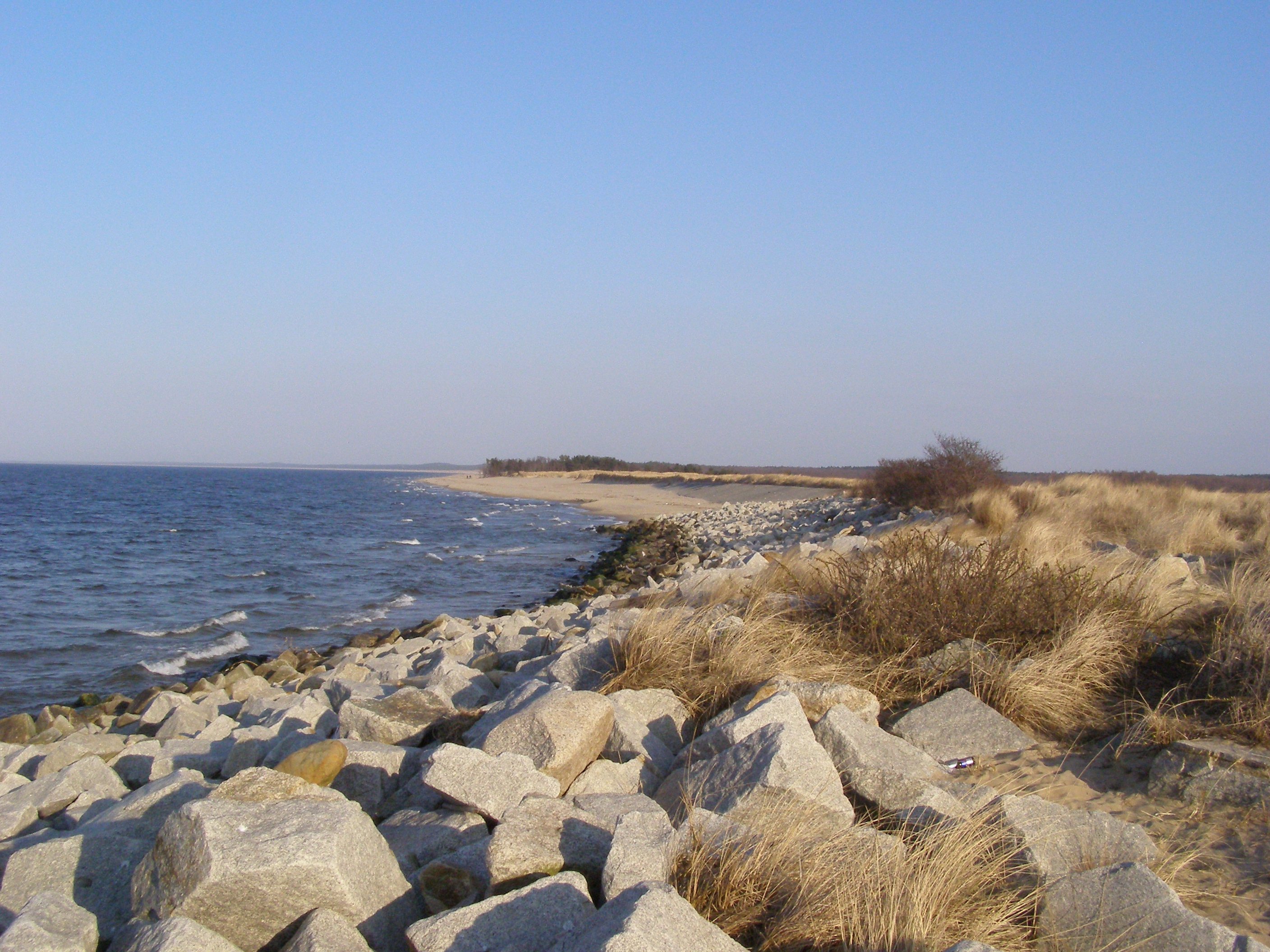
Cordão de Messina na ilha de Sobieszewo

Há grandes extensões de floresta em Gdansk, que crescem em áreas de relevo variado, abundando em várias colinas (alturas de morenas) e vales. Esse relevo é propício para a ocorrência de espécies da flora do sopé, exclusivas da região. Na parte noroeste da cidade, essas florestas são diretamente adjacentes às áreas residenciais e aos principais centros urbanos. As áreas de alta importância natural e paisagística localizadas no território de Gdansk (em 2008, esse total era de 6005 ha ou 22,9% da área da cidade) estão sob proteção legal em quatro áreas de paisagem protegida (das quais a parte sul do Parque Paisagístico da Tricidade e as Florestas Oliwa localizadas dentro dele são as mais importantes), cinco reservas naturais (localizadas nas áreas protegidas mencionadas acima), dois complexos naturais e paisagísticos e treze usos ecológicos.
Há 184 monumentos naturais nos limites administrativos da cidade: 146 árvores individuais, 27 grupos de árvores, 1 avenida de parque, 9 blocos erráticas e 1 monumento de superfície — o que coloca Gdansk entre as principais cidades polonesas em termos de número. O maior número de árvores reconhecidas como monumentos naturais são as faias e os carvalhos. Esses monumentos estão concentrados localmente próximos uns dos outros, inclusive na área da antiga Wrzeszcz, no Parque Steffens e na área da antiga Oliwa.
| Nome da área protegida                           | Área    | Objeto de proteção e localização                                                |
| ------------------------------------------------ | ------- | ------------------------------------------------------------------------------- |
| Parque paisagístico da Tricidade                 | 2450 ha | proteção de paisagens e vegetação específicas nos limites da cidade             |
| Área de paisagem protegida da ilha de Sobieszewo | 1228 ha | proteção de aves aquáticas em um parte do cordão do Vístula                     |
| Área de paisagem protegida de Otomin             | 1762 ha | proteção de paisagem e flora específicas na área das florestas de Smęgorzyńskie |
| Área de paisagem protegida Żuławy Gdańsk         | 1051 ha | proteção da paisagem cultural específica no delta do estuário do rio Vístula.   |

| Nome da reserva                            | Área      | Objeto de proteção |
| ------------------------------------------ | --------- | --- |
| Reserva natural de Źródliska no Vale Ewa   | 11,08 ha  | proteção de comunidades naturais de vegetação ripária e de canavial                                                                                 |
| Reserva natural Desfiladeiro dos Hussardos | 2,8 ha    | proteção de plantas raras e protegidas |
| Reserva natural do Vale Strzyża            | 38,52 ha  | proteção de vegetação ripária e de carvalho-roble e locais de plantas raras e protegidas                                                            |
| Reserva natural Paraíso dos pássaros       | 188,80 ha | reserva natural (proteção de refúgios de aves aquáticas e pantanosas)                                                                               |
| Reserva natural Gaivota Lacha              | 35,40 ha  | proteção de colônias de andorinhas-do-mar reprodutoras e habitats de alimentação e repouso de aves Charadriidae e Anseriformes (durante a migração) |

### Proteção do meio ambiente
A localização da cidade, próxima ao mar e a grandes extensões de floresta, favorece a preservação do meio ambiente. Em análises de grandes aglomerações, Gdansk é classificada como a cidade mais limpa da Polônia, tanto em termos de pureza do ar quanto de pureza da água fornecida pelo sistema de água e esgoto.

## História

### Toponímia

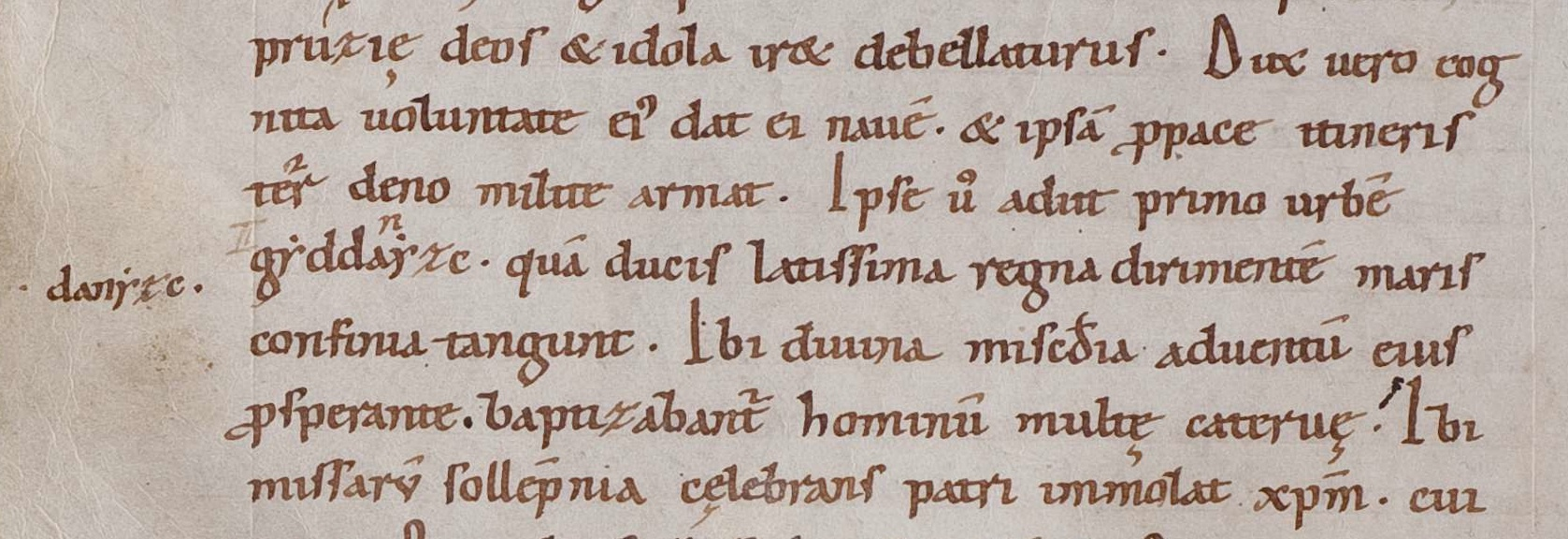
Extrato da página 69v do manuscrito da “Vita sancti Adalberti”, que contém uma referência a Gdansk

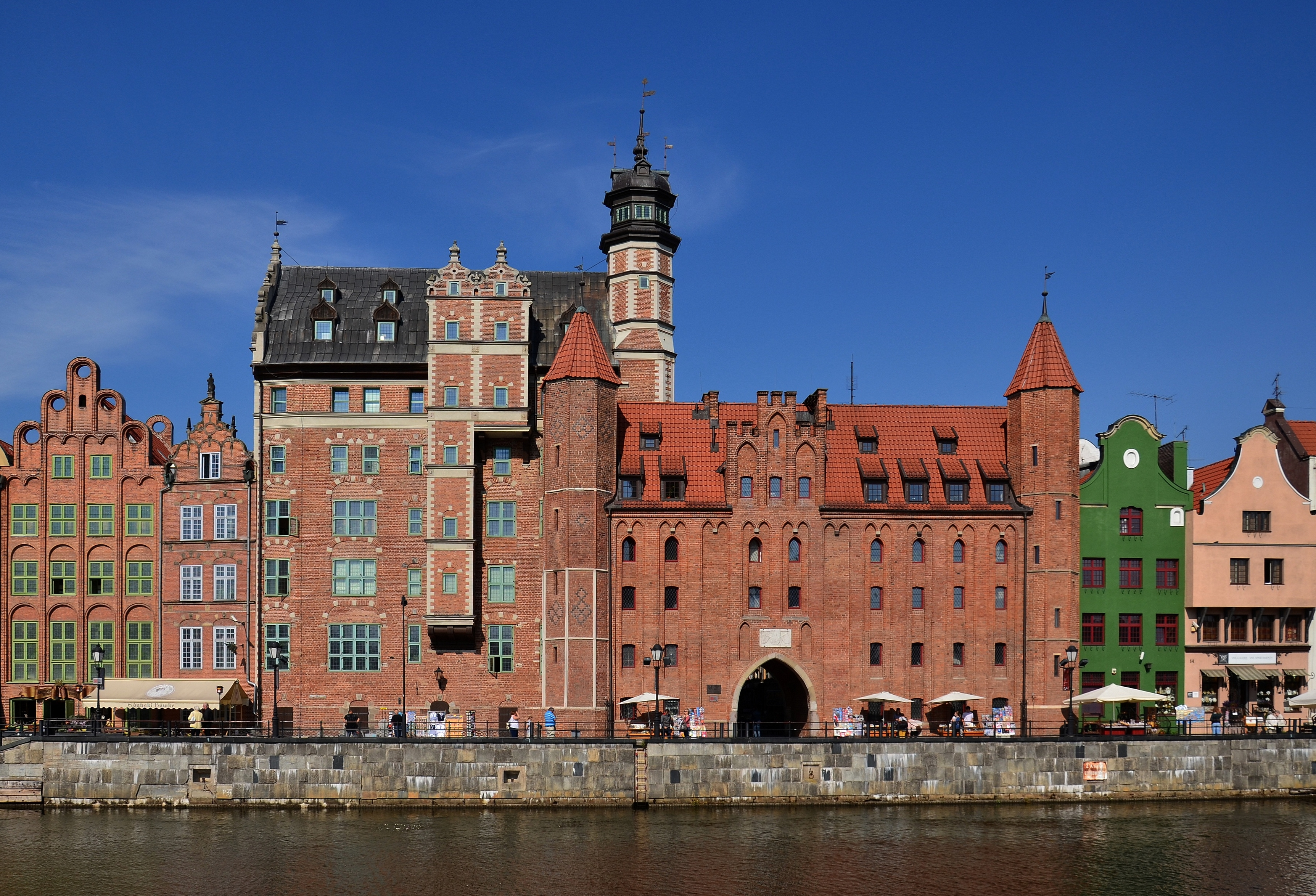
Portão gótico de Santa Maria

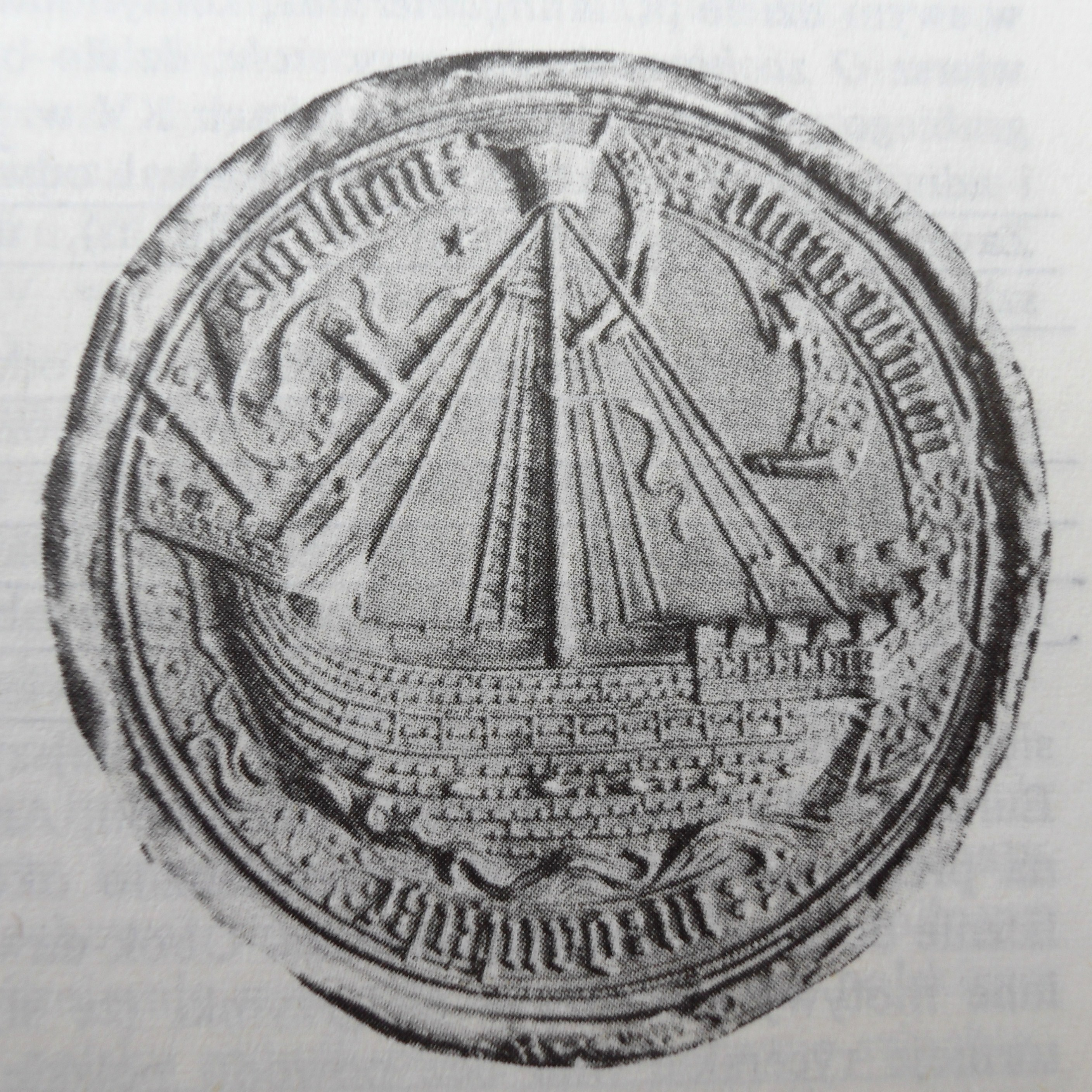
Selo da cidade de Gdansk do século XV

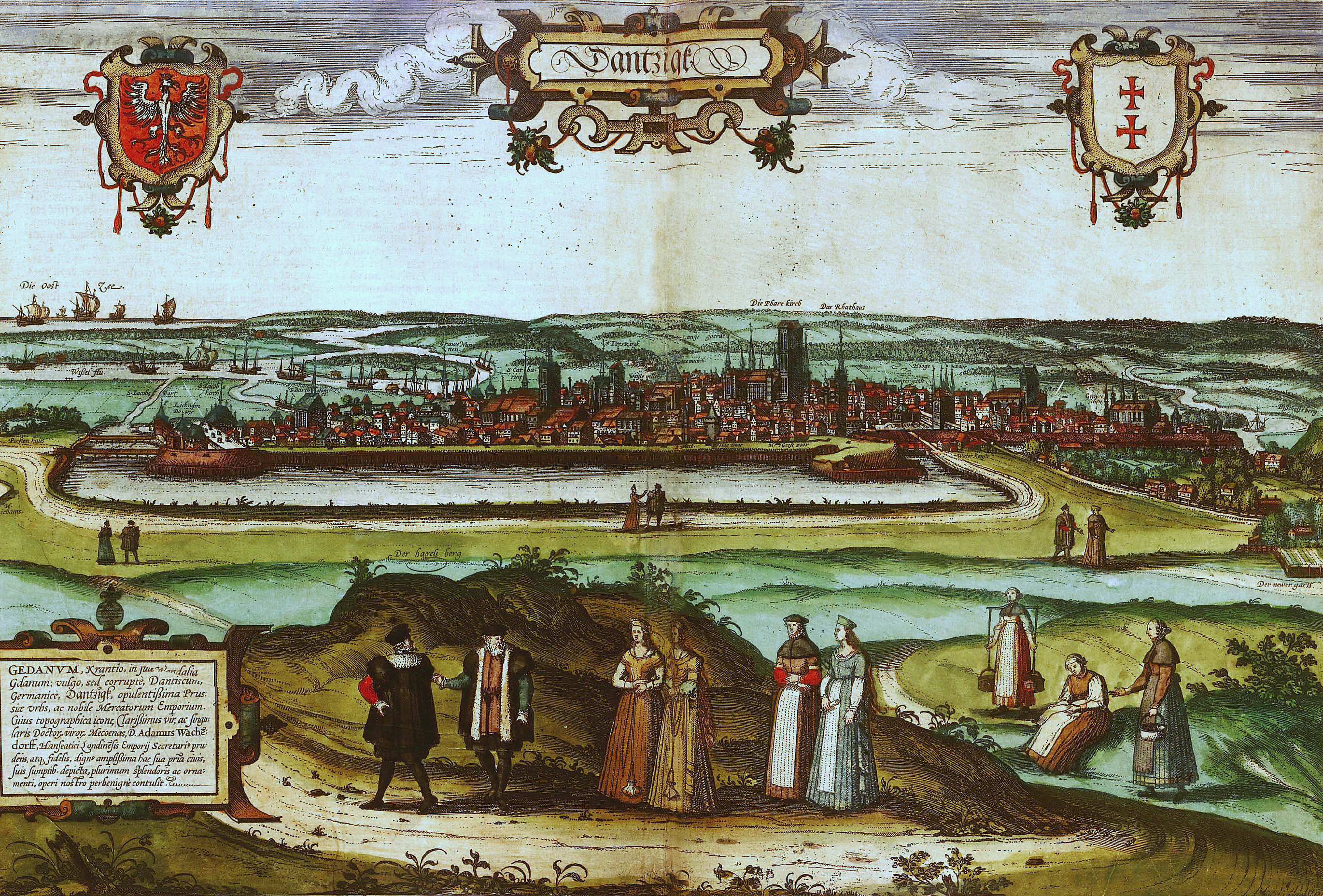
Gdansk, 1575

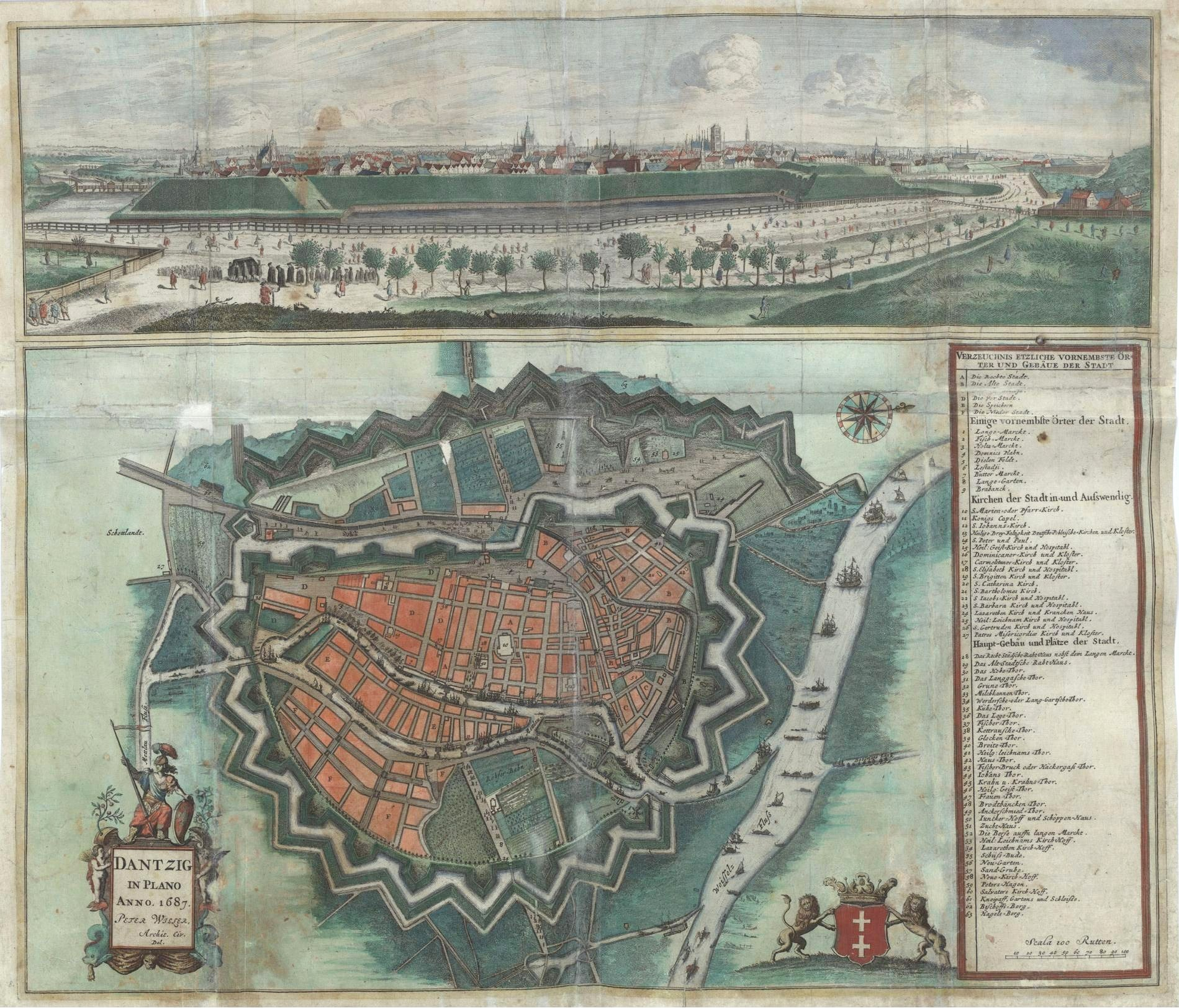
Gdansk no século XVII, cercada por um anel das fortificações da cidade

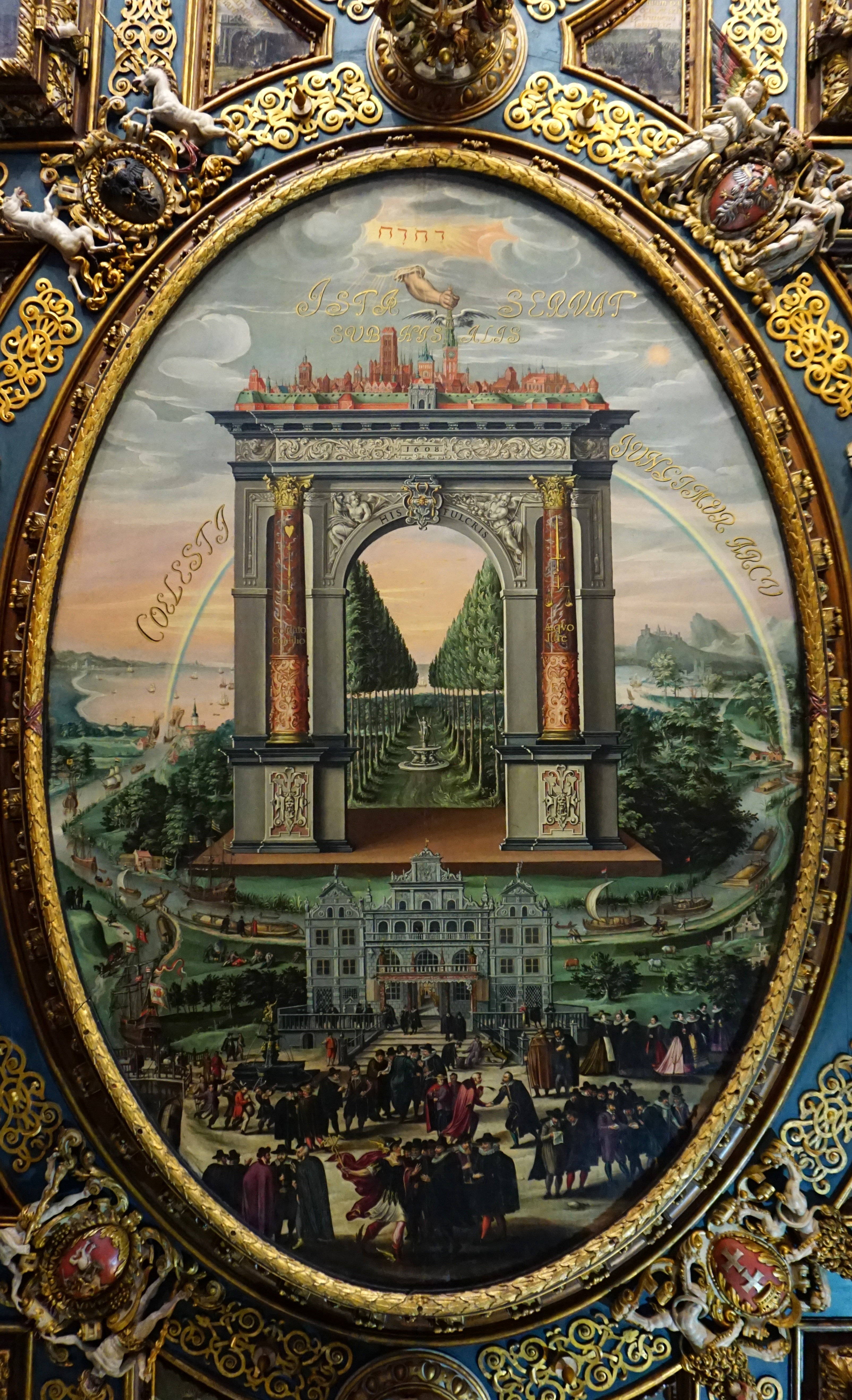
Isaak van den Blocke, Alegoria do comércio de Gdansk, 1608

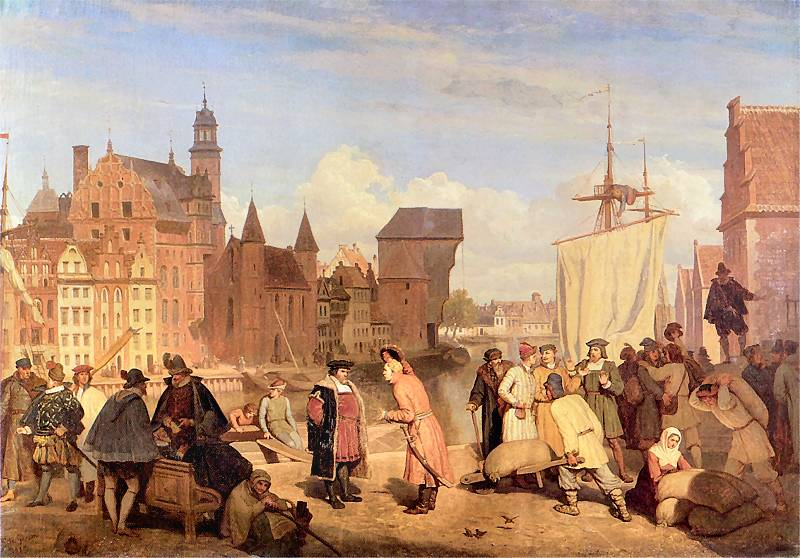
Wojciech Gerson, Gdansk no século XVII, 1865

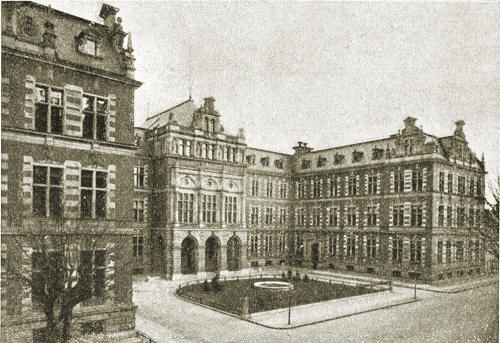
Sede do Senado da Cidade Livre de Gdansk antes de 1939. Atualmente, em seu lugar está a Prefeitura de Gdansk

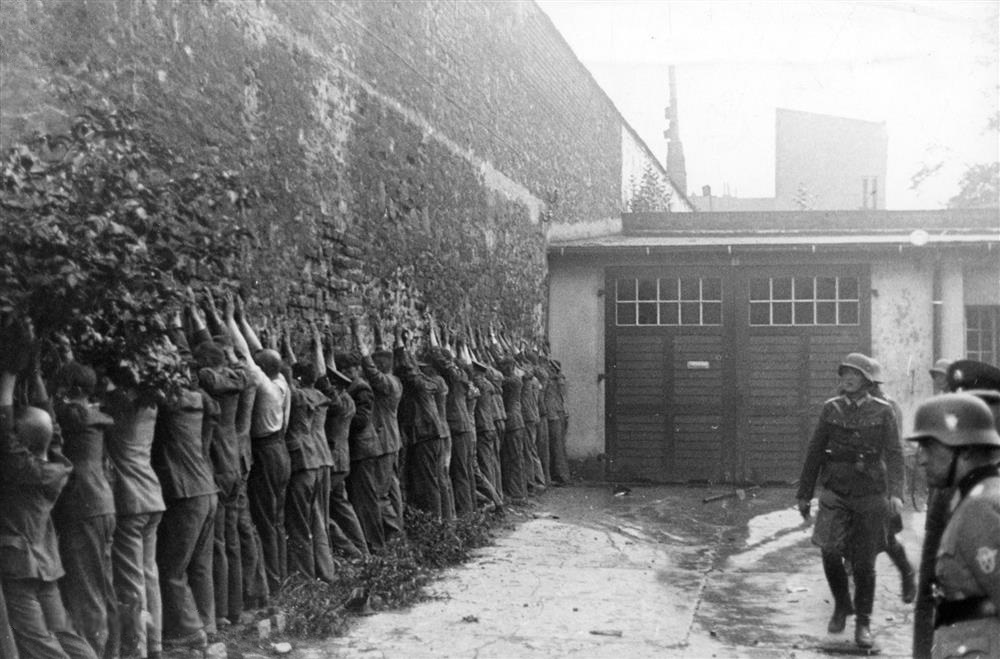
Defensores dos Correios da Polônia em Gdansk

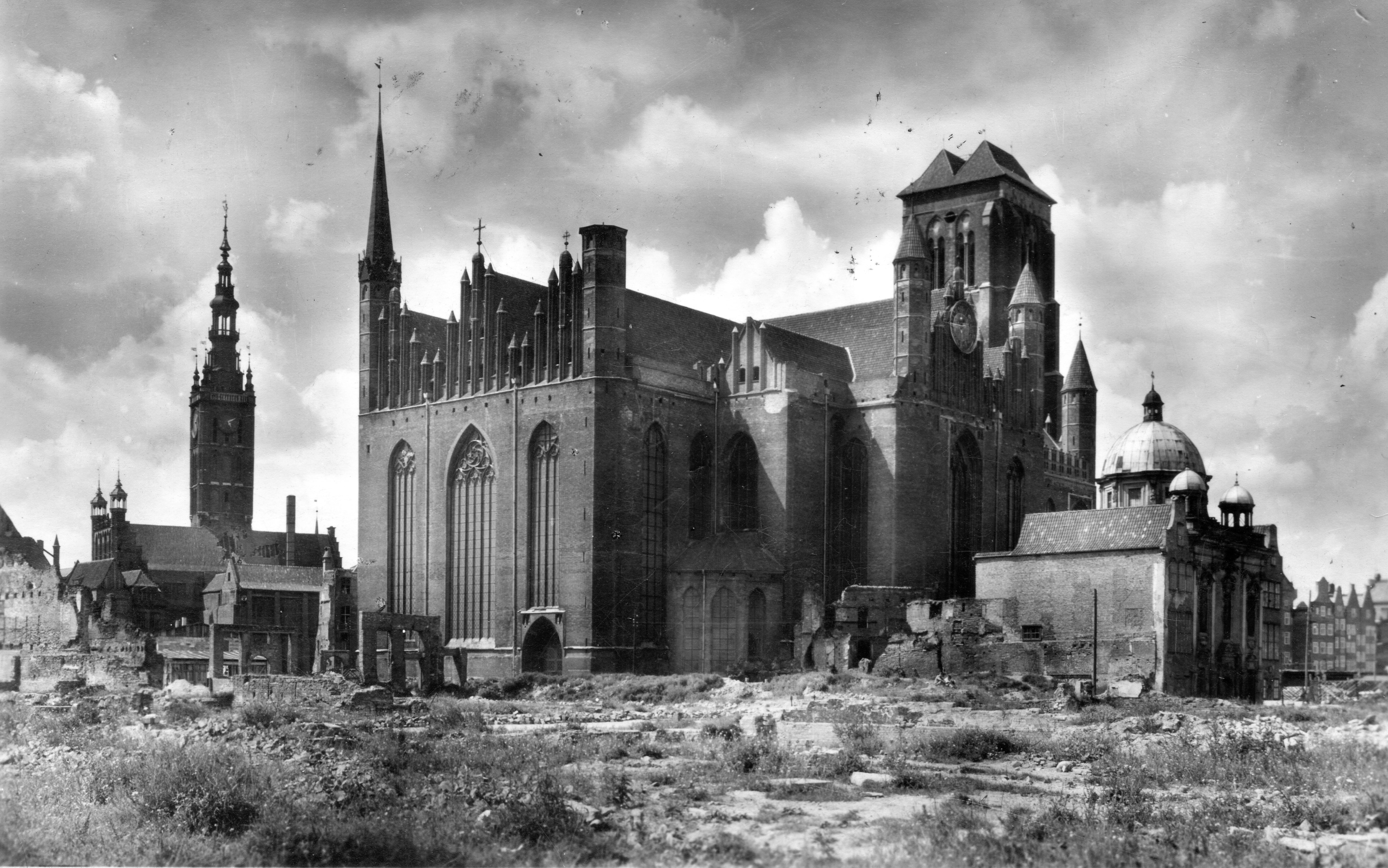
A Cidade principal em ruínas (1957)

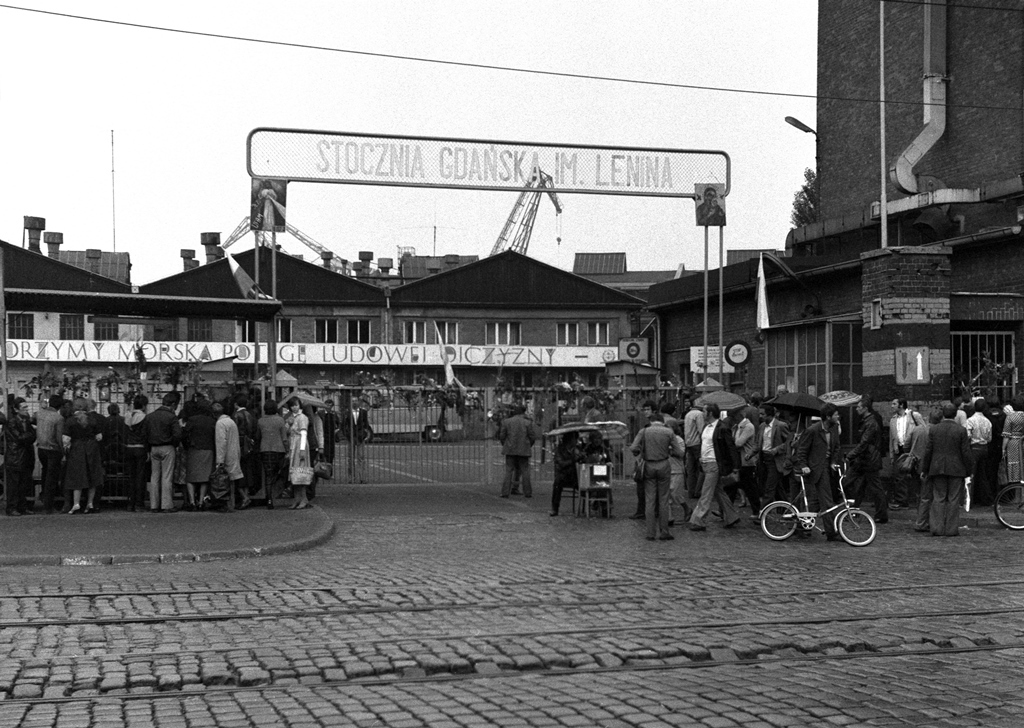
Greve de Agosto no Estaleiro Lênin Gdansk (1980)

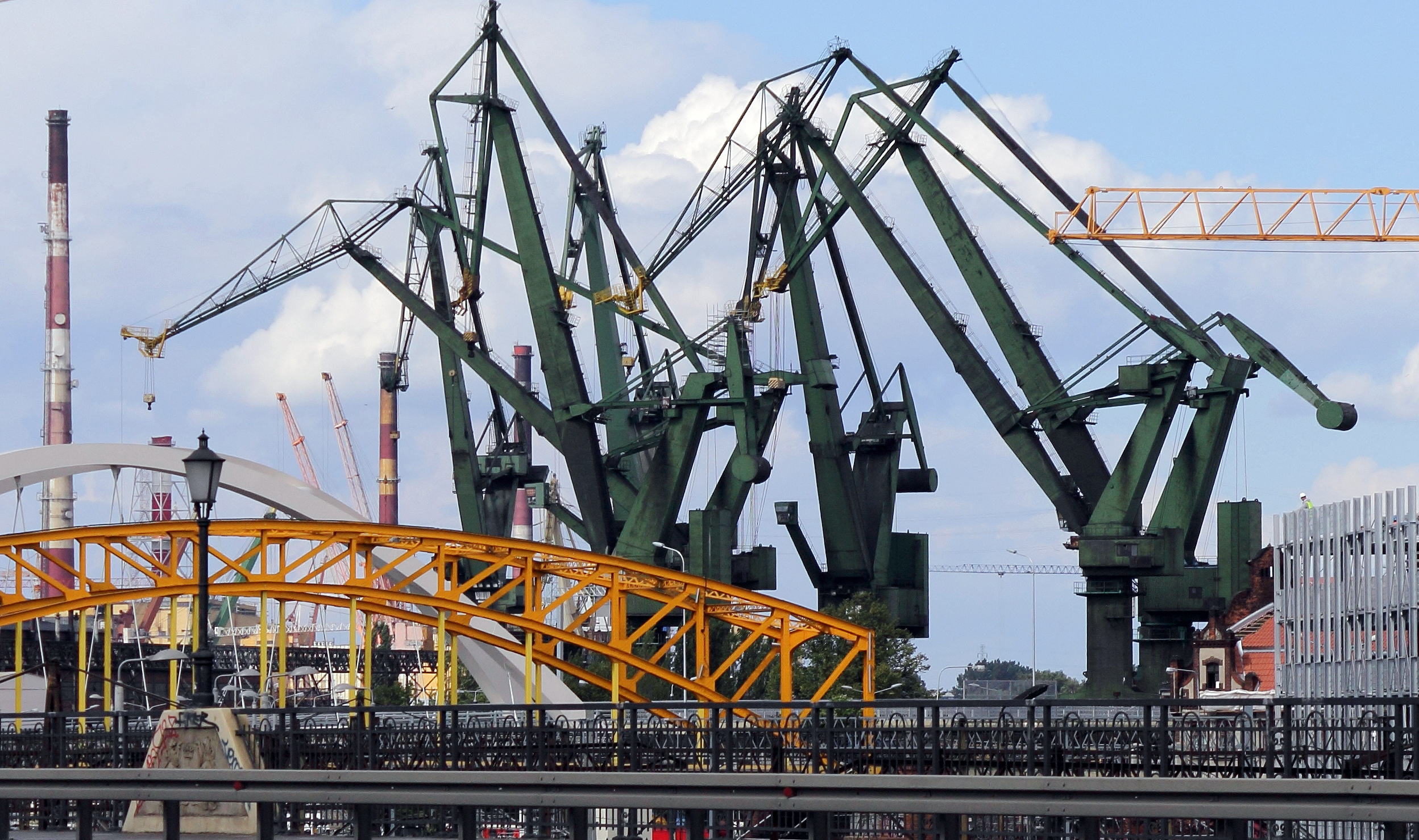
Estaleiro de Gdansk

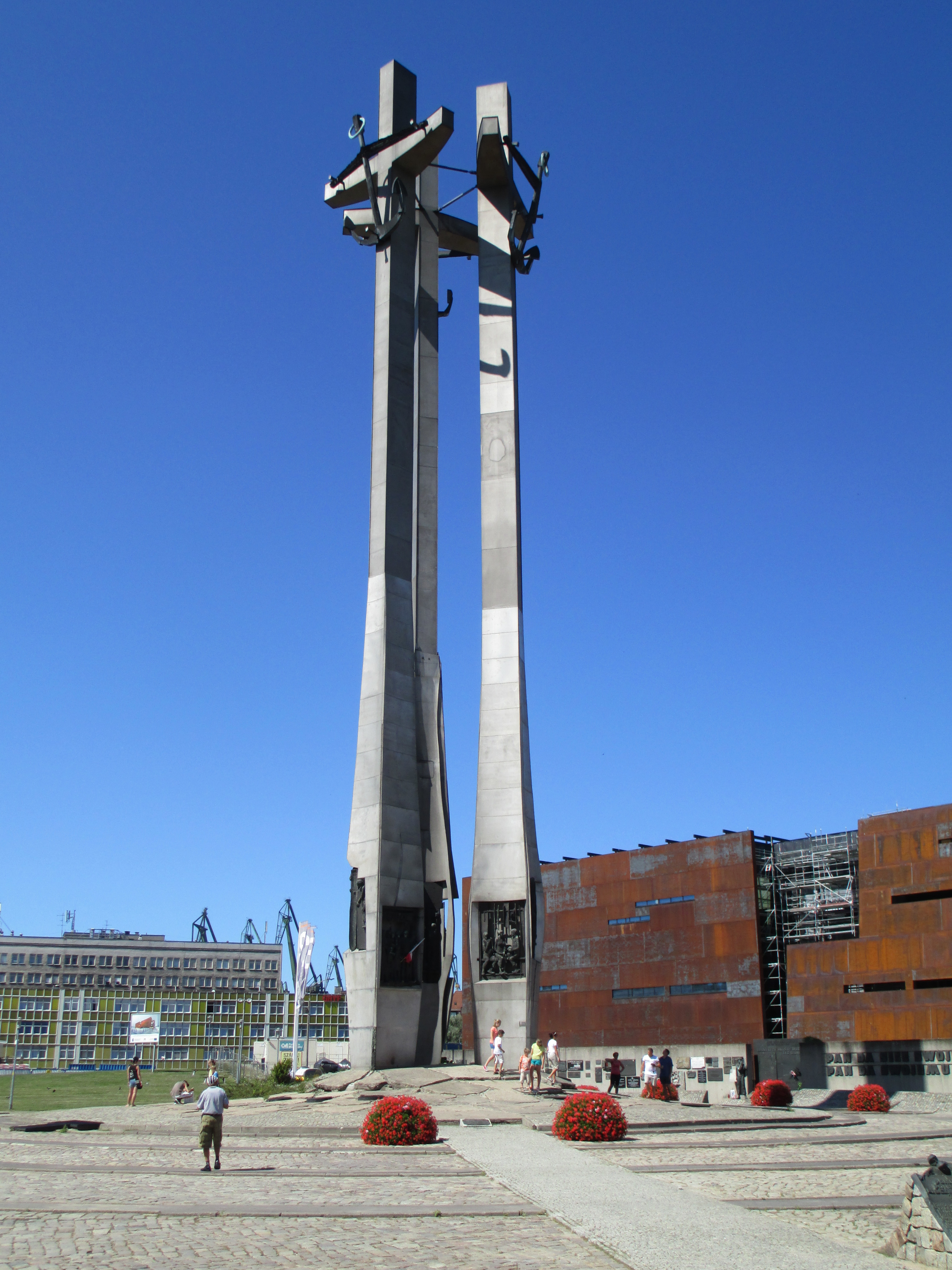
Monumento aos trabalhadores do estaleiro mortos em 1970 (2013)

Gdansk é mencionada pela primeira vez na Vida de Santo Adalberto, escrita em latim em 999. Ela descreve a visita do bispo Adalberto à área na primavera de 997 e essa data é geralmente aceita como o início da história da cidade, embora já houvesse um assentamento de pescadores no século VII.</ref> Nesse documento, João Canaparius registrou o nome de Gdansk na forma latinizada urbe Gyddanyzc. A cidade com o nome latinizado Gdanczk é mencionada em um documento latino emitido em Lubiń em 1281, assinado pelo duque pomerano Mściwoj II.
Em documentos históricos, o nome da cidade foi mencionado em vários idiomas e formas: Kdansk (1148), Gdansk (1173-1186), Gdanzc (1178), Gdantz (1198), Danzk, Danzc (1209), Gdanizc (1220), Dancek, Danczk (1224), Gdancz (1235), Gdanzc (1238), in Danzeke (1248), Gdanzke (1267), Gdansk (1268), Danczk (1279), de Dancezc (1281), Gdanchek, Gdanchez (1283), Dantzig (1292), Gdantzik (1295), Gedani (1303), in civitate Gdansco (1310), Danzich (1310), Gdantczk (1325), Danzk (1342), Danczc, Gdanczk, Gdanczc (1342), Dantzigke, Dantzke (1357), Gdanczk (1434), Gdansk (1435), Gdansko (1457), Dantzigk (1471), Gdanysk (1483), in Gdanum (1510-1529), Gdańsk, do Gdańska (1565), Gedanum civitas (1570), do Gdańska, pode Gdańskie (1615), in civitate Gedanensi (1624), do Gdańska (1664), Danzig (1796-1802), Gdańsk, Danzig (1881).
Há várias teorias sobre sua origem. Segundo a mais amplamente aceita (Brückner, Rospond, Rudnicki), ela deriva de uma planície de inundação na foz do rio Vístula e tem origem eslava. Foi criado com a adição do sufixo -ьsk- à raiz protoeslava *-gъd, que significa molhado, úmido. Segundo outra teoria, diz-se que o nome deriva do nome não preservado de um rio próximo (provavelmente o Motława), que hoje seria Gdania. (O nome Motława vem do idioma prussiano, trazido para a área de Pruszcz Gdański do outro lado do Vístula na segunda metade do século XIII). O formante -sk em polonês (assim como em outras línguas eslavas) era produtivo em nomes topográficos e possessivos e é uma característica dos nomes locais e espaciais poloneses. A inflexão desse formante (-sk[o], -ck[o]) é característica de nomes locais muito antigos dados a lugares na Polônia, como Busk, Łańsk, Płońsk, Płock, Wąchock, Rajsko, Bielsko, Kłodzko, Radomsko, Sławsko, Słupsk, etc. Gdania também pode ter sido o atual riacho Siedlecki.
Essa forma de criar nomes de cidades a partir de rios era comum nas línguas eslavas (Puck de Płutnica, Mieńsk de Mienia, Pinsk de Pina e muitos outros). Quanto ao nome Gdania, o radical gъd- denotava uma área úmida e pantanosa (Gdynia, Gacka ← gъdьska, Gdinj etc.), enquanto uma série de sufixos -Vnьja é típica para os nomes de rios e riachos na Pomerânia (Gdynia, Radunia, Orania).
Os eslavistas Aleksander Brückner, Friedrich Lorentz e Witold Taszycki também apresentam uma teoria paralela da origem do nome Gdańsk a partir do nome báltico *gud, que significa floresta e está relacionado ao prussiano gudde - floresta. Portanto, ao adicionar o sufixo -isk ao radical *gudan, que significa povo da floresta, o significado do nome seria assentamento florestal, assentamento de povo da floresta.

### Nacionalidades
Por mais de mil anos de sua história, a cidade de Gdansk tem sido parte de um grupo de países:
- 997–1227:  Principados/Reinos poloneses
- 1227–1294:  Ducado da Pomerânia
- 1294–1308:  Ducado/Principado da Polônia
- 1308–1454:  Ordem Teutônica
- 1454–1466: terras disputadas durante a Guerra dos Treze Anos
- 1466–1569:  Coroa do Reino da Polônia
- 1569–1793:  República das Duas Nações
- 1793–1807:  Reino da Prússia
- 1807–1814:  República de Danzigue (dependente do  Primeiro Império Francês)
- 1815–1871:  Reino da Prússia
- 1871–1918:  Império Alemão
- 1918–1920:  República de Weimar (em disputa entre a Polônia e a Alemanha)
- 1920–1939:  Cidade Livre de Gdansk (sob o protetorado da Liga das Nações)
- 1939–1945:  Reichsgau de Danzigue-Prússia Ocidental
- 1945–1989:  Polônia Popular (1952–1989 República Popular da Polônia)
- 1989–atual:  República da Polônia.

### Idade Média
Não se sabe onde existiu o primeiro assentamento fortificado construído pelos piastas, pois o assentamento fortificado nas bifurcações dos rios Motława e Vístula não foi construído até as décadas de 1150 a 1160. Ele cobria uma área de aproximadamente 2,27 hectares, com arqueólogos estimando cerca de 250 casas em uma população de mil habitantes. Em 997, Santo Adalberto ficou na cidade em seu caminho para a Prússia. Na década de 1160, uma fortaleza defensiva foi construída na foz do rio Motława no Vístula. Após a guerra vitoriosa com os pomeranos, Boleslau III, recuperou toda a Pomerânia Ocidental para a Polônia. Em 1217 e 1227, ocorreram as expedições pomeranas de Lesco I, o Branco, e a soberania polonesa sobre a Pomerânia de Gdansk foi consolidada. Depois que Świętopełk II assumiu o controle da Pomerânia de Gdansk, seguiu-se um período de independência para a região. Em 1263, a cidade recebeu os direitos de cidade modelados na lei de Lübeck. Em 1271, os brandemburgueses ocuparam a cidade. Mściwoj II, com a ajuda de Boleslau, o Piedoso, reconquistou a cidade em 1272. Em 15 de fevereiro de 1282, como resultado do tratado de Kępno, o governante da Grande Polônia, Premislau II, ganhou a soberania sobre a Pomerânia de Gdansk.
Em agosto de 1308, os brandemburgueses capturaram a cidade sem fortificação, defendida pelo magistrado Bogusza. Os Cavaleiros Teutônicos, chamados por Vladislau, o Breve, para auxiliar na remoção dos brandemburgueses, tomaram parte do assentamento fortificado já em outubro e atacaram a cidade após a chegada de reforços. Em 13 de novembro de 1308, depois que os brandemburgueses se retiraram, os Cavaleiros Teutônicos massacraram os habitantes. Em 1343, como resultado da Paz de Kalisz, a Polônia perdeu a Pomerânia. O rei Casimiro III, o Grande, renunciou à Pomerânia, embora não tenha enviado os documentos de paz concluídos entre ele e a Ordem Teutônica para aprovação do papa. No mesmo ano, a Cidade principal recebeu direitos de cidade. Em 31 de julho de 1346, o Grão-Mestre da Ordem Teutônica, Heinrich Dusemer, emitiu um documento que aboliu os resquícios da operação da lei da cidade segundo o modelo de Lübeck e a substituiu pela lei de Chełmno. Em 1361, Gdansk entrou para a União das Cidades Hanseáticas. Houve revoltas antiteutônicas em 1361, 1378, 1411 e 1416, que foram reprimidas sangrentamente.
Em 1410, após a derrota da Ordem Teutônica na Batalha de Grunwald, os pobres da cidade iniciaram um motim no qual os convidados da Ordem e os homens alistados que foram feridos foram massacrados após a batalha. O conselho de Gdansk decidiu reconhecer a autoridade de Ladislau II Jagelão, o que concedeu vários privilégios à cidade. Um ano depois, como resultado do Tratado de Toruń, Jagiełło liberou Gdansk do juramento que havia feito. Gdansk sofreu represálias dos Cavaleiros Teutônicos.
Em 14 de março de 1440, Gdansk aderiu à Confederação Prussiana. Em 11 de fevereiro de 1454, após 146 anos, o reinado dos Cavaleiros Teutônicos em Gdansk chegou ao fim. Em 6 de março daquele ano, o rei Casimiro IV Jagelão, a pedido de uma delegação da Confederação Prussiana, incorporou Gdansk à Polônia, concedendo-lhe, ao mesmo tempo, o privilégio de cunhar sua própria moeda. Gdansk foi isenta da lei da orla marítima, e os representantes das terras prussianas foram autorizados a eleger o rei da Polônia. Gdansk juntou-se à Guerra dos Treze Anos em 1455; os cidadãos de Gdansk prestaram homenagem a Casimiro Jagiellon e, em 25 de maio de 1457, foi concedido à cidade o Grande Privilégio, garantindo o transporte gratuito de mercadorias pelo rio Vístula da Polônia, Lituânia e Rutênia sem controle, além de outros privilégios para recompensar a cidade por sua contribuição à guerra.
A conclusão da Paz de Toruń, em 1466, garantiu que Gdansk, Pomerânia e Vármia permaneceriam com a Polônia. A voivodia da Pomerânia foi criada.

### História moderna (séculos XVI a XIX)
Durante a guerra polaco-teutônica (1519–1521), em 8 e 10 de novembro de 1520, os lansquenetes alemães que reforçavam os Cavaleiros Teutônicos dispararam contra Gdansk a partir de Biskupia Górka.
Em 1525, ocorreu o tumulto de Gdansk — uma revolta de plebeus luteranos contra o prefeito Eberhard Ferber, que destituiu o antigo magistrado. Em 17 de abril de 1526, o rei Sigismundo I, o Velho e o duque Jorge I da Pomerânia entraram em Gdansk à frente de um exército de oito mil homens. Por ordem real, os rebeldes foram decapitados e os poderes do burgrave foram ampliados. Em 5 de janeiro de 1556, Jan Kostka foi nomeado castelão de Gdansk e assim permaneceu até abril de 1574. O rei Sigismundo Augusto acalmou o sentimento público com um decreto especial de tolerância para Gdansk a partir de 1557 e pôs fim às lutas religiosas na cidade. Em 1568, Sigismundo II Augusto colocou Jan Kostka à frente da recém-criada Comissão Marítima. Em 20 de junho de 1570, o Sejm aprovou as chamadas Constituições de Gdansk, que especificavam os direitos supremos do rei polonês e da República em Gdansk e no mar. Em 16 de dezembro de 1577, após o fim da guerra entre a República das Duas Nações e Gdansk, que terminou em um acordo entre os dois lados devido às pesadas perdas do exército de Gdansk e à incapacidade do exército real de conquistar a cidade, Estêvão Batory confirmou os privilégios da cidade e estendeu a tolerância religiosa a outras religiões. Gdansk tornou-se um refúgio para estrangeiros perseguidos em seus próprios países por suas crenças religiosas.
Em 28 de novembro de 1627, a batalha naval de Oliwa foi travada na enseada de Gdansk. Em 3 de maio de 1660, a conclusão do Tratado de Paz de Oliwa encerrou o período do Dilúvio Sueco.
Gdansk foi o principal ponto de resistência dos partidários de Estanislau Leszczyński durante a Guerra de Sucessão da Polônia. De fevereiro a setembro de 1734, foi sitiada pelos russos e parcialmente destruída por fogo de artilharia. O Reino da Prússia tomou algumas das posses de Gdansk e o Novo Porto em 1772. Em 23 de janeiro de 1793, a Prússia anexou Gdansk.
Em 26 de maio de 1807, o exército de Napoleão capturou a cidade. Em 9 de julho de 1807, sob os termos do Tratado de Tilsit, foi fundada a primeira Cidade Livre de Gdansk. A partir de fevereiro de 1814, Gdansk ficou novamente sob o domínio prussiano, o que foi confirmado no Congresso de Viena em 1815. No mesmo ano, a cidade tornou-se parte da província da Prússia Ocidental, na Regência de Gdansk como um condado municipal (Stadtkreis). Em 1829, ocorreu a maior enchente da história da cidade, 3/4 da cidade de Gdansk ficou debaixo d'água. Em meados do século XIX, houve um declínio geral da cidade. Depois de 1850, quando foram criadas conexões ferroviárias para Bydgoszcz, Szczecin e Berlim, e depois para Varsóvia, a situação da cidade melhorou gradualmente.

### História recente (séculos XX e XXI)

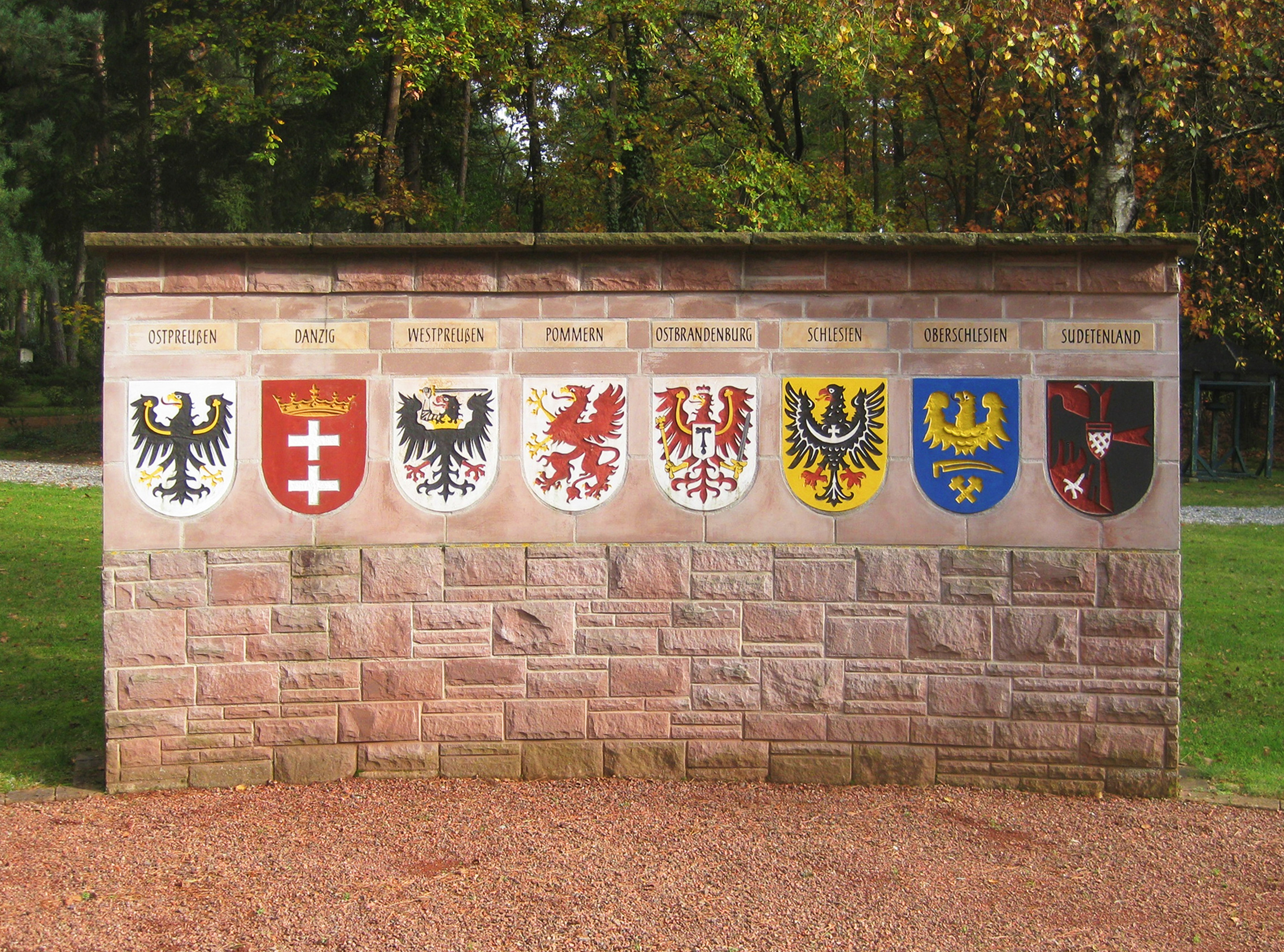
Cemitério de Bielefeld. Brasões de armas das terras perdidas pela Alemanha após a Segunda Guerra Mundial. Para a Polônia e a União Soviética: Prússia Oriental, para a Polônia: Gdansk, Prússia Ocidental, Pomerânia, Brandemburgo Oriental, Baixa Silésia, Alta Silésia e para a Tchecoslováquia: Região dos Sudetas

Em 1920, conforme o Tratado de Versalhes, Gdansk voltou a ser uma cidade livre. A Polônia era responsável pela política externa e de defesa da cidade, pelas ferrovias e pelo serviço postal, além de ter um depósito militar em Westerplatte, o direito de usar livremente o porto de Gdansk, e a própria cidade estava em uma união alfandegária com a Polônia. Em 1923, havia 7 896 pessoas de língua polonesa vivendo em Gdansk, o que representava 2,35% da população. embora, segundo estimativas posteriores, a população polonesa possa ter chegado a 15% da população da cidade, e, em 1939, a cerca de 10%. Em 1925, a Arquidiocese de Gdansk foi fundada na Cidade Livre. Em 1933, depois que os nazistas chegaram ao poder e o Terceiro Reich foi criado, começaram as provocações antipolonesas e a perseguição de ativistas e organizações polonesas pelos alemães locais.
Em 1 de setembro de 1939, uma salva do navio “Schleswig-Holstein” em Westerplatte foi o segundo ataque à Polônia, após o bombardeio de Wieluń, que deu início à Segunda Guerra Mundial. No início da Segunda Guerra Mundial, Gdansk era um forte centro da resistência polonesa, mas muitos conspiradores foram mortos pela denúncia dos alemães de Gdansk.
No final de março de 1945, as tropas soviéticas e polonesas que faziam parte da Segunda Frente Bielorrussa começaram a invadir Gdansk. Em 30 de março de 1945, a cidade foi capturada e amplamente destruída. Entre outras coisas, 90% do centro histórico da cidade foi destruído, com uma estimativa de metade dos danos causados por ataques aéreos durante a guerra ou bombardeios de artilharia durante os combates, enquanto a outra metade foi a demolição da cidade pelas tropas soviéticas.
Como resultado da Conferência de Potsdam, Gdansk foi devolvida à Polônia.
Foi criada uma comissão especial do governo para criar uma administração polonesa. Duas posições entraram em conflito dentro dela. Na discussão da minuta do decreto sobre a criação da voivodia de Gdansk, em 30 de março de 1945, Władysław Gomułka defendeu medidas cautelosas. Uma posição decisiva foi apresentada por Jakub Berman, que declarou, entre outras coisas: “Até agora, todo o conceito da cidade de Gdansk foi baseado no desejo de defender os interesses da minoria alemã. Queremos enfatizar que Gdansk foi e será uma cidade polonesa. Não é coincidência que agora mesmo, quando pedimos conselhos sobre esse assunto, não houve objeção por parte do governo soviético de que deveríamos fazer a incorporação cerimonial de Gdansk à Polônia o mais rápido possível.”
A partir de 30 de março de 1945, Gdansk passou a ser a capital da voivodia de Gdansk, formada pela parte norte da voivodia da Pomerânia e pela antiga Cidade Livre de Gdansk. Em 9 de julho de 1945, o Conselho Nacional Municipal se reuniu pela primeira vez.
Dos habitantes remanescentes da Cidade Livre, a população alemã (cerca de 120 a 130 mil em meados de 1945) foi esmagadoramente reassentada na Alemanha, enquanto a população polonesa, forçada a assinar a Volksliste depois que o Terceiro Reich ocupou a Cidade Livre, foi obrigada a passar por um procedimento de verificação organizado pelas novas autoridades. A partir de meados de 1945, Gdansk foi o destino de vários transportes de pessoas deslocadas forçadas das fronteiras orientais.
Em novembro de 1948, foi lançado o navio de transporte de minério “Sołdek”, o primeiro navio de mar construído na Polônia. O nome do navio foi dado em homenagem a um dos primeiros antepassados dos trabalhadores da indústria de construção naval.
Em 1962, o Conselho de Estado concedeu à cidade de Gdansk a Ordem do Renascimento da Polônia de Primeira Classe.
Em 1970, foi fundada a Universidade de Gdansk. Durante os eventos de dezembro de 1970, começou uma greve no estaleiro de Gdansk. Houve brigas de rua e confrontos com órgãos de segurança e, como resultado, o prédio da sede do Comitê provincial do Partido Operário Unificado da Polônia foi incendiado durante uma manifestação de protesto.
Em 31 de agosto de 1980, os Acordos de Agosto foram assinados, encerrando uma onda de protestos e greves dos trabalhadores. Entre outras coisas, o acordo garantiu a criação dos primeiros sindicatos independentes. Esses eventos são vistos como o início do processo de derrubada do sistema comunista no Leste Europeu. Em 1987, o Papa João Paulo II fez uma visita a Gdansk.

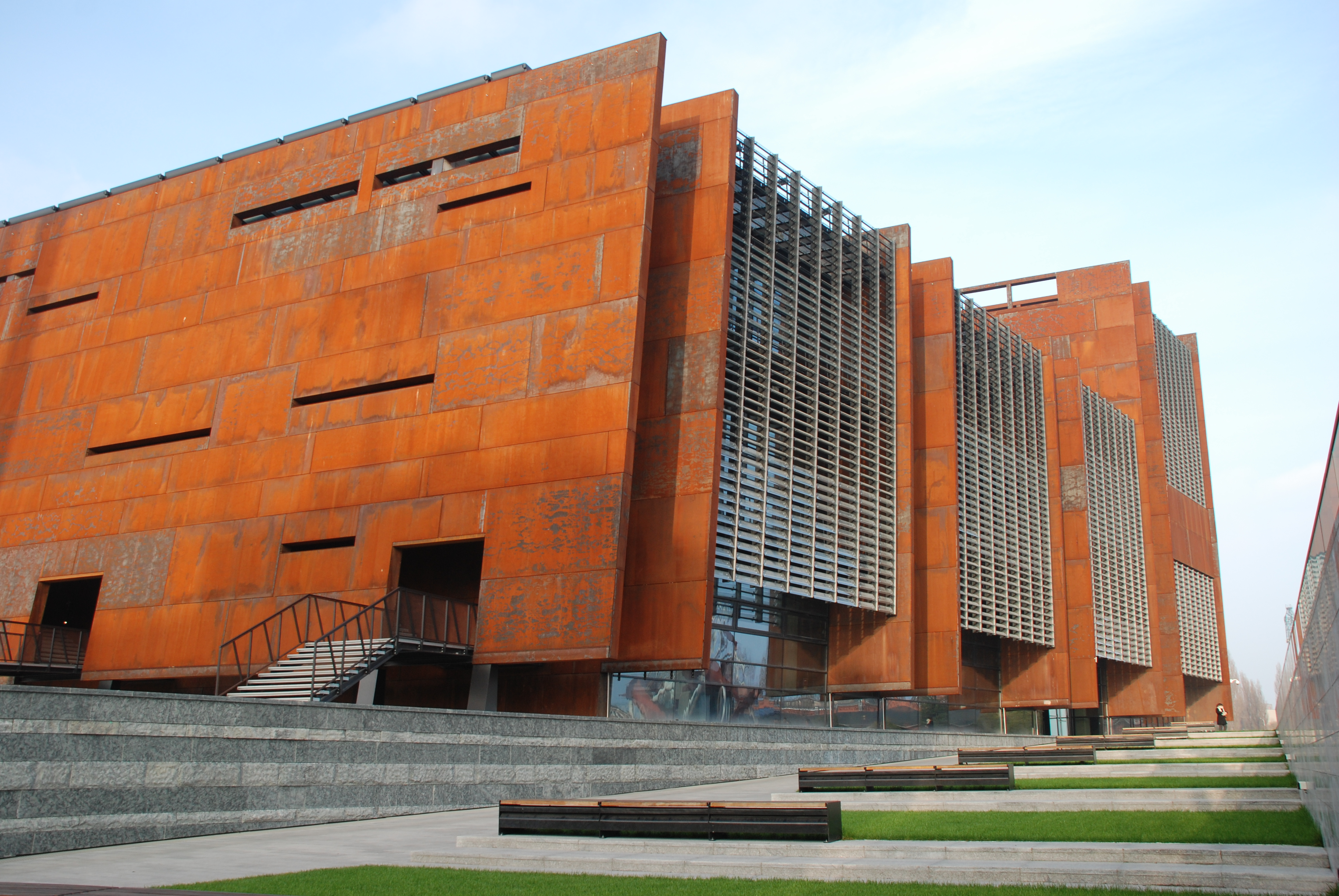
Centro Europeu de Solidariedade

Em 1992, a Diocese de Gdansk foi elevada à categoria de Arquidiocese. Em 24 de novembro de 1994, durante um concerto no salão do Estaleiro de Gdansk, ocorreu um incêndio que matou 7 pessoas e feriu 300. Em 17 de abril de 1995, uma explosão de gás ocorreu em um bloco de torres residenciais, matando 22 pessoas. Em 1997, foi comemorado o milésimo aniversário da cidade de Gdansk. Em 2001, houve uma enchente em Gdansk.

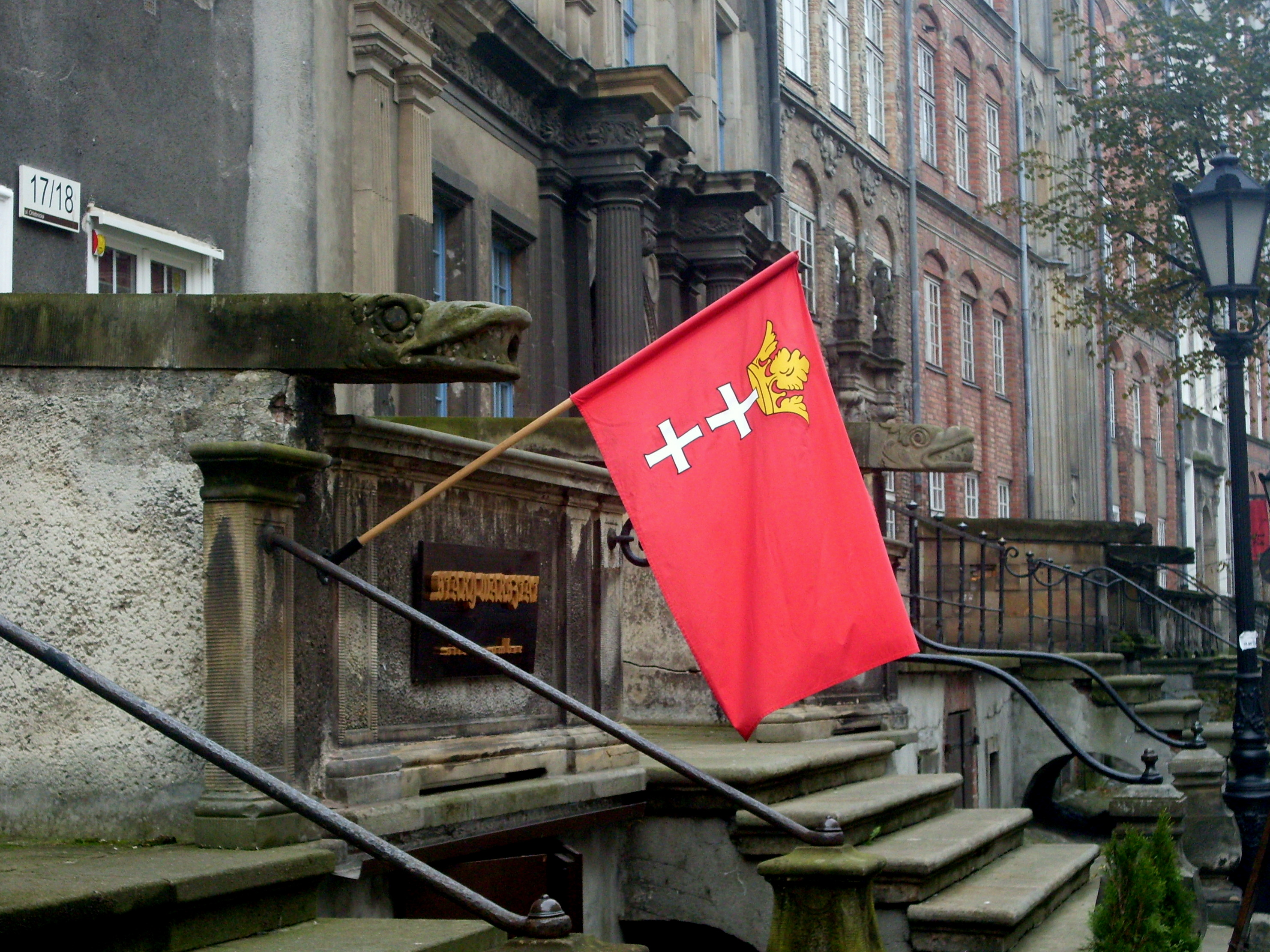
Bandeira de Gdansk na rua Chlebnicka

Em 2 de setembro de 2002, foi realizada uma cerimônia no Tribunal Artus para apresentar a bandeira de honra do Conselho da Europa à cidade de Gdansk. A bandeira foi recolhida das mãos de Benno Zierer, membro da Assembleia Parlamentar do Conselho da Europa, pelo prefeito de Gdansk, Paweł Adamowicz, e pelo presidente do Conselho Municipal de Gdansk, Bogdan Oleszek. À noite, a bandeira de honra do Conselho da Europa foi hasteada no mastro da Nova Prefeitura. A distinção foi um reconhecimento da atividade da cidade no desenvolvimento de contatos com cidades parceiras estrangeiras e é uma espécie de recompensa pelas conquistas de Gdansk na promoção da ideia de unidade europeia.
Em 2007, com base em um acordo sobre o estabelecimento e a operação de uma instituição cultural conjunta celebrado entre o Ministro da Cultura e do Patrimônio Nacional, a voivodia da Pomerânia, a cidade de Gdansk, o Sindicato Independente Autônomo “Solidariedade” e a Fundação Centro de Solidariedade, foi criado o Centro Europeu de Solidariedade. Em 2014, foram inauguradas as instalações do museu recém-construído, localizado na Praça da Solidariedade e no Portão n.º 2, bem ao lado do Salão de Saúde e Segurança Ocupacional (BHP).
Em 2008, foi fundado o Teatro Shakespeare de Gdansk; a construção do prédio do teatro foi concluída em 2014. No mesmo ano, foi criado o Museu da Segunda Guerra Mundial em Gdansk, cuja construção do prédio do museu foi concluída em 2017.
Em 2009, foi iniciada a construção do Museu Marítimo Nacional, concluída com a inauguração em 2012.
Em 13 de janeiro de 2019, no Mercado Węglowy, durante a celebração da 27.ª final da Grande Orquestra da Fundação de Caridade de Natal (WOŚP) da cidade, o prefeito, Paweł Adamowicz, foi esfaqueado três vezes. No dia seguinte, como resultado de seus ferimentos, o prefeito morreu.
Em 2019, Gdansk recebeu o Prêmio Princesa das Astúrias na categoria Concórdia. Esse prêmio é concedido por defender os direitos humanos, promover e proteger a paz, a liberdade e a solidariedade.

## Arquitetura
Gdansk é um dos complexos históricos mais valiosos da Polônia, apesar do fato de que quase todo o centro histórico da cidade foi reconstruído após a Segunda Guerra Mundial, e um número significativo de monumentos móveis foi destruído ou dispersado.
Monumentos importantes de Gdansk estão localizados na Cidade Principal (Prefeitura da Cidade Principal, Tribunal Artus, Casa Uphagen, Portão Verde, Portão Żuraw, Fonte de Netuno) e na Cidade Velha (Grande Moinho, Prefeitura da Cidade Velha, igreja de Santa Catarina, Casa dos Três Pregadores, Casa dos Abades de Pelplin), sendo que os principais estão ao longo da Estrada Real da rua representativa de Gdansk — rua Długa e praça Długi Targ. Também na Cidade Principal está a Basílica de Santa Maria da Assunção — a maior igreja medieval de tijolos do mundo. Até 1939, havia uma Grande Sinagoga.
Locais importantes em Gdansk também incluem Westerplatte, a Fortaleza Wisłoujście e Oliwa, onde está localizado o complexo da arquidiocese.
Os monumentos arquitetônicos de Gdansk são de diferentes períodos. Eles podem ser classificados como:
- Edifícios góticos — os restos das fortificações defensivas da cidade, várias igrejas, prefeituras, o Grande Moinho e o Solar da Irmandade de São Jorge. Alguns desses monumentos estão na Rota Europeia do Tijolo Gótico.
- Edifícios renascentistas — a antiga prefeitura, algumas casas de burgueses, o Tribunal Artus, o Portão Verde e a Casa da tortura.
- Edifícios maneiristas — o Grande Arsenal, o Portão Dourado, a Casa Dourada, a Casa dos Naturalistas.
- Edifícios barrocos — a Capela Real, algumas casas burguesas, o Palácio dos Abades em Oliwa.

Durante os períodos renascentista e barroco, artistas como Willem, Abraham e Isaac van den Blocke, Antoni van Obberghen e Andreas Schlüter trabalharam aqui.

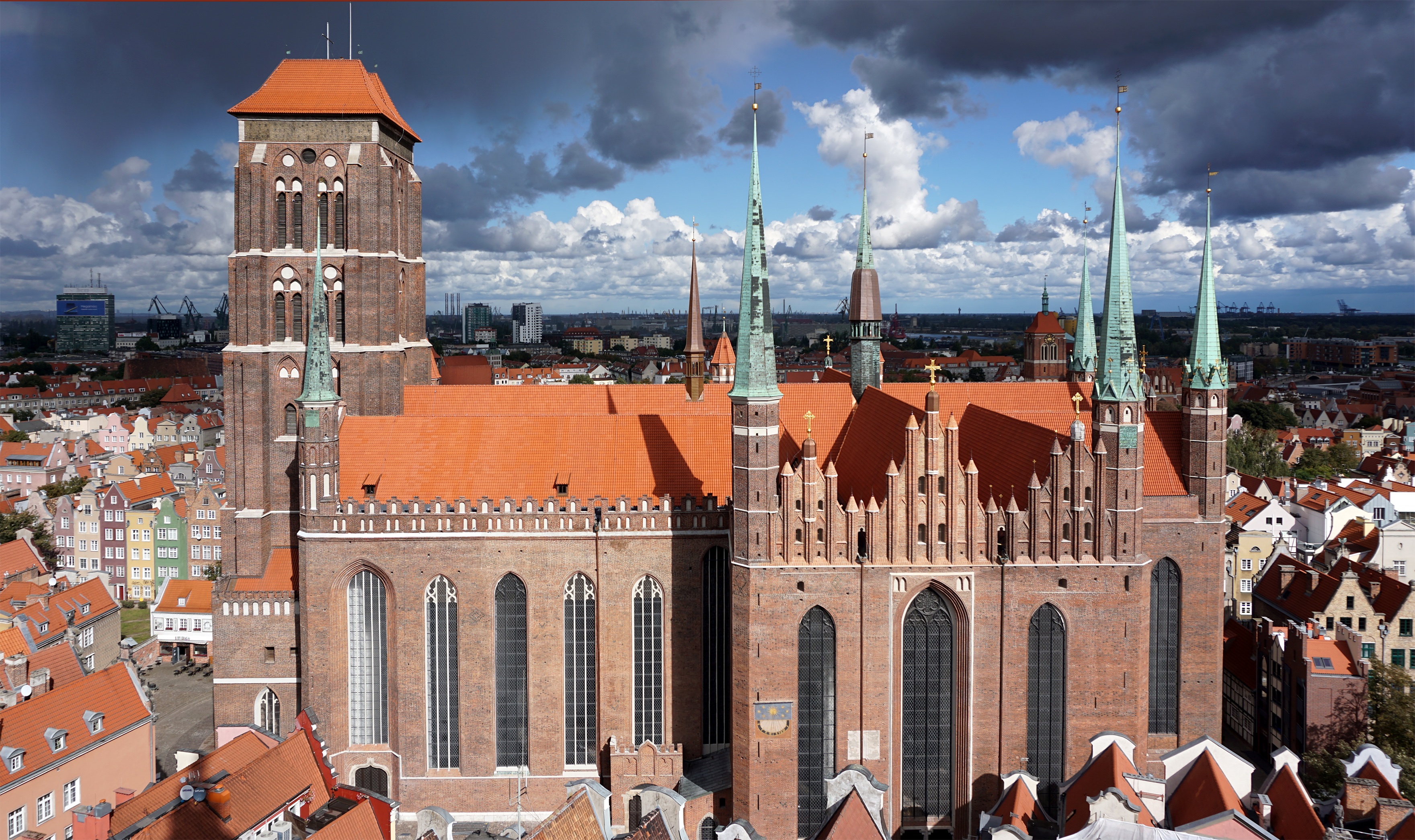
Igreja de Santa Maria (cocatedral) — a maior igreja de tijolos do mundo
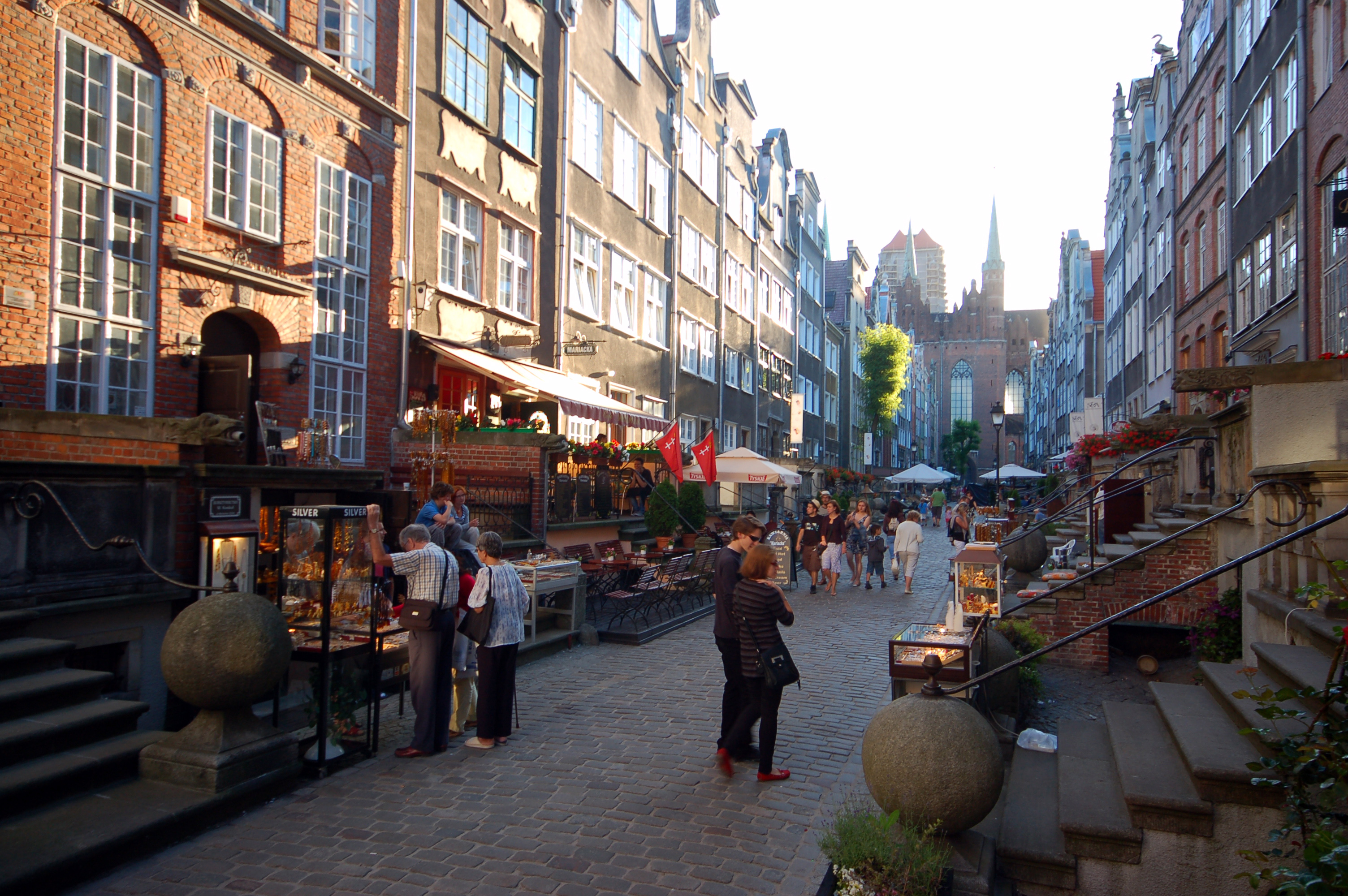
Rua Santa Maria
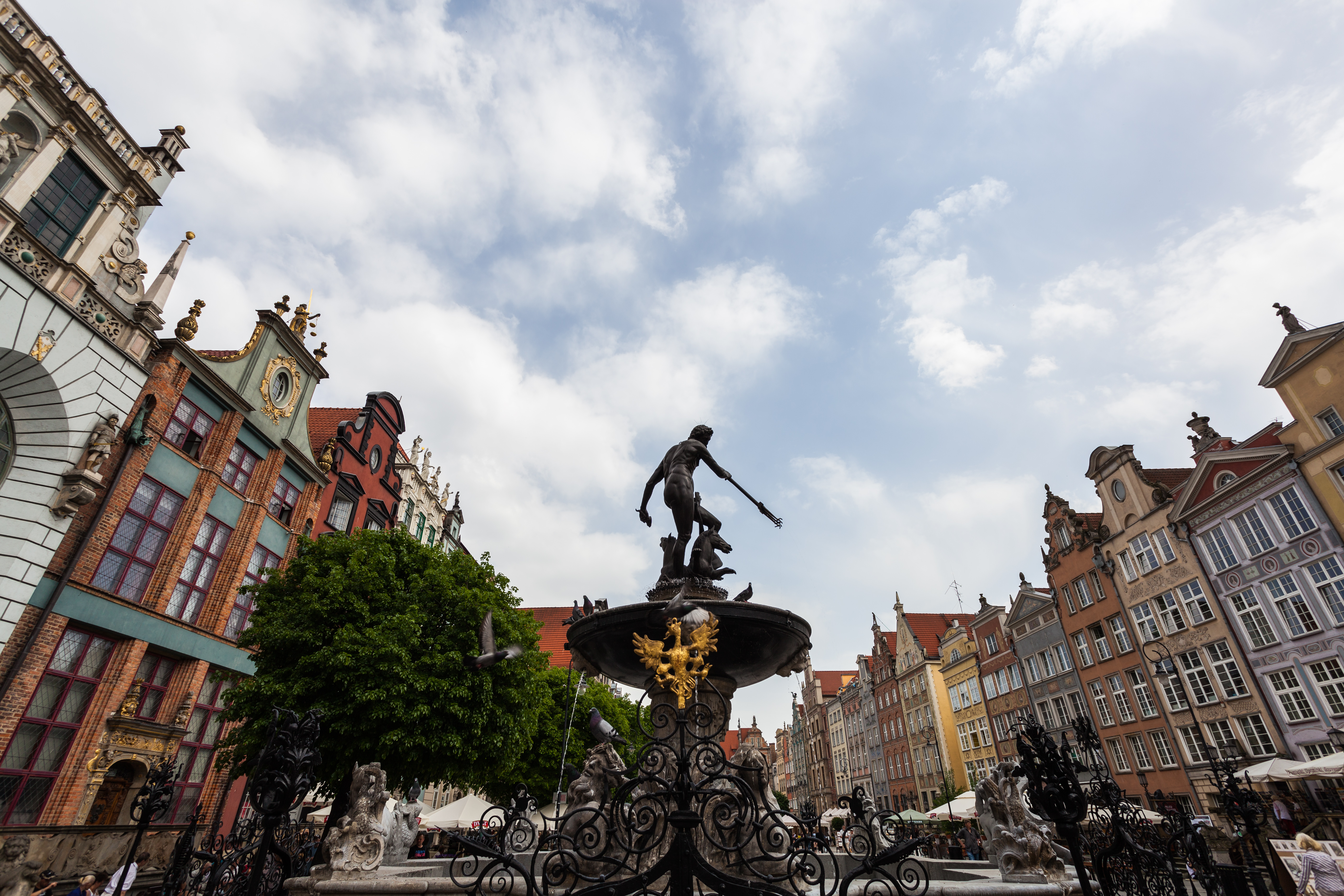
Fonte de Netuno
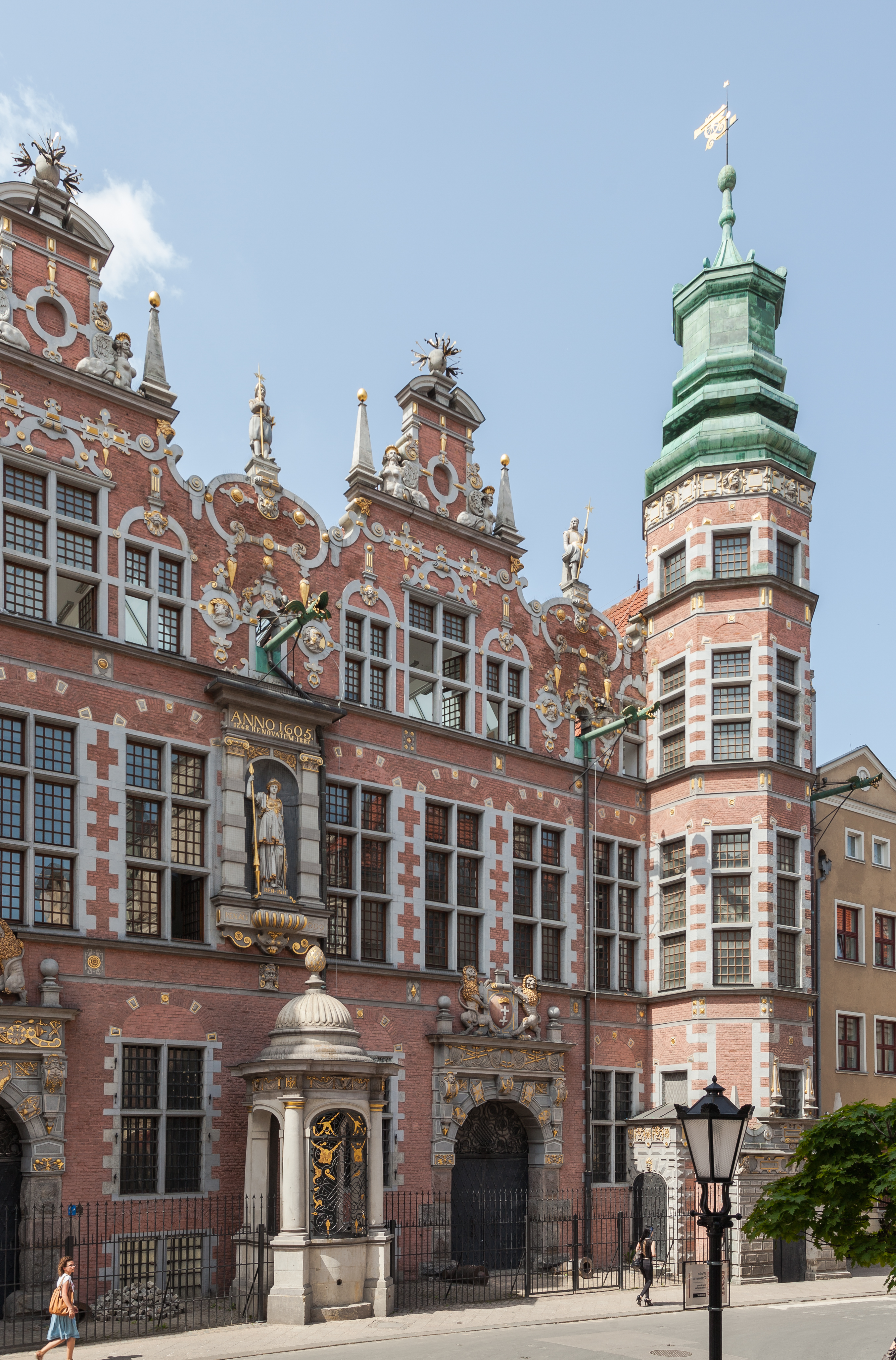
Grande Arsenal
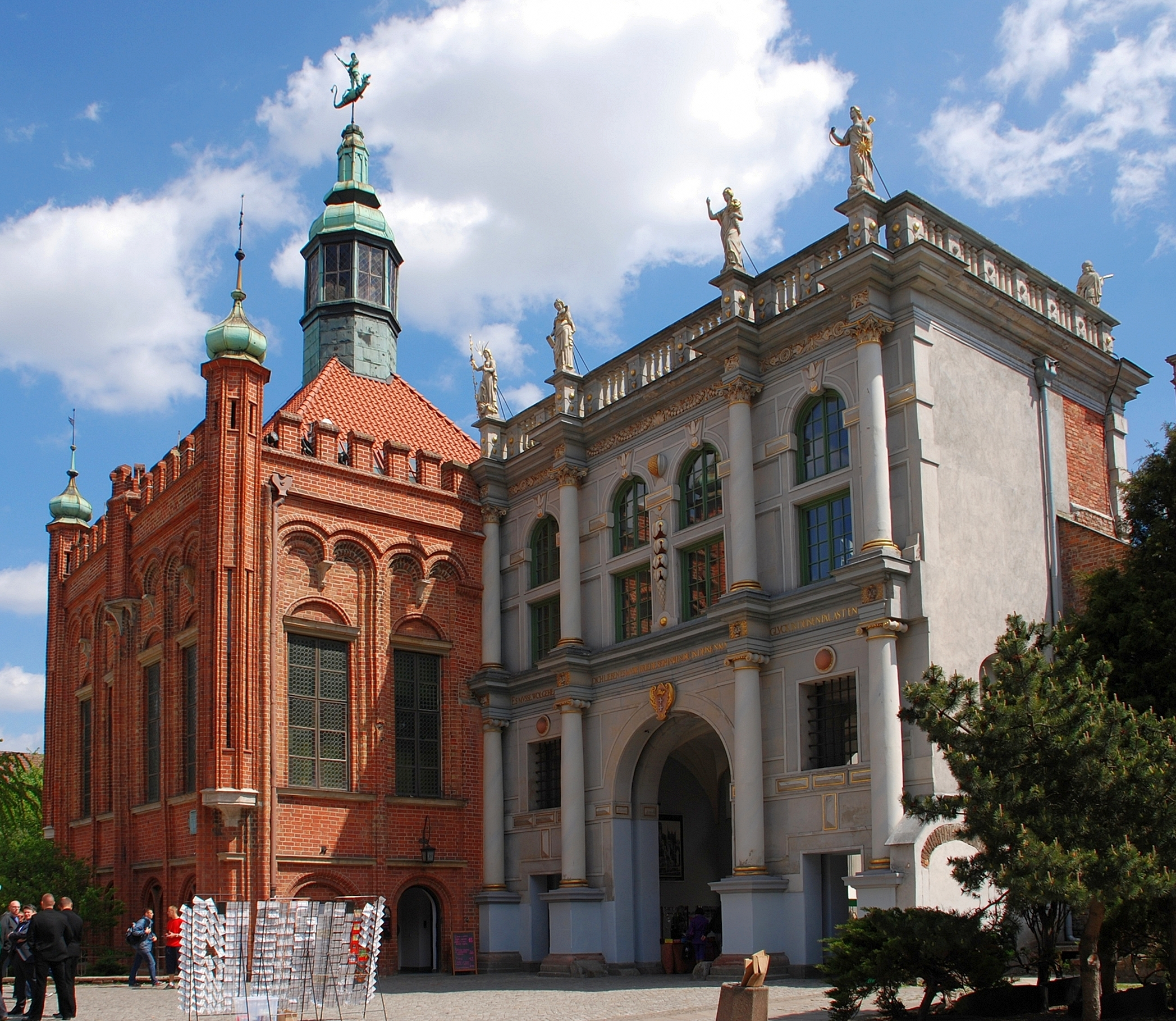
Portão Dourado
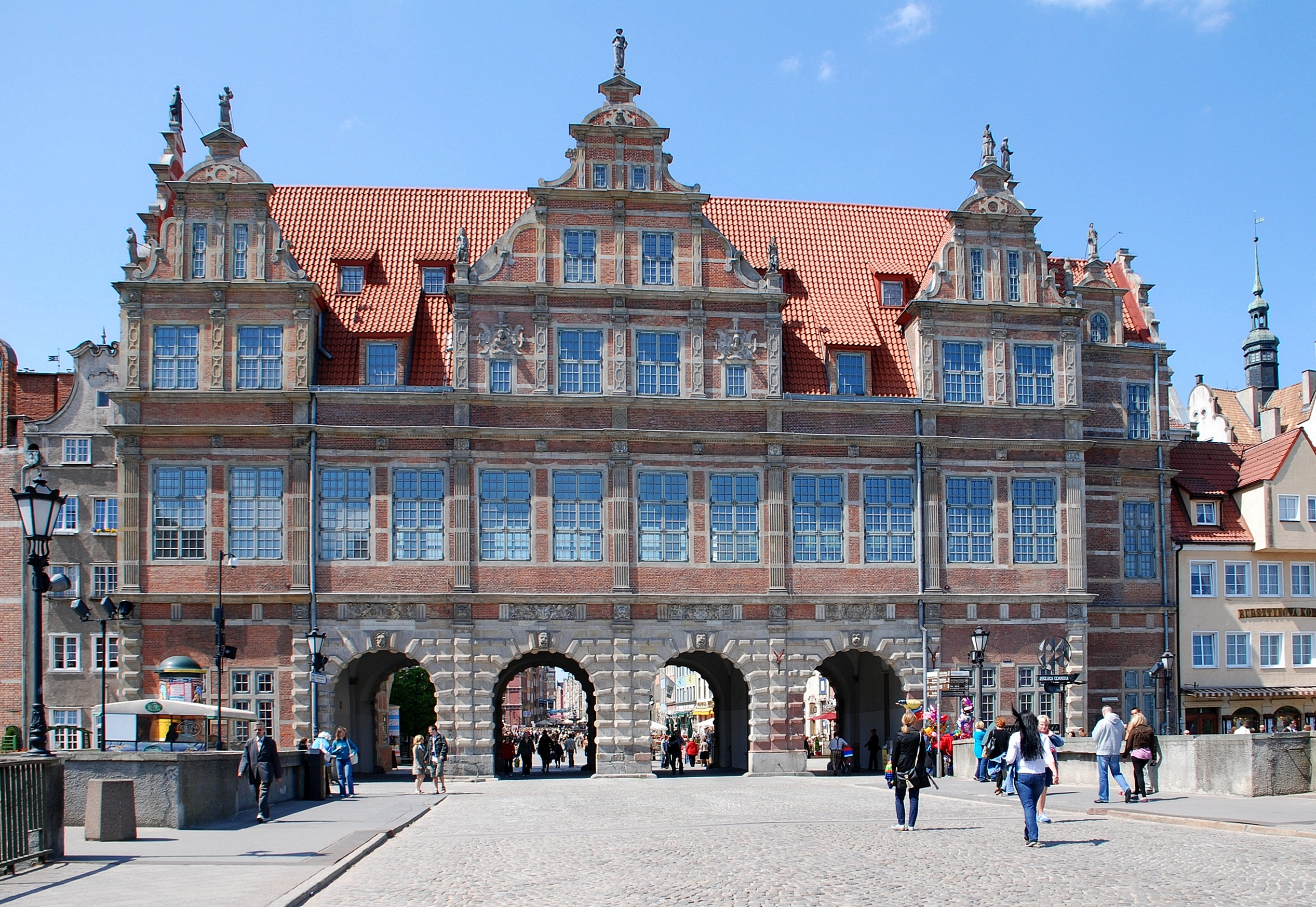
Portão Verde
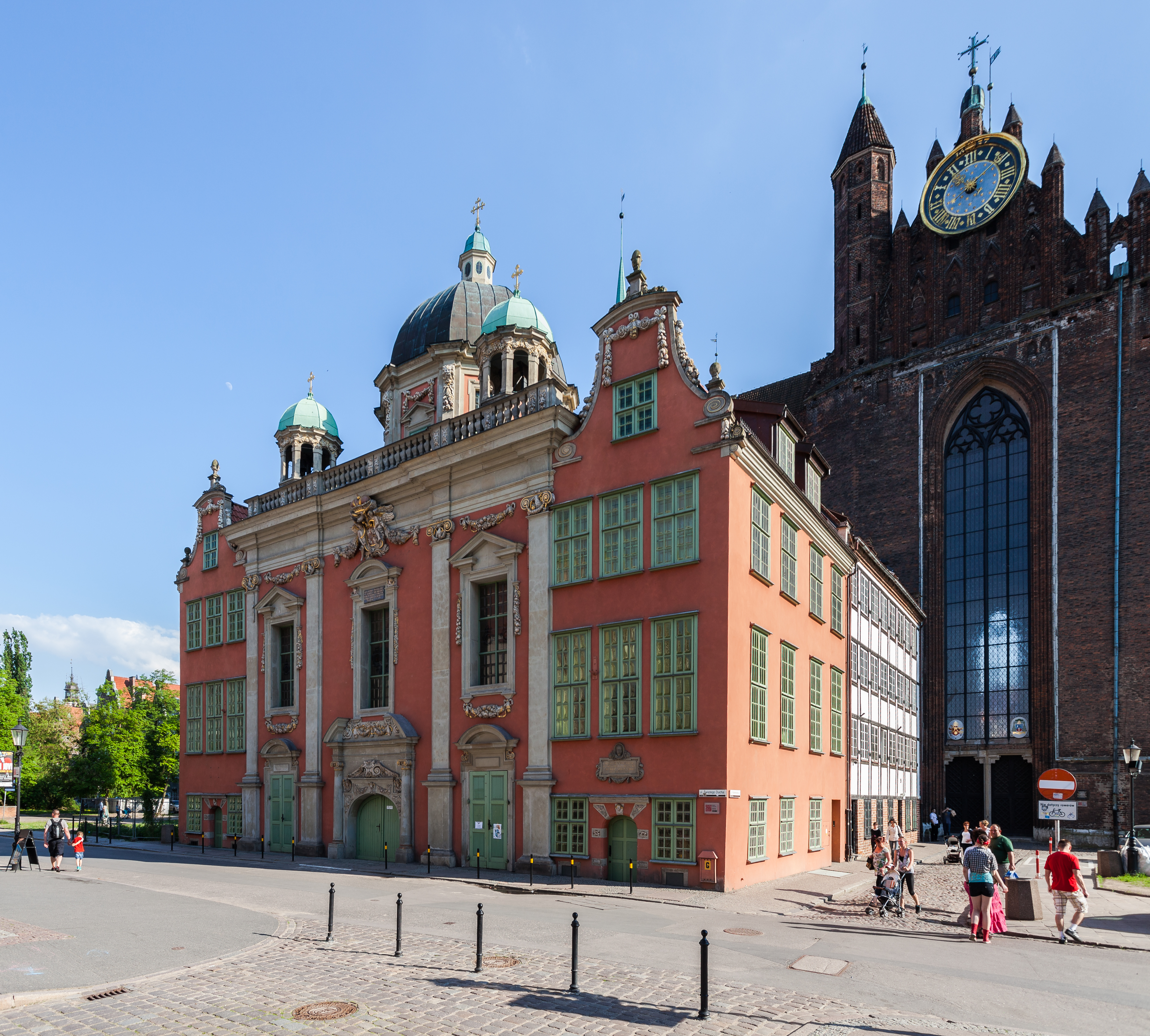
Capela Real, construída entre 1678 e 1681 para o rei João III Sobieski
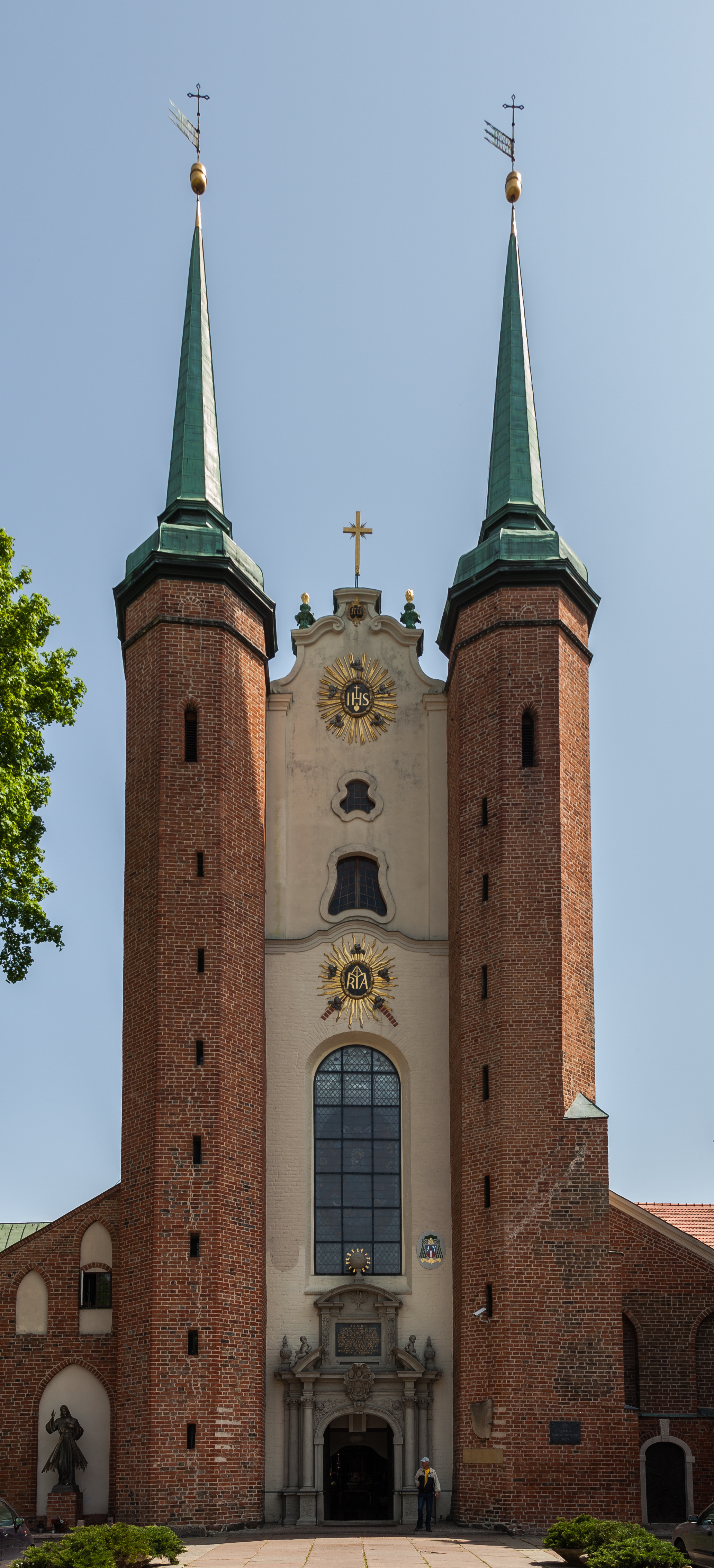
Basílica Arquiepiscopal em Gdansk-Oliwa
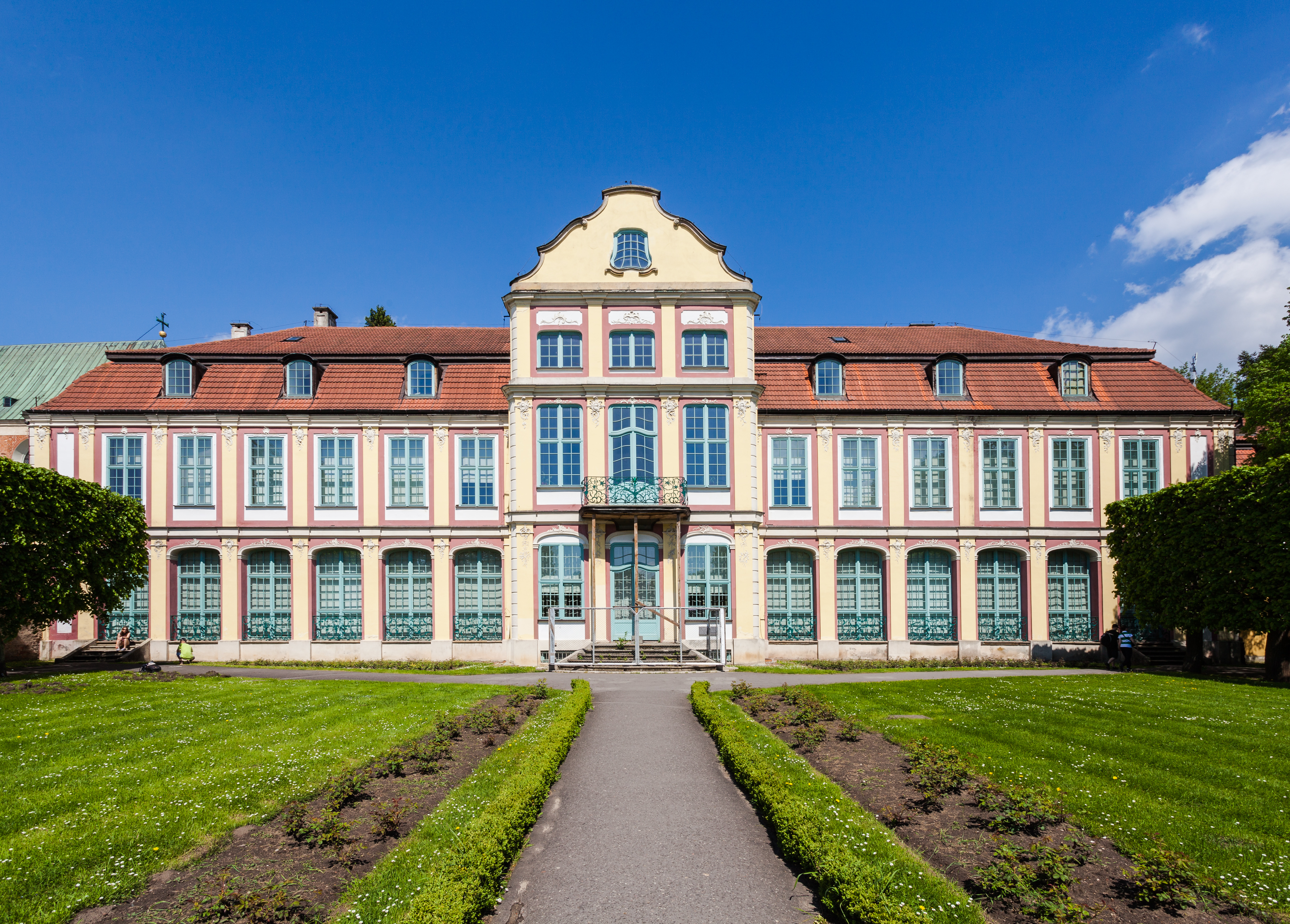
Palácio dos Abades
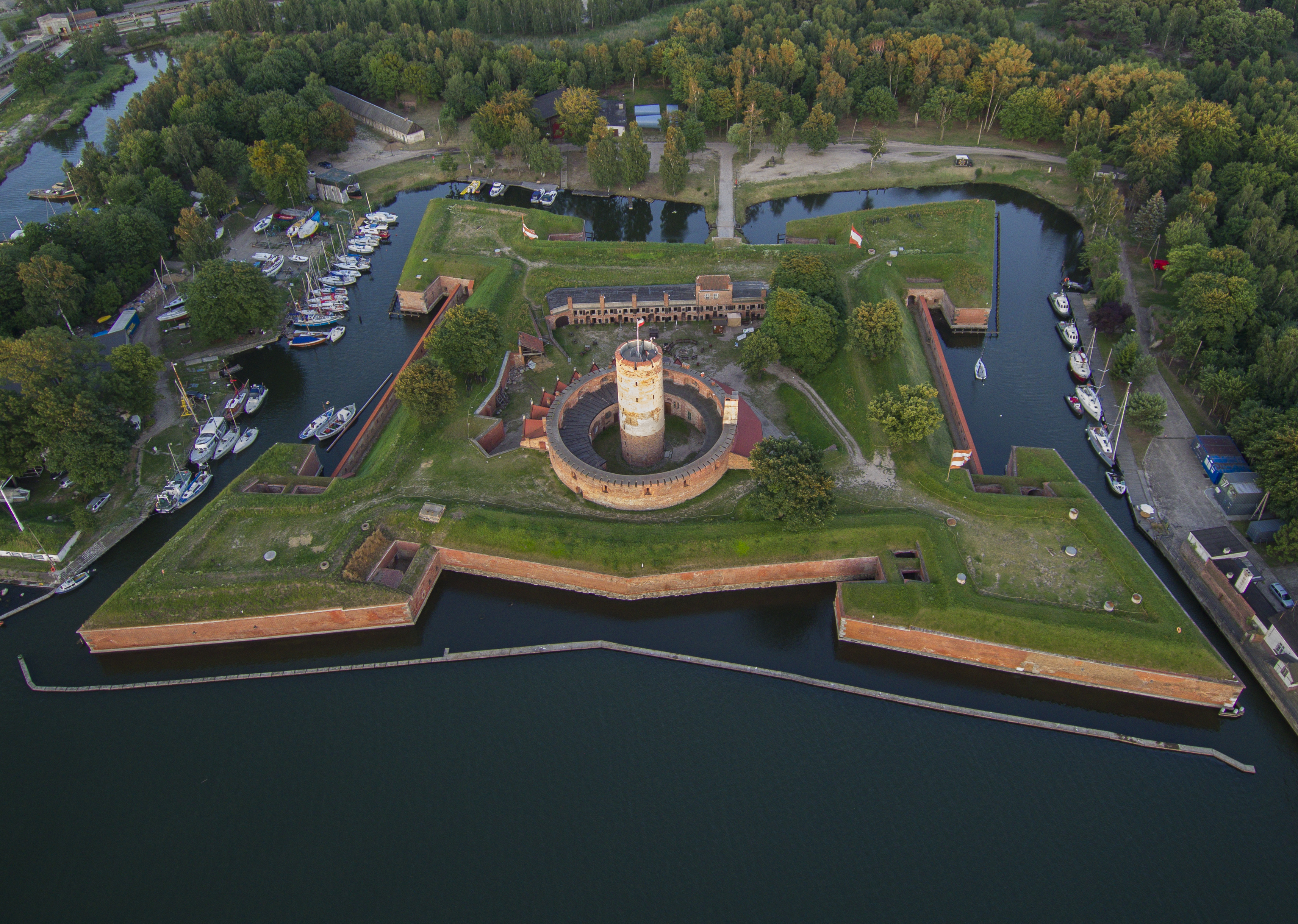
Fortaleza de Wisłoujście
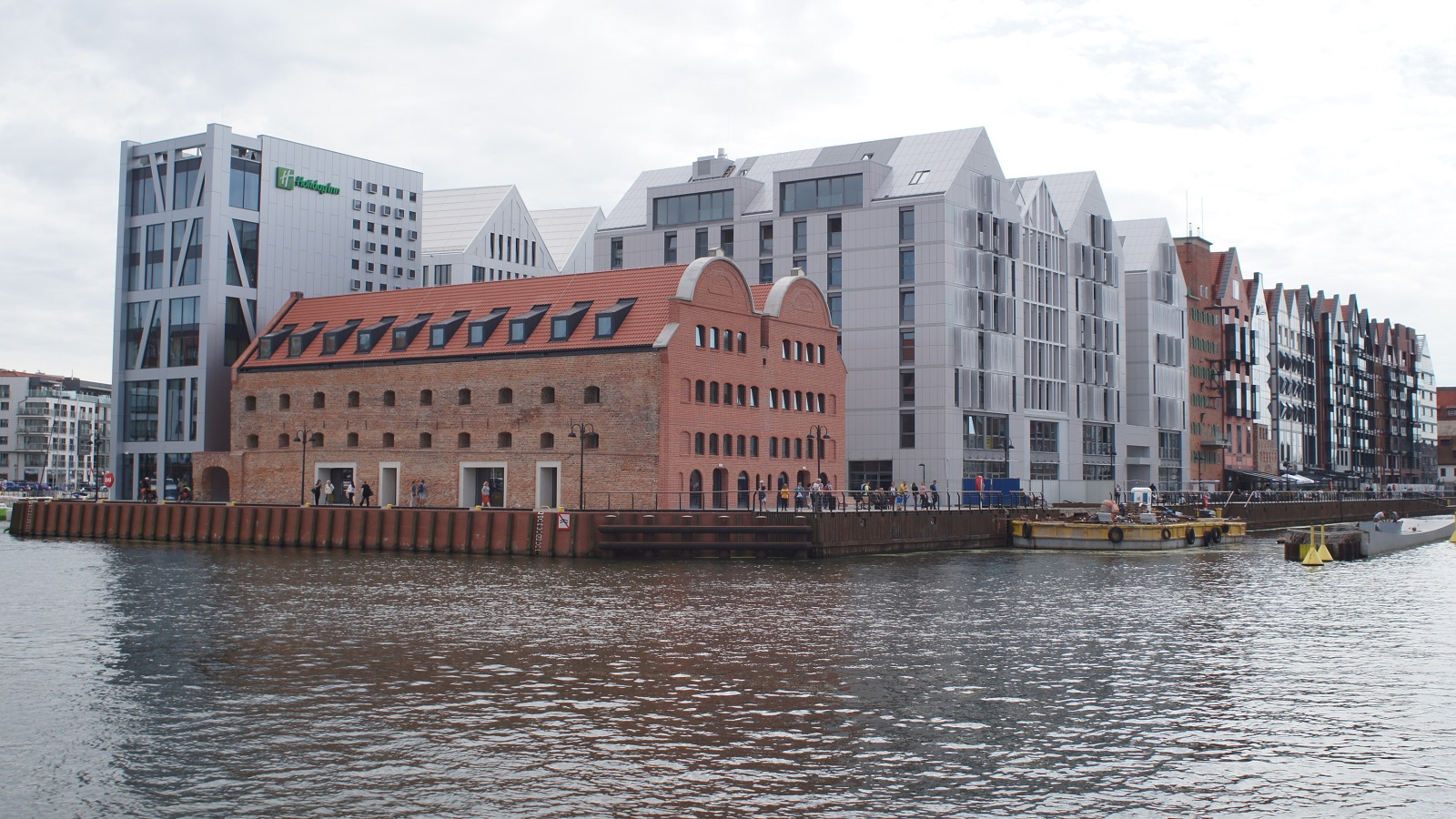
Ilha Spichrzów

## Demografia
Conforme os dados do Escritório Central de Estatística da Polônia (GUS) de 31 de dezembro de 2024, Gdansk é uma cidade grande com uma população de 487 834 habitantes (1.º lugar na voivodia da Pomerânia e 6.º na Polônia), tem uma área de 683,0 km² (1.º lugar na voivodia da Pomerânia e 1.º lugar na Polônia) e uma densidade populacional de 714 hab./km² (30.º lugar na voivodia da Pomerânia e 457.º lugar na Polônia). Entre 2002–2024, o número de habitantes aumentou 5,7%.
Os habitantes de Gdansk constituem cerca de 20,67% da população da voivodia da Pomerânia.
| Descrição                         | Total      | Total     | Mulheres   | Mulheres  | Homens     | Homens    |
| --------------------------------- | ---------- | --------- | ---------- | --------- | ---------- | --------- |
| unidade                           | habitantes | %         | habitantes | %         | habitantes | %         |
| população                         | 487 834    | 100       | 257 122    | 52,7      | 230 712    | 47,3      |
| área                              | 683,0 km²  | 683,0 km² | 683,0 km²  | 683,0 km² | 683,0 km²  | 683,0 km² |
| densidade populacional (hab./km²) | 714        | 714       | 376,3      | 376,3     | 337,7      | 337,7     |

Após a Segunda Guerra Mundial, Gdansk, como a maioria das cidades da Polônia, tornou-se notavelmente mononacional, acabando com o caráter multinacional e multilíngue da cidade.

### Nacionalidades e grupos étnicos
As nacionalidades e grupos étnicos mais numerosos, conforme o Censo Nacional da População e Habitação de 2021:
- Poloneses — 96,5%,
- Cassúbios — 1,1%,
- Ucranianos — 0,4%,
- Alemães — 0,3%.

#### Ucranianos
No Censo de 2021, a nacionalidade ucraniana foi indicada por 1 864 residentes de Gdansk. No entanto, devido à invasão russa da Ucrânia, o número de ucranianos em Gdansk aumentou para 184 400 em abril de 2022, representando 28% da população da cidade. No entanto, a partir de maio daquele ano, o número de ucranianos começou a diminuir. Em 2023, 17 258 cidadãos ucranianos haviam recebido um número do Sistema de Registo Electrônico Universal da População (PESEL) em Gdańsk, representando 3,5% da população da cidade.

### Idiomas
Conforme o Censo Nacional de População e Habitação de 2021, os idiomas mais comumente falados em casa são:
- Polonês — 99,6%
- Outro ou segundo idioma em casa — 5,4%, incluindo:
  - Inglês — 3,5%
  - Alemão — 0,6%
  - Russo — 0,5%
  - Cassúbio — 0,3%

- População de Gdansk ao longo dos anos.

Gdansk registrou sua maior população permanente em 2023 — 487 371 habitantes. A maior população real foi registrada em abril de 2022 — 655 000, devido à chegada de refugiados da Ucrânia.
O saldo migratório em Gdansk no final de 2023 foi de +1 548 pessoas.

## Economia

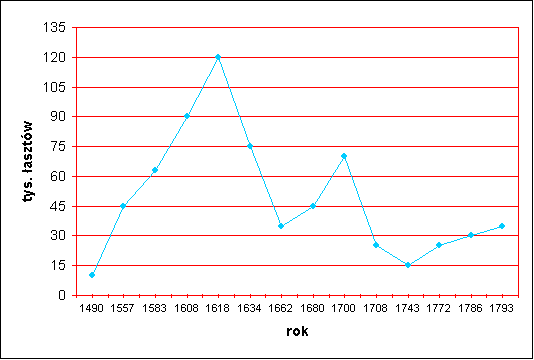
Exportações de cereais via Gdansk entre 1490 e 1793 (1 łaszt = aproximadamente 2 400 kg de trigo ou 2 200 kg de centeio)

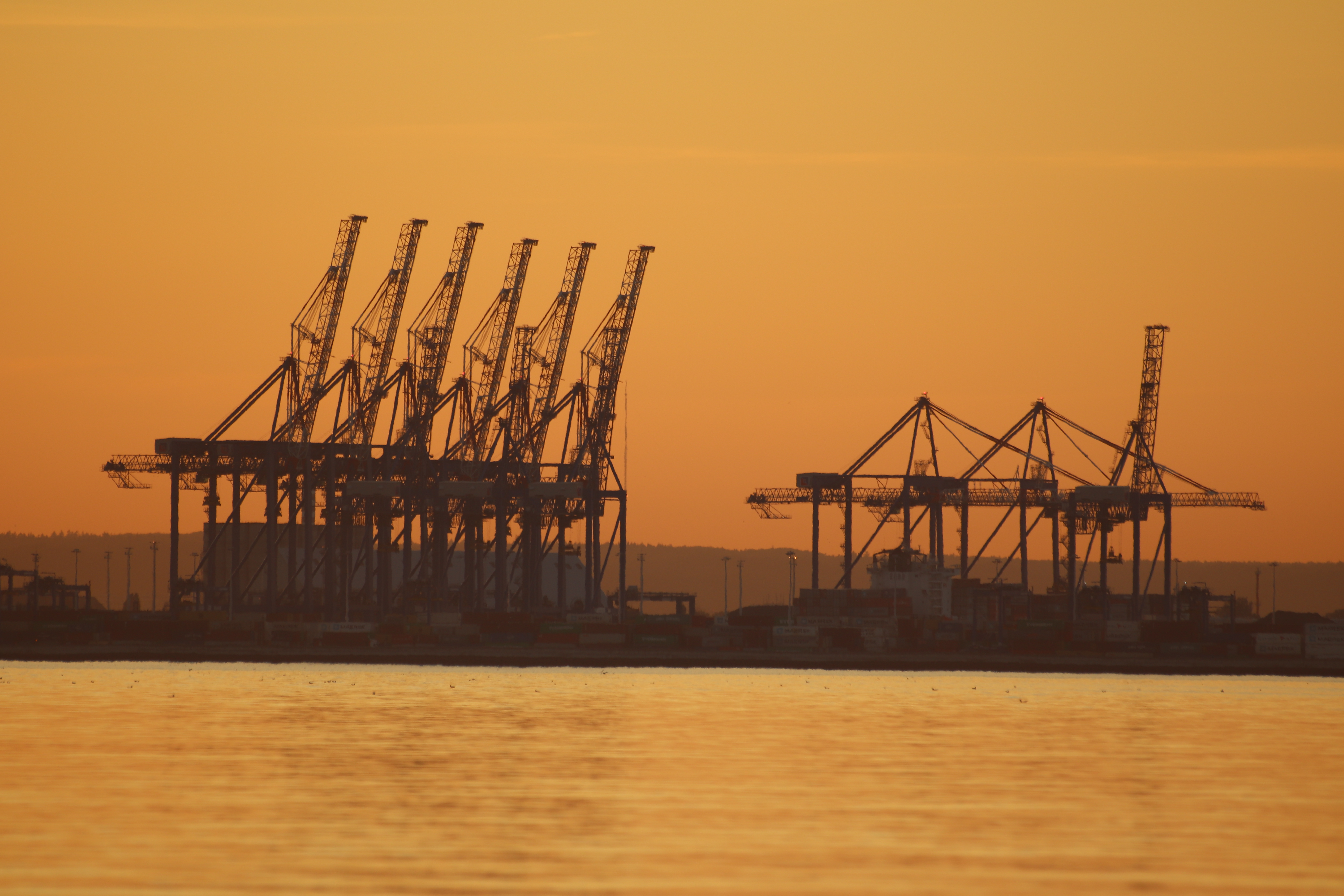
Terminal de contêineres Baltic Hub no Porto de Gdansk

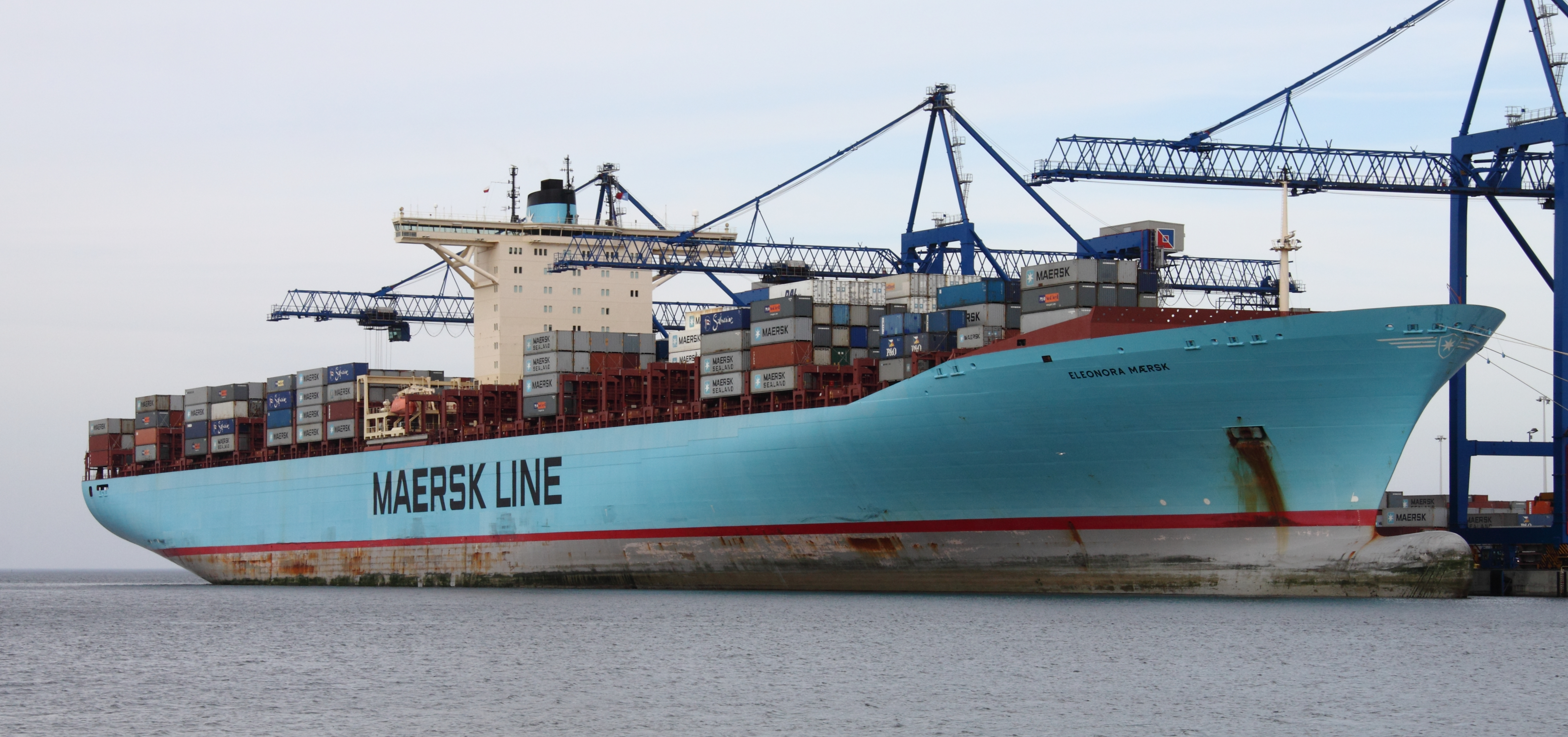
Navio porta-contêineres da Maersk no terminal de contêineres de águas profundas

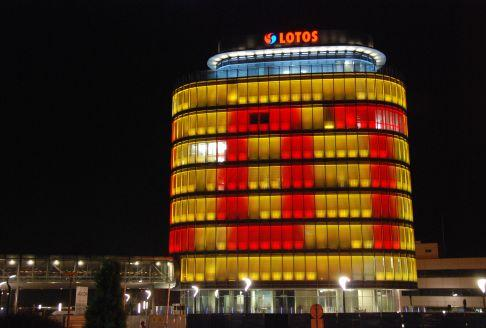
Prédio de escritórios do Grupa Lotos

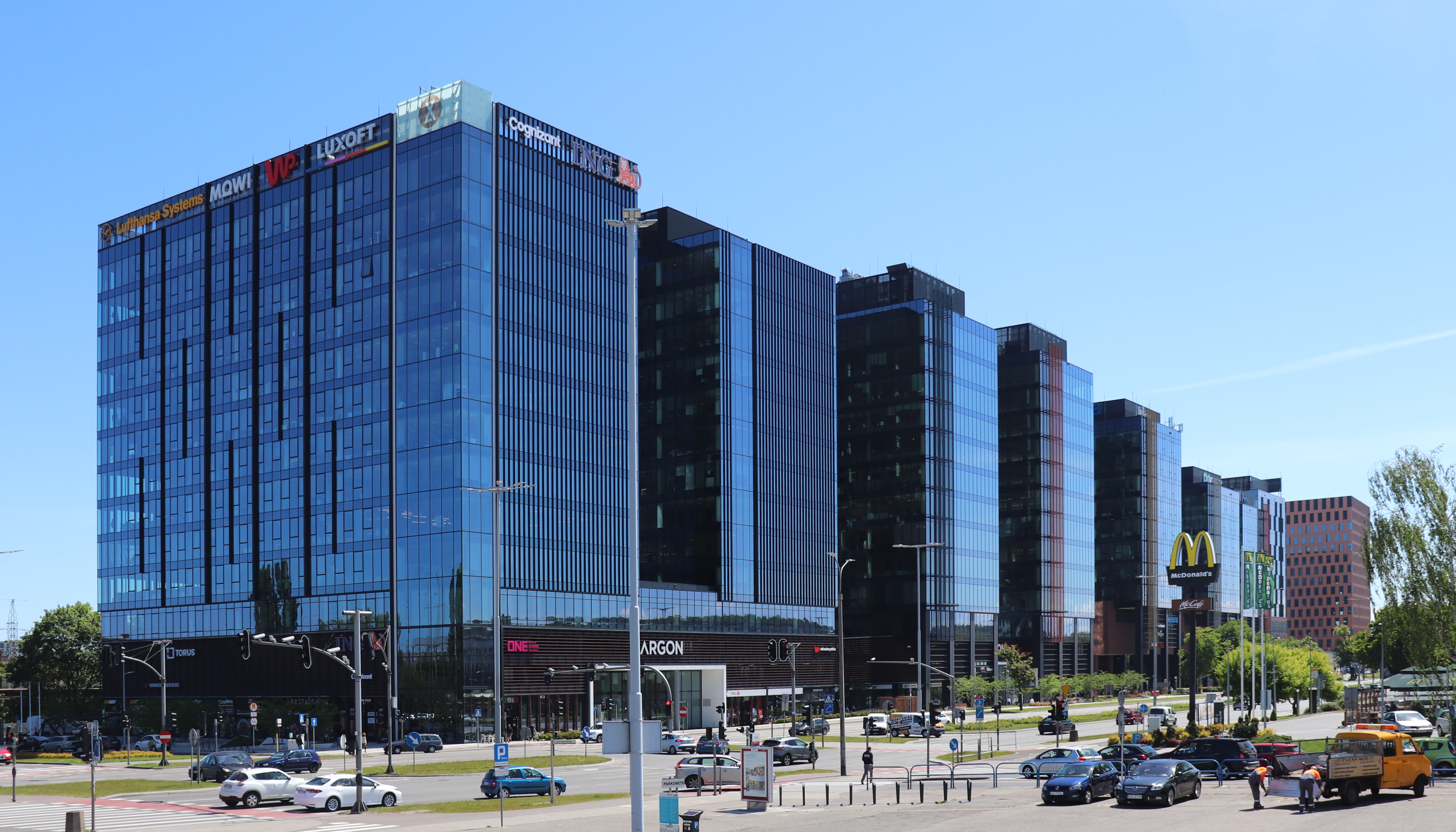
Complexo Alchemia em Gdansk-Oliwa

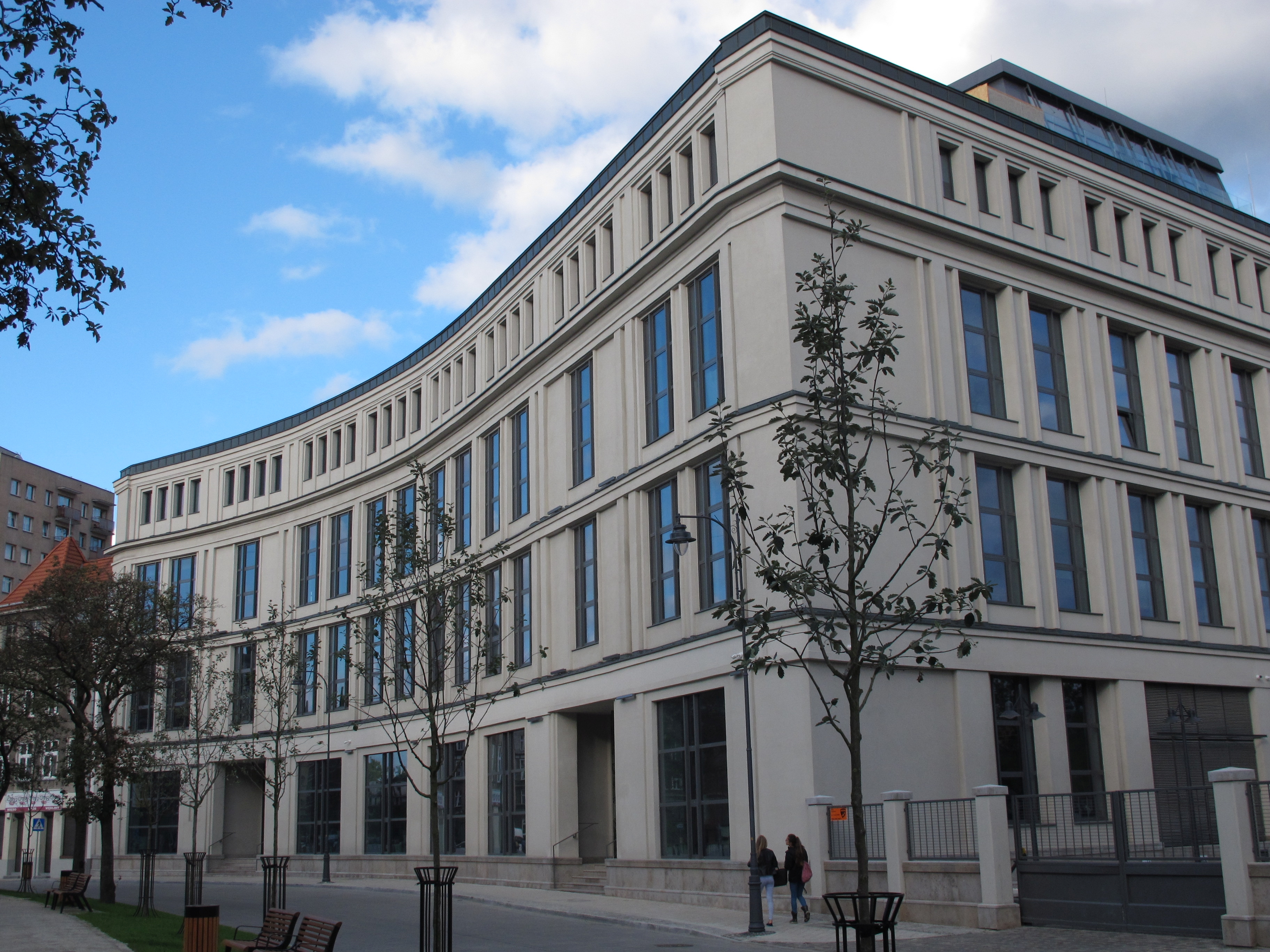
Prédio de escritórios da LPP na Cidade Baixa

### Contexto histórico
Gdansk é um importante centro econômico no mar Báltico. Mesmo os primeiros registros da existência da cidade, como a “Vida de Santo Adalberto”, de 997, falam de uma fortaleza, uma cidade; Gdansk deve ter sido, portanto, um povoado populoso naquela época. A fortaleza era ativa no comércio, com pesca, coleta de âmbar e um porto marítimo. Em 1263, Gdansk recebeu os direitos de cidade de Świętopełk II, duque da Pomerânia, como resultado do seu forte desenvolvimento. As maiores relações comerciais de Gdansk eram com Lübeck, de onde eram importados sal e tecidos, e exportados grãos e madeira.
Gdansk também se desenvolveu sob o domínio dos Cavaleiros Teutônicos. A cidade se tornou membro da Liga Hanseática e intermediou o comércio exterior da Polônia por meio da cobrança da chamada libra. Cada vez mais navios chegavam ao porto de Gdansk, grandes celeiros foram construídos e um enorme guindaste foi instalado em 1367. Gdansk cresceu mais do que outras cidades no baixo Vístula, como Elbląg, Toruń e Chełmno. Ela também se tornou uma cidade importante na Liga Hanseática.
O fim da guerra e a assinatura da Paz de Toruń foram seguidos por um período de união com a Polônia. Foram concedidos vários privilégios a Gdansk: ampla autonomia nos campos financeiro, administrativo e judicial. Foi concedido a ela o direito de emitir estatutos, os chamados “wilkierzy”, regras e regulamentos que regiam a vida da cidade, especialmente o comércio. Além disso, foi concedido a Gdansk o direito de cunhar suas próprias moedas de ouro e prata. Nessa época, Gdansk introduziu um novo imposto, o imposto sobre mercadorias e navios atracados no porto, a fim de aumentar sua renda. Seguiu-se um período de ouro de desenvolvimento econômico para a cidade. Gdansk tornou-se monopolista no comércio exterior da Polônia, intermediando transações de exportação e importação. Na época, ela comercializava em grande escala, negociando com as cidades hanseáticas alemãs: Hamburgo, Lüneburg, Wismar, Rostock, Dinamarca e Suécia, de onde eram importados: arenque, peles, ferro e exportados: sal, cerveja (principalmente cerveja jopeana), vinho, frutas do sul e produtos industriais. Gdansk realizou transações semelhantes na costa leste do mar Báltico com Tallinn, Pärnu, Tartu, Riga e Novgorod. De grande importância eram os contatos dos comerciantes com Bruges, para onde exportavam: cereais, madeira, peles, chumbo, cobre húngaro, ferro sueco e importavam: tecidos de Flandres, vinho, óleo e frutas do sul. Em seguida, transferiram seus contatos comerciais para Antuérpia e Amsterdã. Também negociavam com a Inglaterra, França, Espanha e Portugal. A participação de Gdansk no comércio total do Báltico chegou a 30%.
No início do século XVII, Gdansk rivalizava com Lübeck em tamanho. Pouco antes do Dilúvio Sueco, Gdansk, com uma população de 77 mil habitantes, estava no auge de sua prosperidade. Nos anos seguintes, houve um declínio no valor do comércio, a Europa Ocidental reduziu sua demanda por cereais de Gdansk, várias guerras devastaram a cidade, as partições e a perda da independência. Para mudar a situação econômica, Gdansk estabeleceu a Câmara de Comércio, o Tribunal Artus foi cedido para uma bolsa de mercadorias, a cidade manteve agentes comerciais nas capitais dos principais países e recebeu agentes estrangeiros e cônsules de outros países.
No século XIX, a economia da cidade estava em recessão. Depois que a conexão ferroviária com Bydgoszcz foi inaugurada em 1852, a situação econômica melhorou gradualmente. Além disso, em 1870, foram criadas novas conexões ferroviárias com Szczecin e Berlim e, em 1877, com Varsóvia. Em 1873, foi inaugurada a primeira linha de bonde puxada por cavalos para o que era então Oliwa. Outras decisões no final do século XIX, abolindo as taxas de trânsito, foram seguidas por um desenvolvimento gradual das exportações (principalmente de cereais e madeira), acompanhado pela expansão do porto de Gdansk e pelo desenvolvimento da indústria, estaleiros e fábricas.
Entre 1871 e 1897, o primeiro sistema de esgoto foi inaugurado, seguido pela construção de um sistema de abastecimento de água e, desde 1903, a cidade tem um sistema de esgoto separado — a água da chuva é despejada em águas abertas e o esgoto sanitário é despejado em uma estação de tratamento. Uma usina de gás foi construída em 1853, uma estação de energia em 1897 e as primeiras linhas de bonde elétrico entre 1895 e 1896. Em meados do século XIX, a educação também se desenvolveu. Em 1849, havia 46 escolas primárias e 8 escolas secundárias em Gdansk. Em 1904, foi inaugurada uma escola politécnica.
Foi somente após o fim da Primeira Guerra Mundial e o estabelecimento da Cidade Livre de Gdansk com a Polônia livre que a cidade entrou em outra fase de desenvolvimento.
Durante o período da Cidade Livre de Gdansk, a considerável influência da República de Weimar sobre a Cidade Livre de Gdansk levou à decisão da Polônia de construir o porto marítimo de Gdynia. Na Segunda Guerra Mundial, esse porto havia ultrapassado o porto de Gdansk em termos de movimentação de carga.
A guerra foi seguida pela reconstrução da cidade. O porto foi reconstruído e uma nova parte externa do porto, chamada de Porto Norte, foi criada. Os estaleiros foram reconstruídos.
Os seguintes estaleiros foram instalados em Gdansk após a guerra: Estaleiro Gdansk “Remontowa” S.A., Estaleiro Gdansk S.A., Estaleiro Norte, Estaleiro Vístula.

### Atualmente
Aproximadamente 52 mil entidades estão fazendo negócios em Gdansk. Da lista das 500 maiores empresas polonesas (por receita de vendas) da revista Polityka, dez empresas tinham seus escritórios principais em Gdansk em 2012. São empresas do setor de construção naval (Estaleiro Gdansk "Remontowa", Crist — o maior estaleiro naval privado da Polônia), petroquímico (Grupa Lotos, incluindo a Petrobaltic), energia (Usina de calor e energia combinados Wybrzeże, Energa, Gdansk Companhia de Aquecimento Distrital), vestuário (LPP), metal (Glencore), materiais de construção (Mercor) e varejo (Jysk).
Gdansk recebe várias dezenas de eventos de feiras comerciais todos os anos. Muitos deles são organizados pela Feira Internacional de Gdansk. A feira comercial marítima de Gdansk, Baltexpo, tem uma longa tradição. Anteriormente, a feira era normalmente realizada nos salões de exposição na rua Beniowskiego em Oliwa, mas agora tem um novo local no Centro de Exposições e Congressos AmberExpo em Gdansk Letnica, nas proximidades do estádio.
No final de julho de 2021, o número de desempregados registrados em Gdansk incluía cerca de 9,1 mil habitantes, representando uma taxa de desemprego de 3,6%.

### Principais centros comerciais

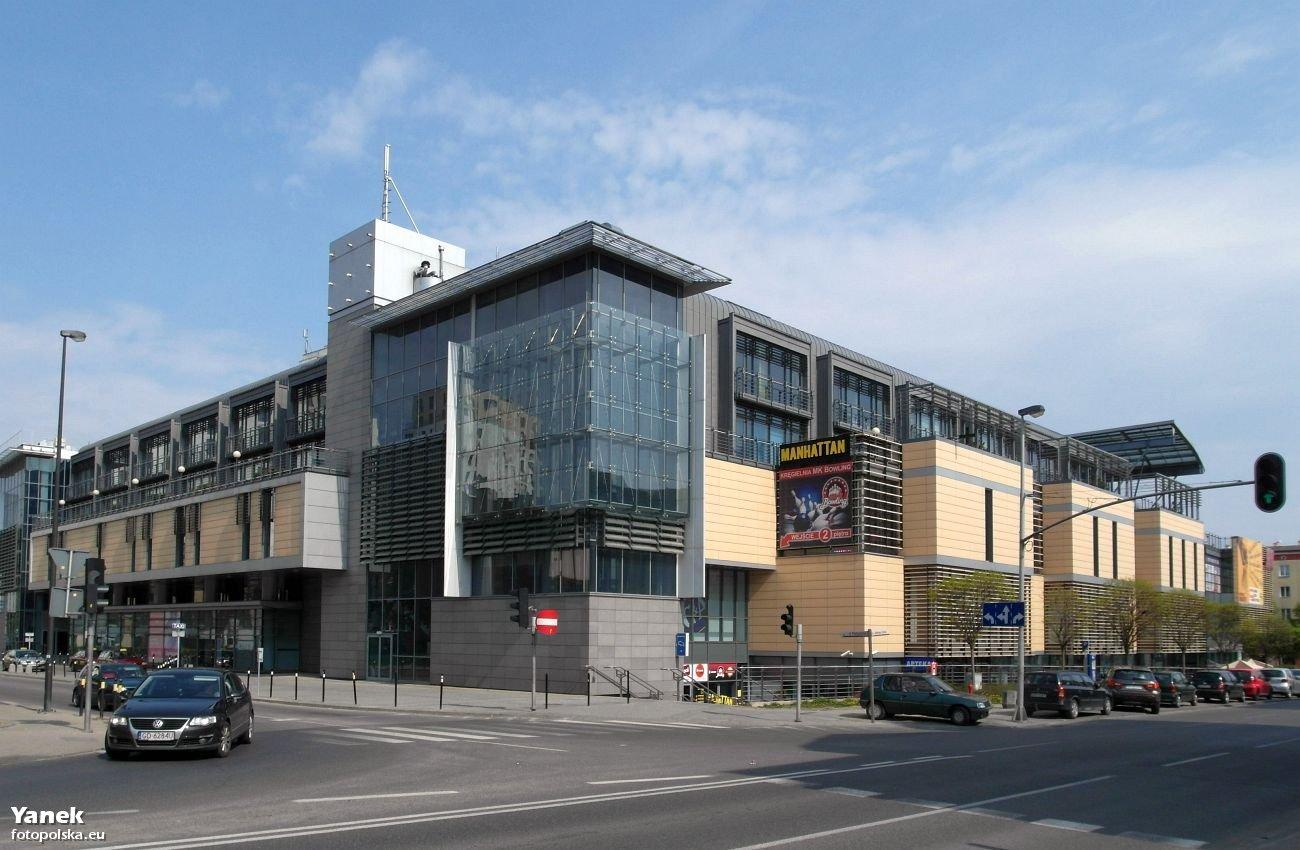
Centro Comercial Manhattan

- Localizado nas proximidades da Cidade Velha:
  - Fórum de Gdansk — inaugurado em 26 de maio de 2018 na rua Targ Sienny, 7, localizado entre as principais ruas do centro de Gdansk — rua Wały Jagiellońskie, avenida Armii Krajowej e rua 3 Maja, em frente ao Portão Wyżynna, próximo ao cruzamento Hucisko. Diretamente sob o prédio do fórum há um túnel (rua Nowe Podwale Grodzkie) que permite a passagem por Hucisko e Błędnik. Uma seção adaptada do Canal Radunia também faz parte do edifício. O Fórum ocupa um total de 6 hectares, 40% dos quais são espaços públicos acessíveis 24 horas por dia, 7 dias por semana, enquanto 2 hectares são espaços verdes na forma de jardins. O Fórum abriga cerca de 220 unidades de varejo e serviços (incluindo, entre outras, cerca de 140 lojas, cerca de 30 pontos de venda de alimentos e bebidas, um cinema Helios com 9 salas e uma academia de ginástica) e um estacionamento de vários andares com cerca de mil vagas.
  - Centro Comercial Madison — um centro comercial localizado na rua Rajska, 10, bem no centro de Gdansk, próximo ao edifício de escritórios Organika Trade e perto do hotel Mercure-Hevelius, a uma distância de aproximadamente 300 m da estação ferroviária PKP/SKM Gdansk Główny. Foi inaugurado em 28 de novembro de 2003 com uma área de 33 mil m². Possui 100 lojas e pontos de serviço.
- Localizada em Wrzeszcz:
  - Centro Comercial Bałtycka — inaugurado em 4 de outubro de 2007 na avenida Grunwaldzk, 141, atualmente o centro comercial mais popular de Gdansk. Possui 200 lojas e pontos de serviço e 15 restaurantes.
  - Centro Comercial Manhattan — inaugurado em 5 de março de 2004, com uma área de 53 mil m² na avenida Grunwaldzk, 82. Possui 120 lojas e pontos de venda de serviços.
  - Centro Comercial Metropolia — inaugurado em 22 de outubro de 2016, localizada em frente à Galeria Bałtycka e nas imediações da antiga cervejaria e da estação de trem PKP/SKM Gdansk Wrzeszcz. Além de cerca de 100 lojas, há também: um hotel (116 quartos), um cinema, uma área de recreação infantil, um centro de bem-estar e uma academia de ginástica.[92]
- Localizados em Przymorze e Zaspa:
  - Alfa Centrum Gdansk
  - Centro Comercial Przymorze — localizado na rua  Obrońców Wybrzeża, 1, um centro comercial de dois andares adjacente ao edifício residencial mais longo da Europa Central — o Falowiec; abriu suas portas para os clientes pela primeira vez na primavera de 2009.
  - Centro Comercial Zaspa (antigo Centro Comercial ETC)
- Localizado no anel viário da Tricidade:
  - Centro Comercial Osowa (antigo King Cross) — inaugurado em 18 de novembro de 1998 na rua Spacerowa, 48, adjacente ao anel viário da Tricidade. Tem uma área de 45 mil m² e oferece aos seus clientes cerca de 70 butiques e lojas de serviços.
  - Parque Comercial Matarnia — inaugurado em 23 de novembro de 2005, esse parque de varejo tem um total de mais de 50 lojas, tanto de moda quanto de móveis, além de cafés. Sua área de varejo e serviços é de 69 mil m². Assim como o Centro Comercial Osowa, esse parque é adjacente ao anel viário da Tricidade e o aeroporto está localizado a poucos quilômetros de distância.
  - Centro Comercial Auchan — com uma área de 13 mil m², inaugurado em 25 de março de 1998, localizado na rua Szczęśliwa, 3, o centro consiste em três lojas principais: Hipermercado Auchan, Leroy Merlin e Norauto. Há cerca de 50 lojas menores e restaurantes.
- Outros bairros:
  - CH Morena — localizado na rua Schubert, 102 A, é um dos mais antigos shopping centers de Gdansk.
  - Galeria Chełm — inaugurada em setembro de 2008 na rua Cienista, 30, tem muitas instalações comerciais vazias; entre outras, uma academia de ginástica e um salão de vendas da Kaufland estavam localizados lá — anteriormente havia uma Tesco.

## Transporte

### Transporte rodoviário
Estradas nacionais e regionais em Gdansk

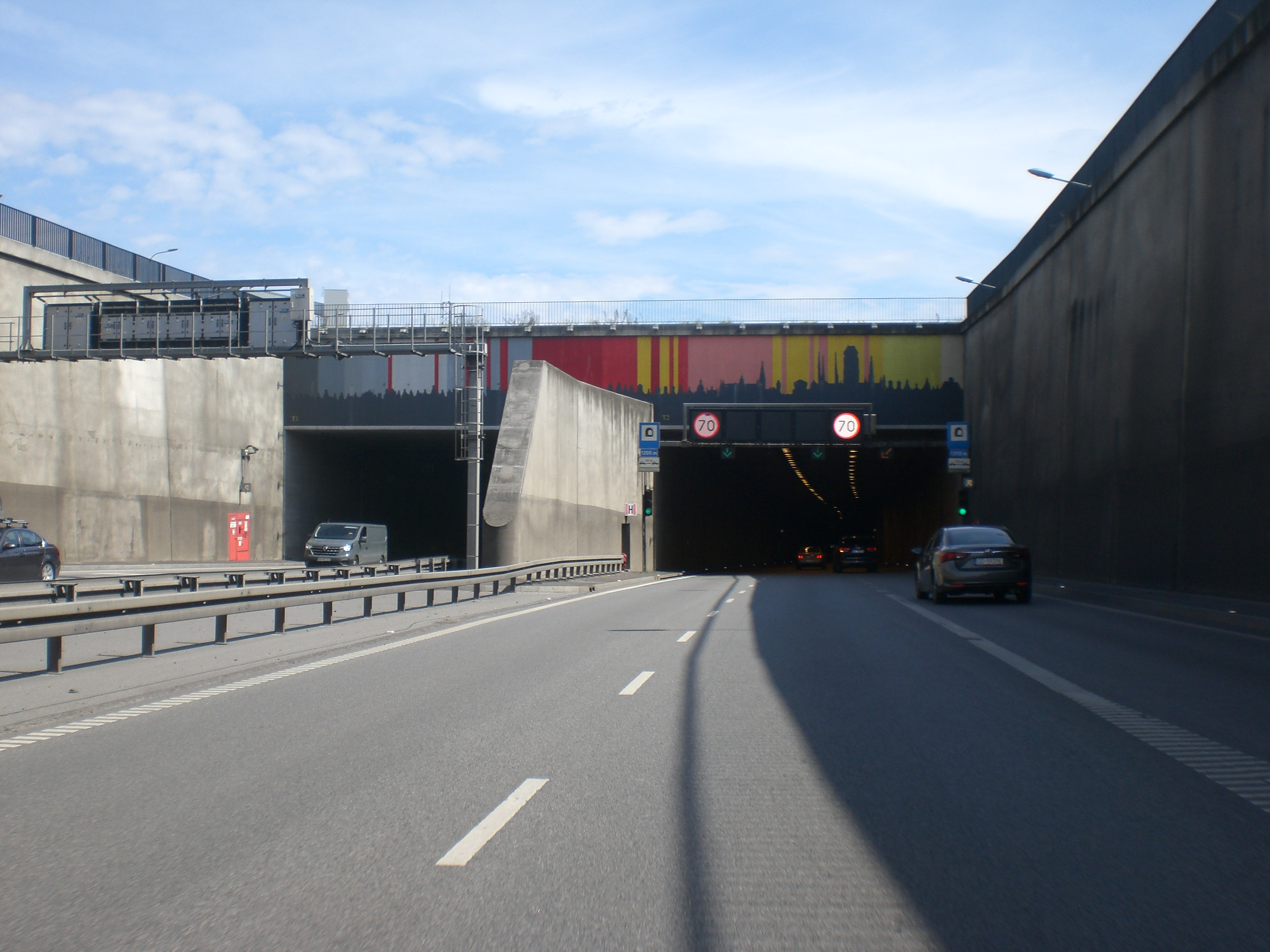
Túnel sob o Vístula Morto

Gdansk fica no cruzamento de rotas de transporte rodoviário. As estradas europeias E28, E75 e E77 se encontram na cidade. A estrada nacional n.º 91 começa no porto marítimo de Gdansk, enquanto a estrada nacional n.º 7 e as estradas expressas S6 e S7 também se cruzam. A rede rodoviária é complementada por 6 estradas voivodais (218, 221, 222, 468, 472 e 501).
Gdansk tem dois anéis viários de trânsito:
- Desvio Tricidade (norte-sul) é uma “extensão” da autoestrada A1 para Gdynia.
- Desvio Sul de Gdansk (leste-oeste), que permite que as pessoas que dirigem de Elbląg pela via expressa S7 em direção a Gdynia, Kartuzy e Szczecin contornem o centro da cidade.

Entre 2010 e 2012, a cidade construiu estradas que conectam os portos de Gdansk com os anéis viários, como a estrada Sucharski (DK89) e parte da estrada Slowackiego. Em abril de 2016, a última das seções construídas da estrada Slowackiego foi aberta ao tráfego, o túnel sob o rio Vístula Morto conectando o Novo Porto (terminal de balsas) com a ilha do Porto (Porto Norte, terminal de contêineres DCT Gdansk).

### Transporte ferroviário

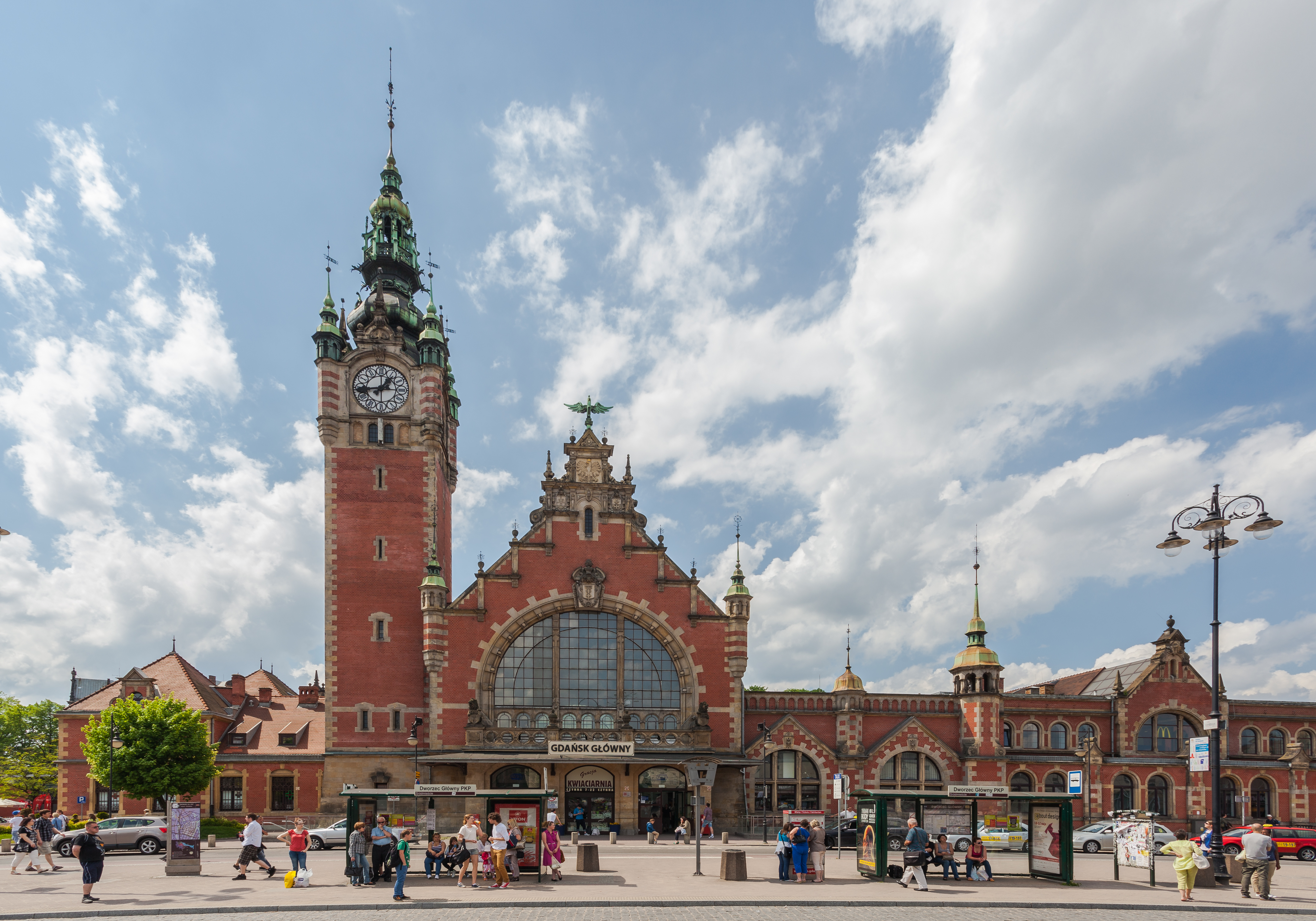
Estação ferroviária histórica Gdansk Główny

A ferrovia chegou a Gdansk em 6 de agosto de 1852, quando a seção Tczew-Gdansk de uma via foi inaugurada, fazendo parte da Ferrovia Oriental Prussiana (Preußische Ostbahn) de Berlim via Kostrzyn-Krzyż-Piła-Bydgoszcz-Tczew para Gdansk e Kaliningrado. Em outubro de 1857, Gdansk ganhou uma conexão com Malbork. Em 1870, a conexão Słupsk-Gdansk construída pela Berlin-Stettiner Eisenbahn Gesellschaft (Companhia Ferroviária Berlim-Szczecin) entrou em operação. Entre 1876 e 1877, graças à abertura da linha Malbork-Iława-Działdowo-Mława, em 1 de setembro de 1877, Gdansk ganhou uma conexão ferroviária com Varsóvia. Até o final da Segunda Guerra Mundial, a linha ferroviária Gdansk Wrzeszcz — Stara Piła, construída em 1914, estava em operação. Em 2015, ela foi reconstruída como linha 248 nas variantes Wrzeszcz-Kiełpinek (reconstrução), Kiełpinek-Rębiechowo (construção). Entre 2022 e 2023, a seção Kiełpinek-Leźno-Stara Piła-Glincz, que se conecta às linhas para Kościerzyna e Kartuzy, foi reconstruída pela Pomorska Kolej Metropolitalna e pela PKP PLK. Este projeto é chamado de “desvio de Kartuzy” e, a partir de junho de 2025, servirá como um desvio em conexão com a modernização da linha ferroviária n.º 201.
Em 2021-2023, a eletrificação da linha 248 estava em andamento. Em 2022, a construção da nova parada Gdansk Firoga no distrito de Matarnia, em Gdansk, foi concluída, o trabalho foi realizado pela empresa de Poznań Torpol S.A.
Os anos do pós-guerra viram construir uma linha SKM eletrificada separada — em 1951 Gdansk Główny-Gdansk Novo Porto, em 1952 na seção Gdansk Wrzeszcz-Sopot e em 1953 Sopot-Gdynia. Atualmente, a linha para Novo Porto é usada apenas para o tráfego de carga. Ocasionalmente, ela é usada por trens da SKM para transportar participantes de e para eventos de massa no Estádio de Gdansk.

### Transporte público
Um papel importante no transporte público na aglomeração da Tricidade é desempenhado pela Ferrovia Urbana Rápida, cujos trens passam por Gdansk, Sopot, Gdynia, para Rumia, Reda, Wejherowo e Lębork, na seção Gdansk-Gdynia com uma frequência de até 7-8 minutos durante o pico, em sua própria pista separada da rede PKP Linhas Ferroviárias polonesas.
O transporte público em Gdansk é gerenciado pela Autoridade Municipal de Transportes de Gdansk (ZTM Gdansk), enquanto o transporte é fornecido pela Ônibus e Bondes de Gdansk (anteriormente Companhia de Transporte Urbano em Gdansk) e pela PW BP Tour Piotr Brewczak. Em nome da ZTM, há 73 linhas de ônibus diurnas permanentes, 11 linhas noturnas e 2 linhas sazonais (comprimento total de 767,7 km) e 11 linhas de bonde, 1 linha noturna ocasional e 2 linhas sazonais (comprimento total de 116,7 km).
Em Gdansk, também há transportadoras não afiliadas à ZTM Gdansk que fornecem transporte para as áreas vizinhas, incluindo a Veolia Transport, P.A. Gryf, Roki-Trans, Angelus, Jurexbus e outras.
Na estrutura do transporte turístico de férias, as cidades de Gdansk, Sopot e Hel decidiram lançar (desde 2006) bondes aquáticos. As balsas operam em três linhas, servidas por navios da Companhia de Navegação de Gdansk.
Desde 2004, como parte do “Projeto de Transporte Urbano de Gdansk”, o magistrado de Gdansk vem modernizando os trilhos de bonde existentes, substituindo as frotas de ônibus e bondes por outras mais novas, ecológicas, mais confortáveis e adaptadas para deficientes. Além disso, no âmbito desse projeto, foi possível construir trilhos de bonde para Chełm (“circuito Chełm Witosa”, 2007) e Orunia Górna (“circuito Łostowice-Świętokrzyska”, 2012).
Em 2007, a cidade de Gdansk, juntamente com treze bairros vizinhos, criou a União de Transporte Metropolitano do Golfo de Gdansk (MZKZG). Uma das primeiras disposições da MZKZG foi a decisão de implementar o bilhete metropolitano. Atualmente, na estrutura da MZKZG, é possível comprar passagens comuns de 1, 24, 72 horas e mensais.
Em 2015, foi construído o trilho do circuito de Siedlce até a parada de Gdansk Brętowo via Piecki-Migowo. O leito da via em Przeróbka, juntamente com a ponte Siennicki, também foi modernizado.
Em Gdansk, as viagens gratuitas estão em vigor desde 1 de julho de 2018 para crianças e jovens que moram em Gdansk e frequentam escolas. As viagens gratuitas são válidas apenas para portadores do Cartão de Residente de Gdansk, com um pacote de viagens gratuitas ativado (após verificação do cartão).
A partir de 2019, aqueles com um bilhete de transporte público carregado no Cartão de Residente de Gdansk podem desfrutar de viagens gratuitas com a SKM e a Polregio nos limites administrativos da cidade de Gdansk.
Em 2020, a construção da avenida Paweł Adamowicz foi concluída, conectando Jasień e Ujeścisko com linhas de bonde. A rota foi projetada para facilitar a futura extensão da rua Jabłoniowa, conectando Ujeścisko com Szadółki, e da rua Warszawska, conectando Ujeścisko com Chełm.
Em 2020, uma renovação abrangente do leito da via em Stogi na seção de Trasa Sucharskiego até a praia foi concluída.
Em 4 de março de 2023, foi inaugurada a recém-construída rota de bonde Nowa Warszawska em Ujeścisko, que conectava a rota principal de bonde Gdańsk Sul, avenida Havel com a avenida Adamowicza.

### Transporte marítimo
Gdansk tem um grande porto marítimo, que também é o maior porto polonês. Em 2008, mercadorias com um peso total de 17,07 milhões de toneladas foram movimentadas lá. A grande maioria dos transbordos foi de cargas líquidas e secas a granel (10,61 e 4,04 milhões de toneladas, respectivamente). O restante consistiu em contêineres de 955.000 toneladas, cargas gerais de 871.000 toneladas e transbordos ro-ro de 602.000 toneladas.
Há cruzeiros regulares da frota branca partindo do Mercado de Peixes, operados pela empresa Żegluga Gdańska, principalmente em rotas de excursão ao redor do porto, para Westerplatte e para Hel. Há também um terminal de passageiros em Gdansk Nowy Port, de onde partem as balsas para Nynäshamn (Suécia) da linha Polferries.

### Transporte aéreo
Localizado nos limites da cidade, no distrito de Matarnia, o Aeroporto de Gdańsk-Lech Wałęsa é o terceiro (depois de Varsóvia e Cracóvia) em termos de tráfego de passageiros na Polônia. Em 2019, ele movimentou 5 376 120 passageiros.
Em 2011, a pista de pouso sanitária Gdansk-Zaspa foi aberta na avenida Jana Pawła II e, um ano depois, o heliporto Gdansk-Szpital UCK foi inaugurado no telhado do prédio do Centro de Medicina Invasiva na rua Dębinki.

### Trólebus
Em 1942, foi fundada a sociedade anônima Verkehrsbetriebe Danzig-Gothenhafen AG (Transportes Gdańsk-Gdynia), que planejava liquidar as linhas de bonde para Siedlce e Orunia e substituí-las por trólebus. Para esse fim, foram encomendados 10 trólebus Henschel com reboques. O chassi dos veículos foi fornecido pela empresa alemã Henschel. O equipamento elétrico e os motores elétricos de 45 kW foram produzidos pela empresa AEG, e as carrocerias dos trólebus e reboques foram fabricadas pela Fábrica de Vagões de Gdansk.
Por fim, a introdução do transporte por trólebus em Gdansk foi abandonada e os trólebus comprados foram destinados à primeira linha de trólebus em Gdynia, inaugurada em 18 de setembro de 1943.
Em 1 de outubro de 2018, alguns percursos da linha de trólebus n.º 31 organizada pela ZKM em Gdynia, operada por trólebus movidos a bateria, foram desviados para a parada Sopot Ergo Arena. Uma pequena seção dessa linha passa pelo território de Gdańsk.

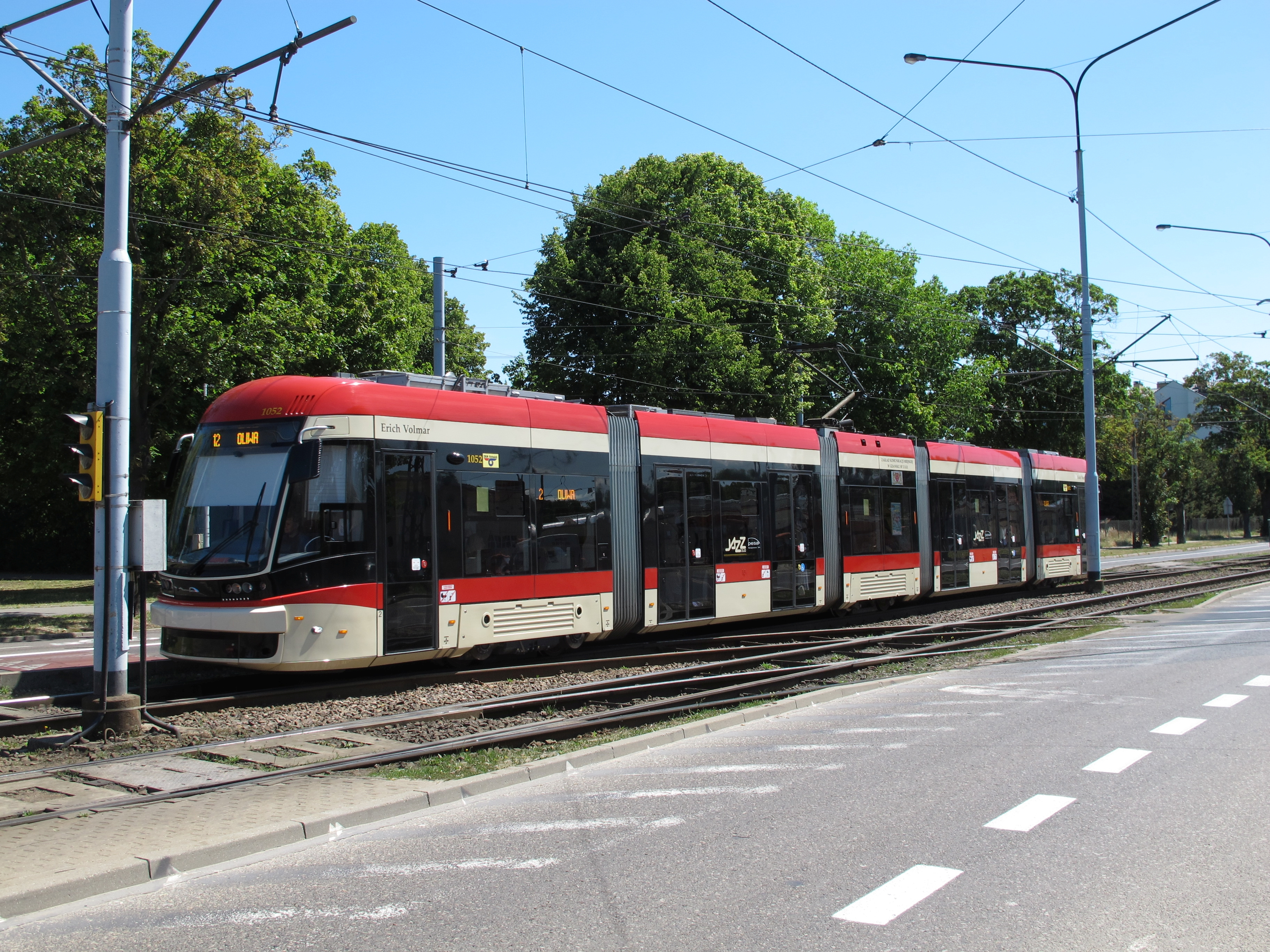
Bonde elétrico Pesa Jazz
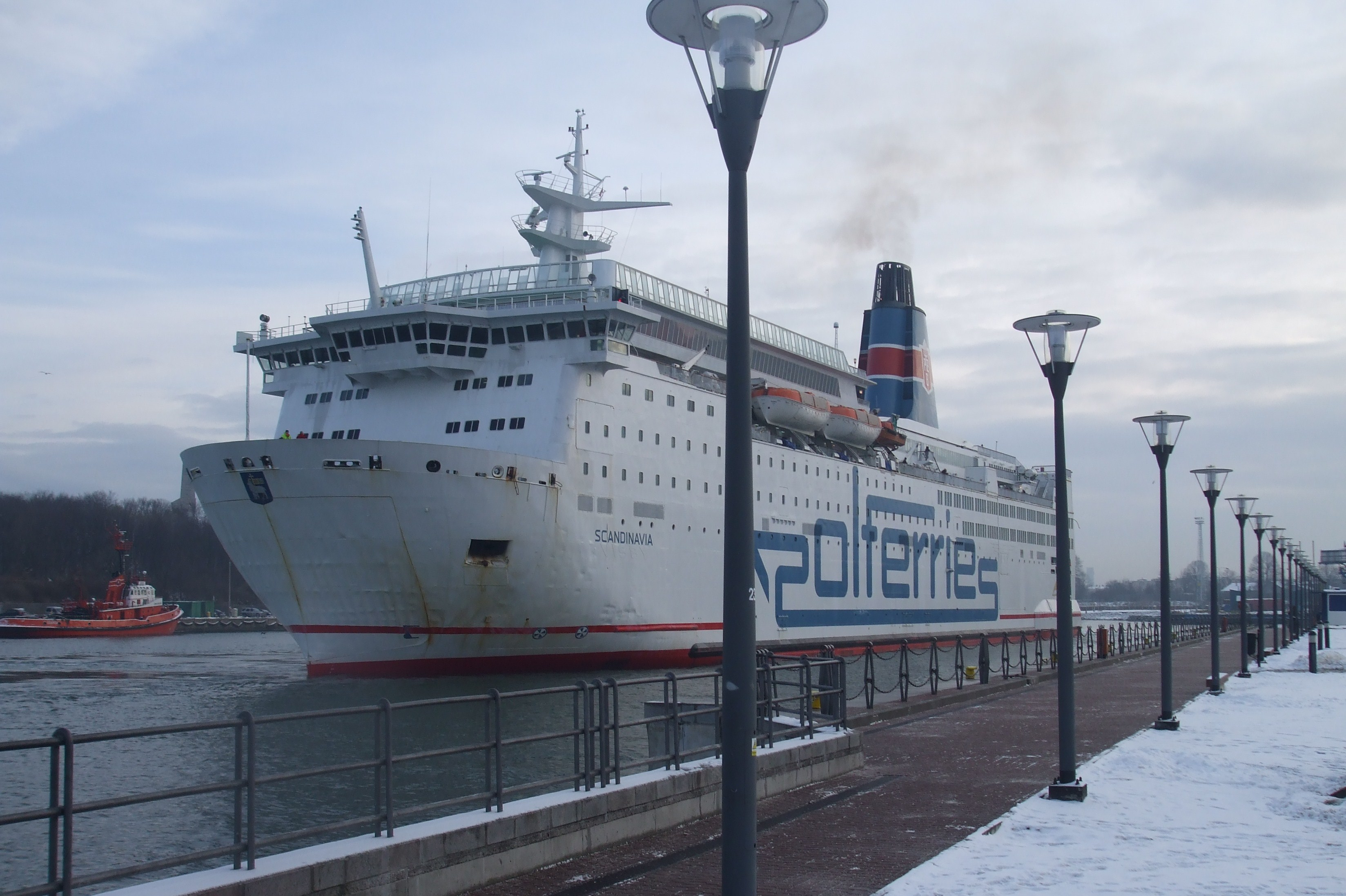
Balsa do transporte marítimo polonês do Báltico no Porto Novo
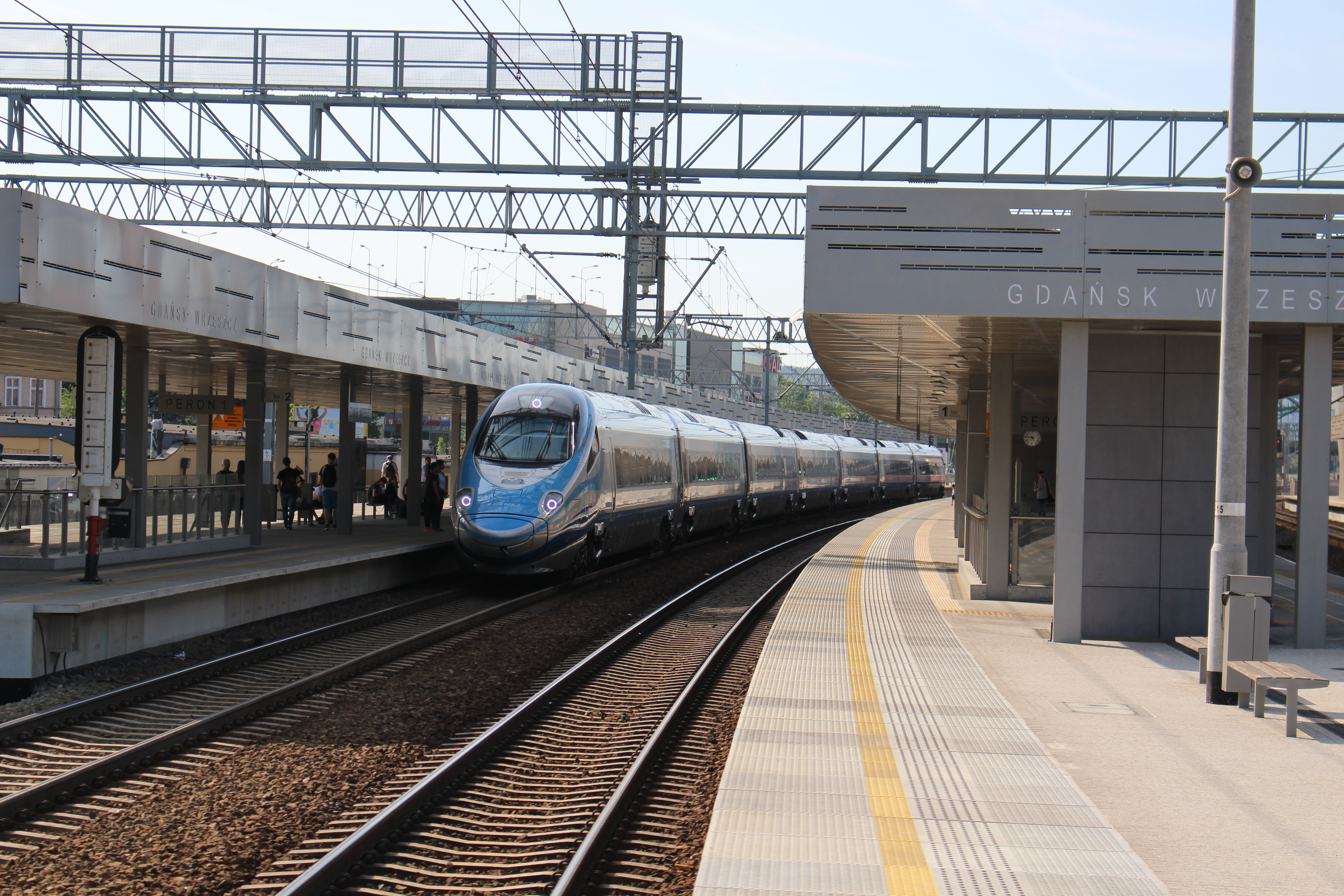
ED250 Pendolino na estação de trem Gdansk Wrzeszcz
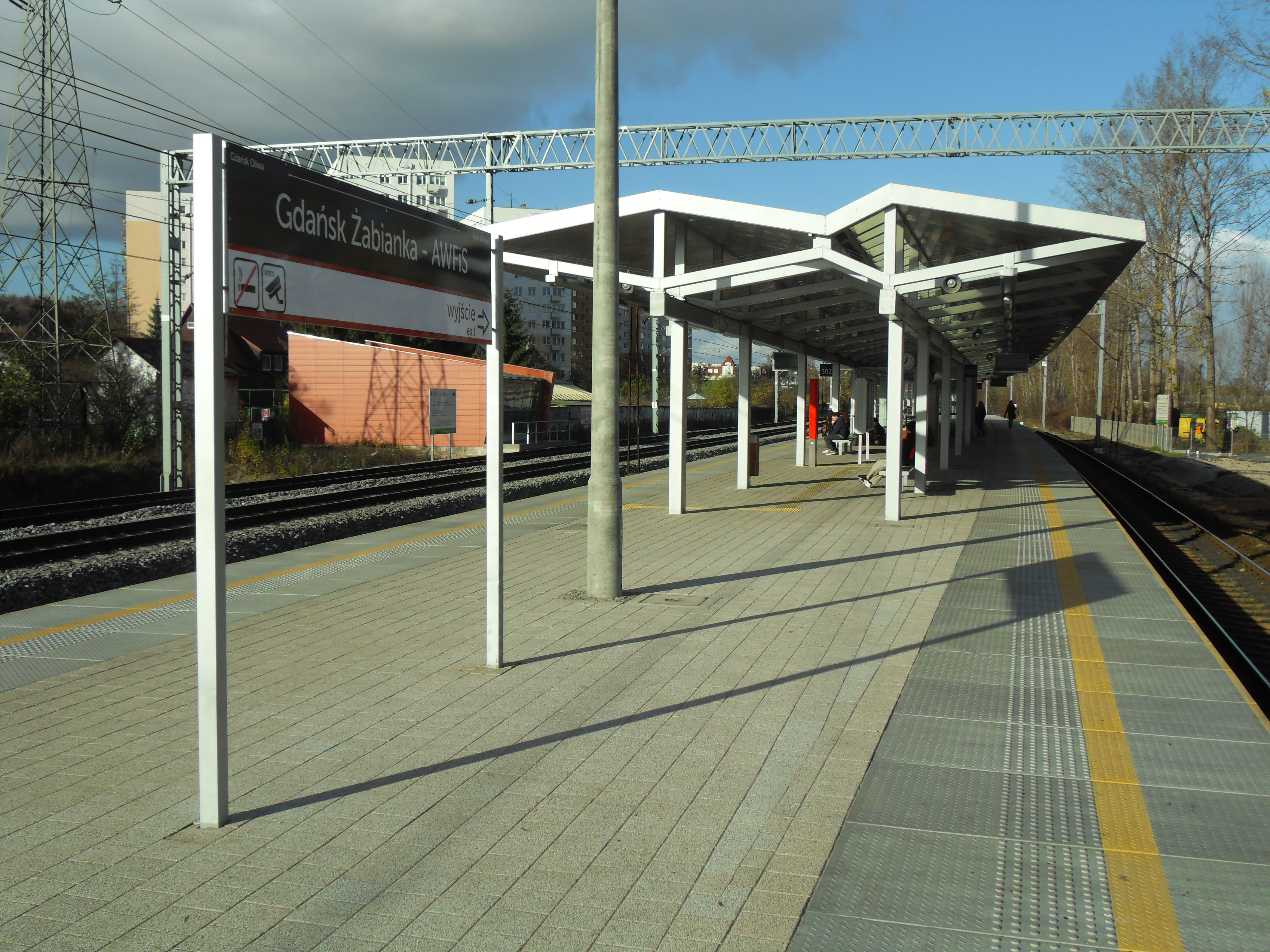
Parada SKM Gdansk Żabianka-AWFiS
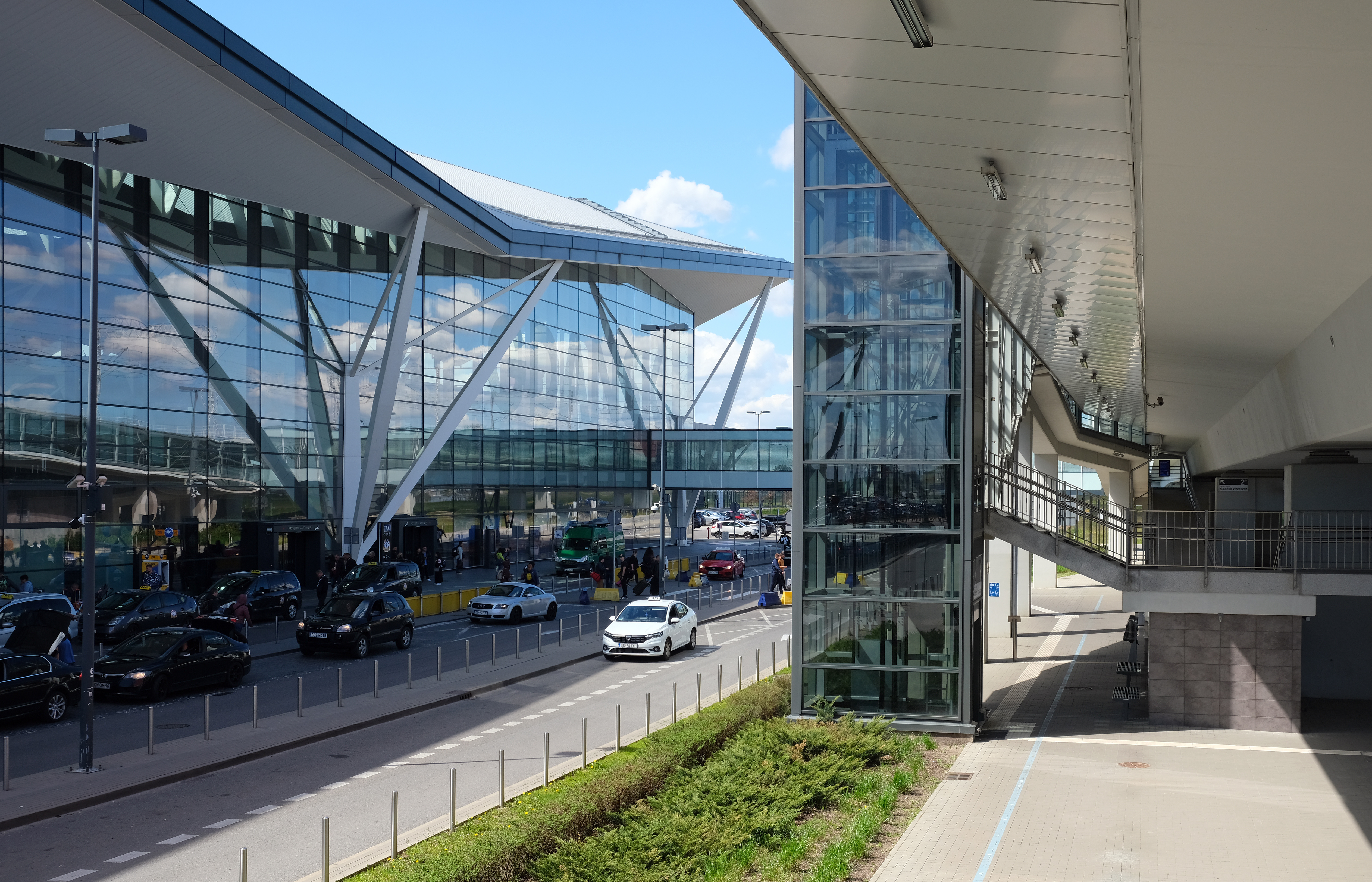
Aeroporto de Gdańsk-Lech Wałęsa
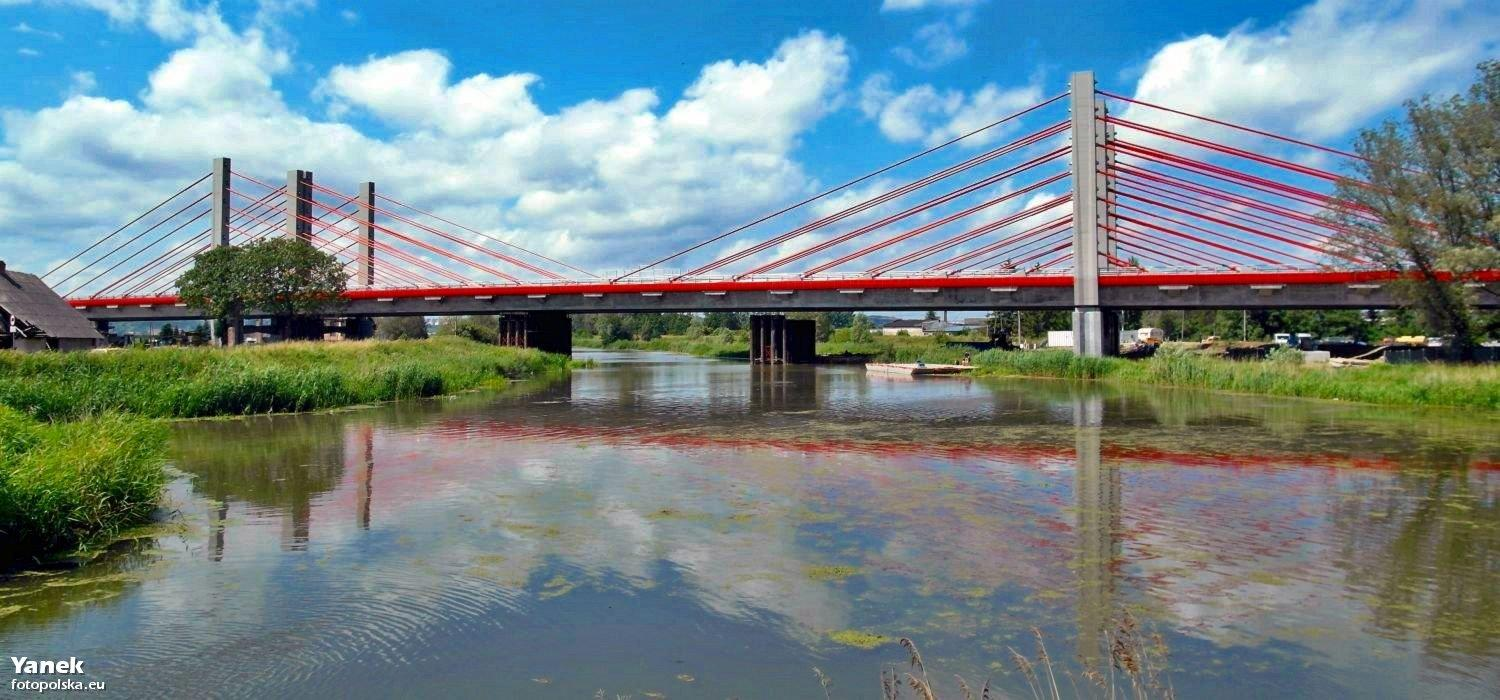
Ponte estaiada no anel viário sul de Gdansk
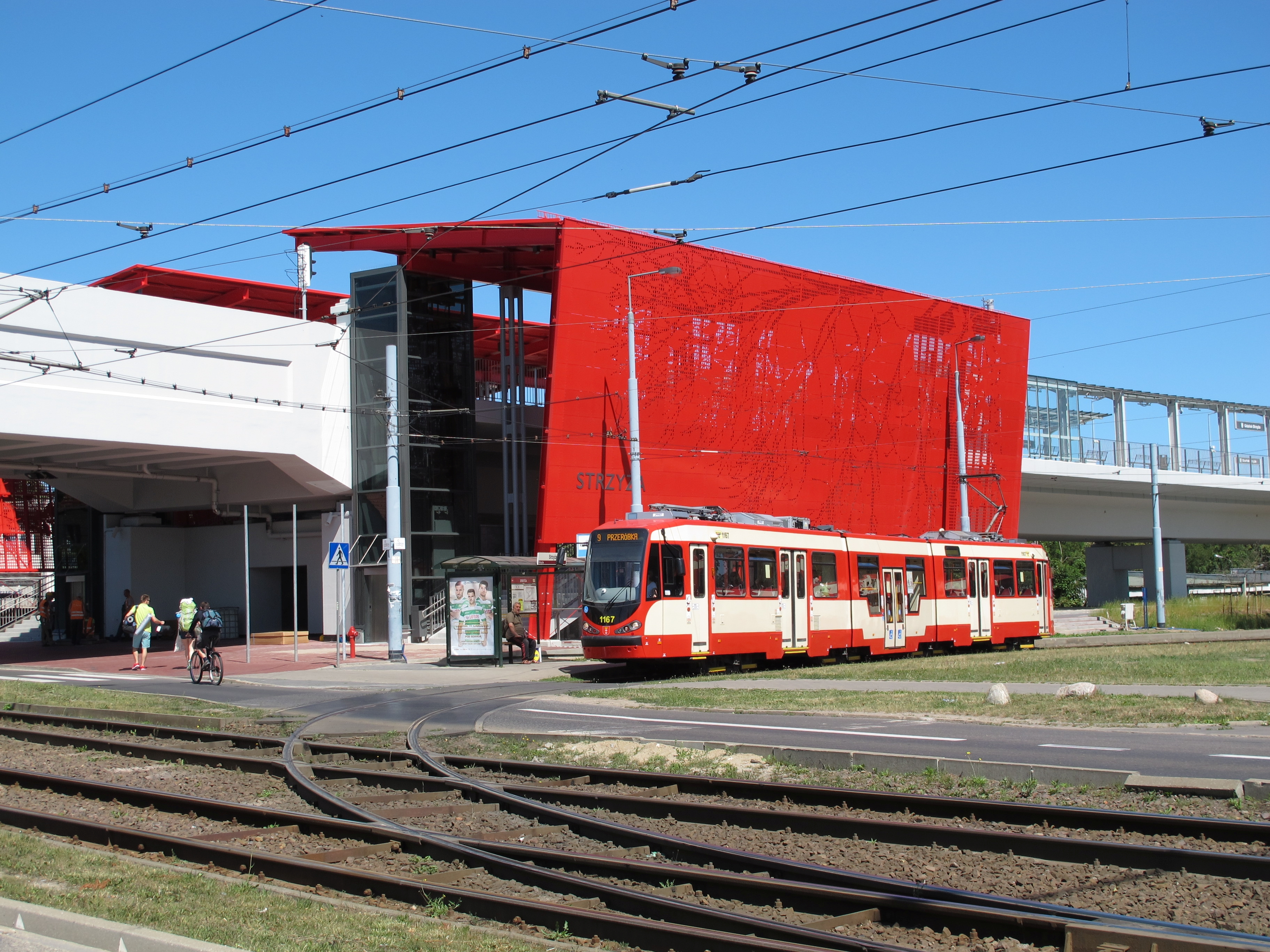
Parada da Ferrovia Metropolitana da Pomerânia Gdansk Strzyża

## Segurança pública
Há uma central de atendimento de emergência em Gdansk, que atende às chamadas de emergência para os números 112, 997, 998 e 999.

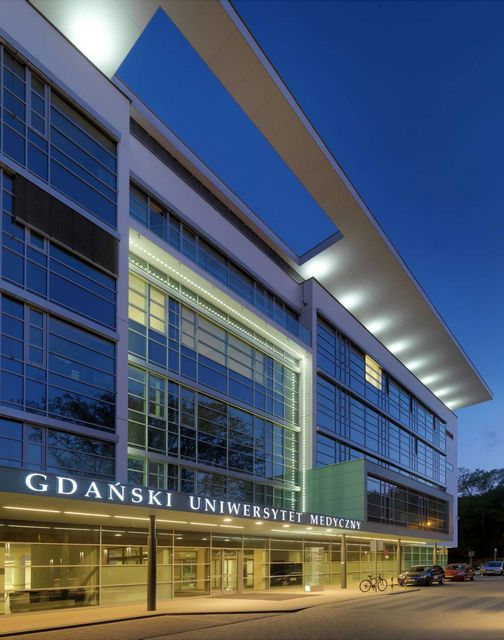
Centro Clínico Universitário

### Hospitais públicos
- 7.º Hospital Naval[126]
- Centro de Toxicologia da Pomerânia[127]
- Hospital Infantil Polanki Maciej Płażyński[128]
- Hospital Nicolau Copérnico[129]
- Hospital MSWiA em Gdansk[130]
- Hospital Santo Adalberto[131] (incluindo heliponto sanitário)
- Centro Clínico Universitário[132] (incluindo heliponto sanitário)
- Hospital Psiquiátrico Provincial prof. Tadeusz Bilikiewicz[133]
- Centro de Oncologia da Voivodia[134]

### Hospitais particulares
- LUX MED Szpital Gdańsk[135]
- Hospital Carolina[136]
- Hospital de cirurgia no mesmo dia 1DayClinic[137]
- Hospital de cirurgia no mesmo dia Dr. Michał Pawlak[138]

## Educação e ciência

### Universidades

Edifício principal da Universidade de Tecnologia

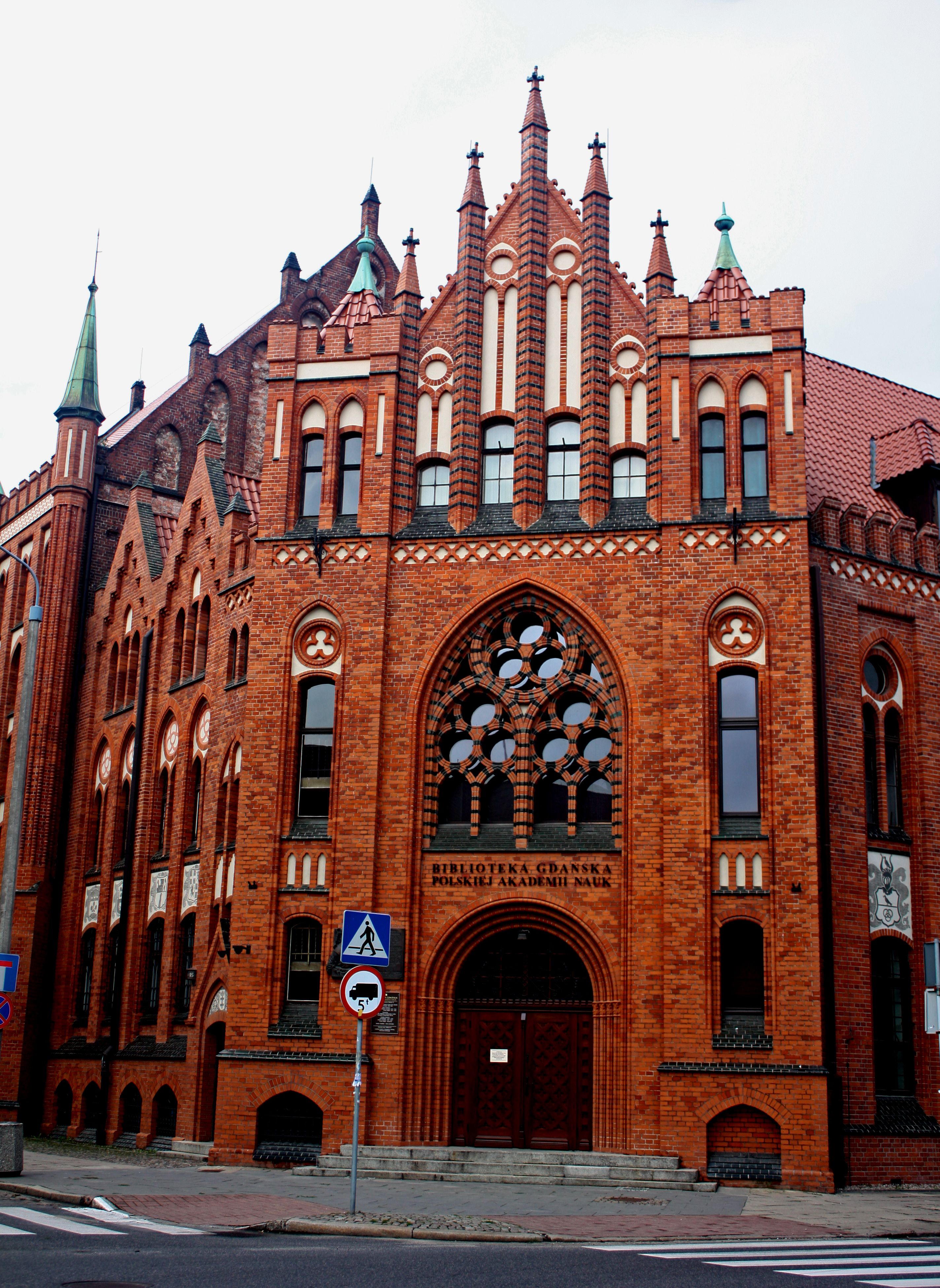
A parte mais antiga do prédio da Biblioteca de Gdansk (1902–1904) Bibliotheca Senatus Gedanensis, fundada em 22 de junho de 1596 (desde 1955 — a Biblioteca de Gdansk da Academia Polonesa de Ciências)

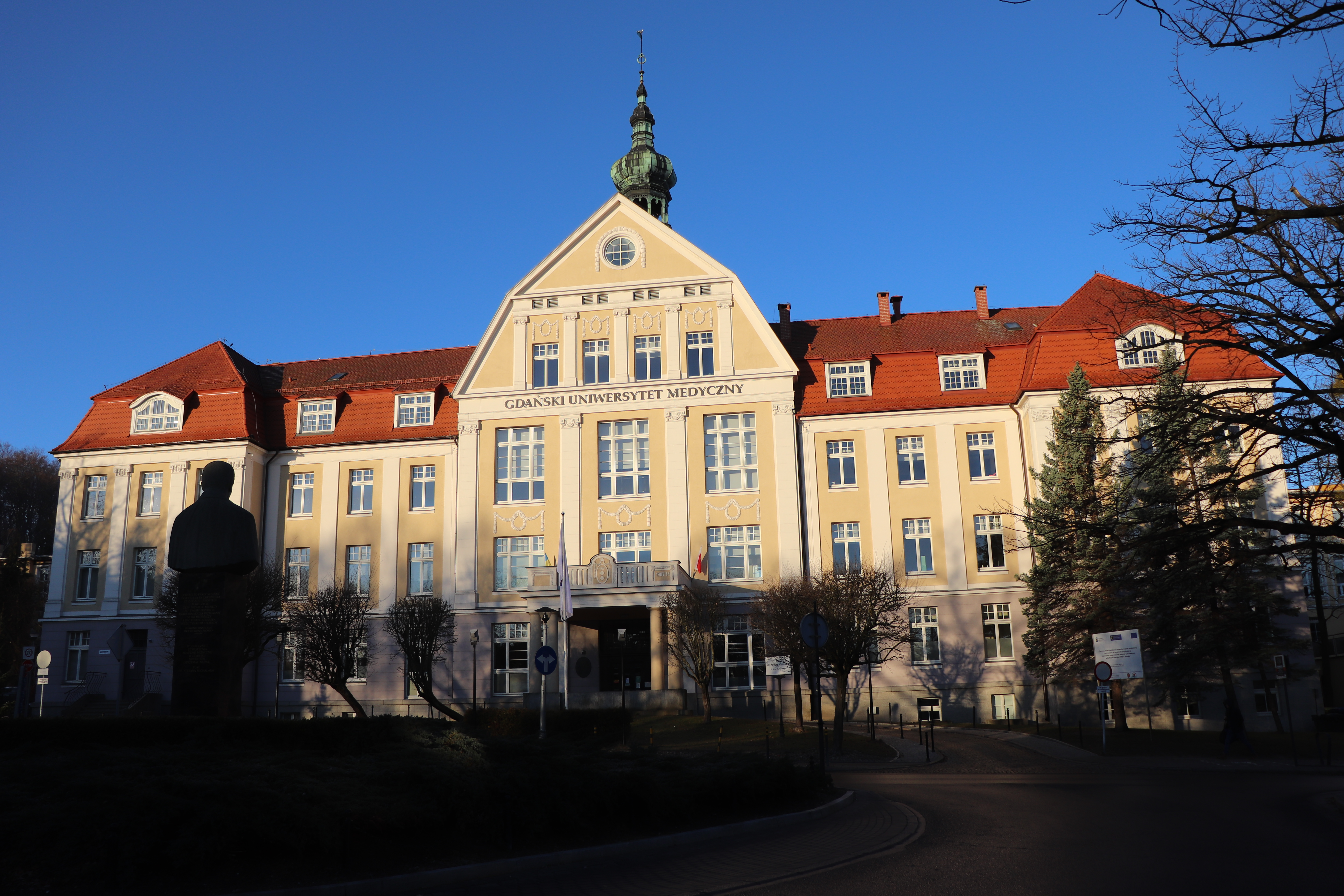
Universidade de Medicina

Gdansk abriga 14 instituições de ensino superior, incluindo 6 universidades públicas e várias instituições de ensino superior particulares fundadas após 1989. Um total de 78 626 alunos estudaram nelas em 2008, tornando Gdansk um dos maiores centros acadêmicos da Polônia.
Universidades públicas:
- Universidade de Gdansk (UG) — fundada em 20 de março de 1970, a partir da fusão da Escola Superior de Economia em Sopot e da Escola Superior de Pedagogia em Gdansk (28 584 alunos).
- Universidade de Tecnologia de Gdansk (PG) — uma das mais antigas universidades técnicas da Polônia. Fundada em 6 de outubro de 1904, funciona como uma universidade polonesa desde 24 de maio de 1945 (21 638 alunos).
- Universidade de Medicina de Gdansk (GUMed) — a mais antiga universidade médica independente da Polônia, fundada em 1945, com uma história que remonta a 1454[140] (4 936 alunos).
- Academia de Educação Física e Esporte (AWFiS) — uma universidade com duas faculdades sediada em Gdansk-Oliwa.
- Academia de Belas Artes (ASP) — iniciou suas atividades logo após a guerra, em 1945.
- Academia de Música (AMuz) — fundada em 1947. Em 2007–2008, comemorou seu 60.º aniversário (655 alunos).

Universidades particulares:
- Escola Superior de Turismo e Administração Hoteleira em Gdansk (3 878 alunos)
- Universidade WSB Merito em Gdansk (anteriormente Escola Superior de Bancos em em Gdansk, 3 799 alunos)
- Escola Superior de Humanidades de Gdansk[141] (3 737 alunos)
- Escola Superior de Segurança em Poznań (2 600 alunos)
- Ateneum — Escola Superior[142] (2 600 alunos).
- Escola Superior de Administração (2 405 alunos)
- Universidade de Ciência e Tecnologia de Gdansk (1 041 alunos)
- Universidade de Ciências Sociais e Econômicas[143] (556 alunos)
- Academia polaco-japonesa de Tecnologia da Informação

Instituições religiosas de ensino superior:
- Seminário Teológico de Gdansk

### Instituições científicas
Além das universidades, a pesquisa científica é realizada por mais de uma dúzia de institutos científicos, incluindo:
- Ciências humanas, sociais e econômicas: Instituto Báltico, Instituto Cassubiano, Instituto de Pesquisa em Economia de Mercado, Academia Polonesa de Ciências — filial da biblioteca em Gdansk
- Ciências naturais, técnicas e exatas: Sociedade de História Natural em Gdansk, Instituto Marítimo em Gdansk, Instituto de Hidroengenharia da Academia Polonesa de Ciências, filial do Instituto de Engenharia de Energia, Instituto Robert Szewalski de Máquinas de Fluxo de Fluidos da Academia Polonesa de Ciências, filial do Instituto de Telecomunicações Industriais.

### Comercialização de pesquisas
- Parque de Ciência e Tecnologia de Gdansk

## Cultura

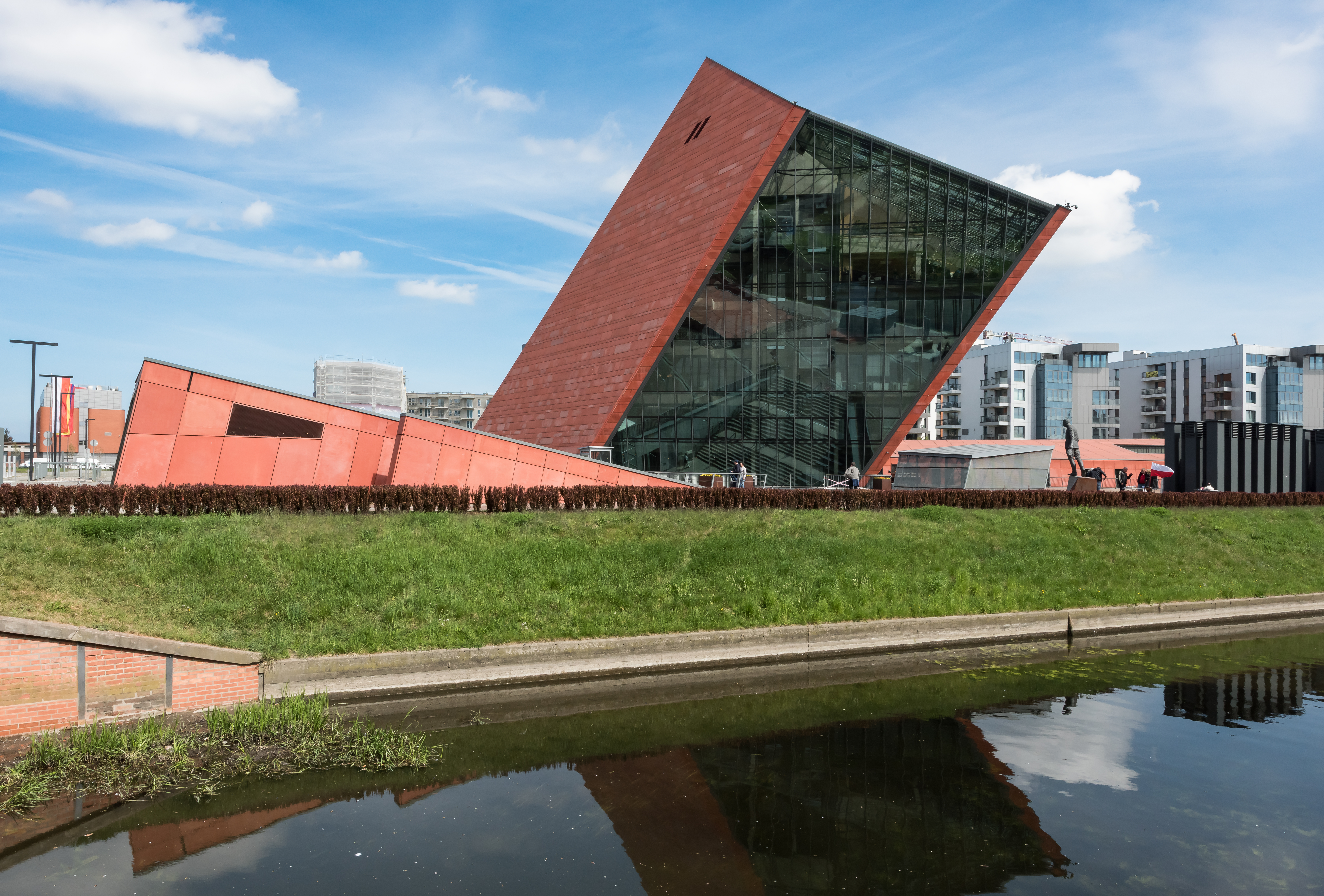
Museu da Segunda Guerra Mundial em Gdansk

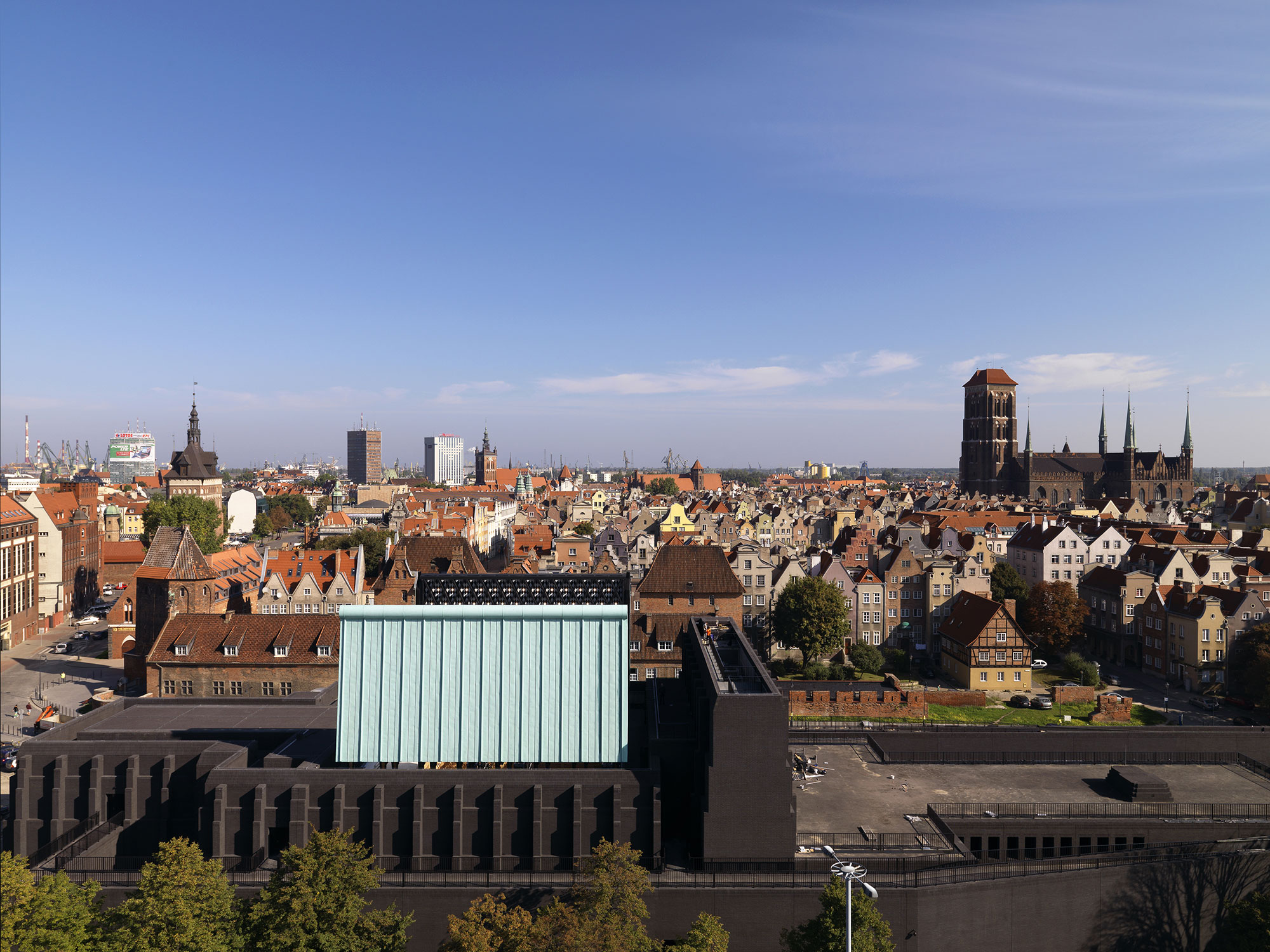
Teatro Shakespeare de Gdansk

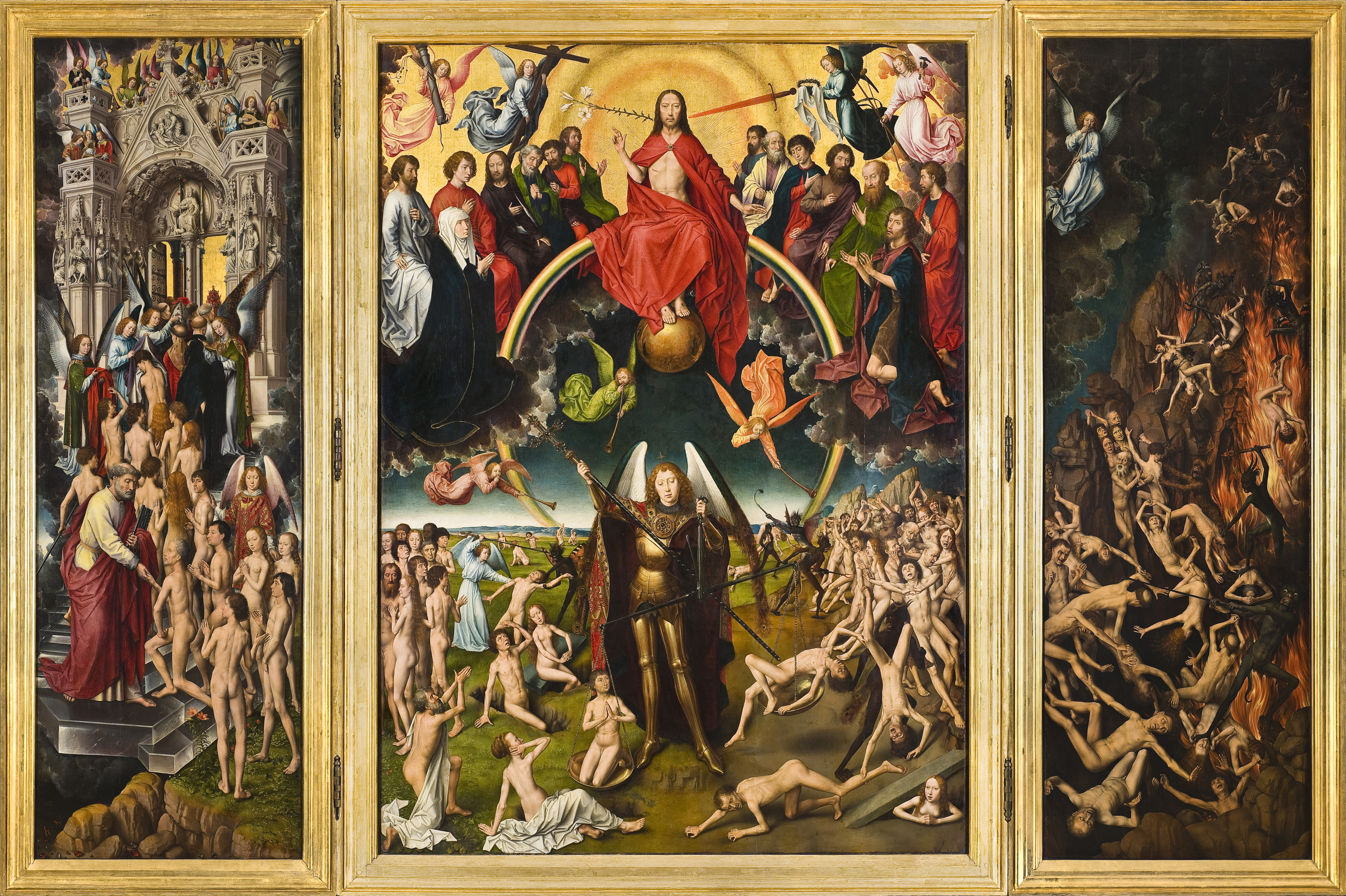
Museu Nacional – O Juízo Final Hans Memling

Gdansk é um dos maiores centros culturais da Polônia. Há teatros (Teatro Wybrzeże, Teatro Shakespeare, Teatro Municipal Miniatura), a Filarmônica do Báltico, a Ópera do Báltico, sete cinemas, bibliotecas, museus e galerias de arte, entre outros.
Há festivais e eventos cíclicos, incluindo o Festival Shakespeare, o Festival Gdansk Carillon, Mozartiana, Solidariedade das Artes, as Noites de Jazz de Gdansk, o Festival Jazz Jantar, o Festival Siesta, a Feira de São Domingos, o Festival de Teatro da rua Feta e os Dias Bálticos da Cultura Judaica.
Entre os museus, destacam-se o Museu de Gdansk, o Museu Nacional de Gdansk, o Museu Marítimo Nacional de Gdansk e o Museu Arqueológico de Gdansk. Há um conjunto de música antiga Cappella Gedanensis, bem como corais (o Coro de Câmara Polonês e corais acadêmicos).
Há mais de uma dúzia de galerias de arte públicas e privadas em Gdansk, incluindo a Galeria da Cidade de Gdansk, o Centro de Arte Contemporânea “Łaźnia” e a Galeria Wyspa. Outras instituições culturais importantes incluem o Centro Cultural do Mar Báltico, o Clube Żak, o Arquipélago da Cultura de Gdansk, o Palácio da Juventude de Gdansk e o Hevelianum.
Algumas das obras de arte mais conhecidas da cidade incluem o tríptico O Juízo Final, de Hans Memling. A obra está abrigada no Museu Nacional. Outra obra bem conhecida é a pintura A Última Ceia, de Maciej Świeszewski, que está pendurada no saguão de desembarque do Aeroporto de Gdansk desde 2016.
O distrito de Zaspa abriga a Galeria de Pintura Monumental, composta por 59 murais de grande formato.

## Meios de comunicação

### Estações de televisão
- TVP3 Gdańsk
- Telewizja EiA
- TVO Gdańsk (TV Rozstaje — atividades suspensas em 2013)
- Telewizja PTV

Entre 1990 e 1996, a primeira estação de televisão privada e independente da Polônia, a Sky Orunia, operou no distrito de Orunia, em Gdansk.

### Estações de rádio
| Estação de rádio          | Ano de transmissão | Frequência |
| ------------------------- | ------------------ | ---------- |
| Radio Gdansk              | 1945               | 103,7 MHz  |
| Radio Plus Gdansk         | 1992               | 101,7 MHz  |
| Radio Eska Trójmiasto     | 1999               | 94,6 MHz   |
| Radio Złote Przeboje      | 2004               | 103,0 MHz  |
| Radio Kaszëbë             | 2004               | 92,3 MHz   |
| Radio RMF Maxx Trójmiasto | 2008               | 96,4 MHz   |

### Imprensa
- Gazeta Wyborcza — divisão Tricidade
- Jornal do Báltico
- Nasze Miasto (Nossa Cidade) — divisão Tricidade
- Fakt — divisão Tricidade
- Correio imobiliário da Pomerânia
- “Sempre Pomerânia”[148]
- Herold Gdanski
- Gazeta Gdańska (Jornal de Gdansk)

### Mídia on-line
- Trojmiasto.pl
- Nasze Miasto
- Gdansk.pl[149]
- Gdańsk Strefa Prestiżu[150]
- iBedeker[151][152][153][154][155]
- StaraOliwa.pl[156]
- Wybrzeze24.pl[157]
- PulsGdanska.pl[158]

## Comunidades religiosas
Igreja Católica
- Igreja Católica de Rito Latino (Gdansk é a sede da cúria da Arquidiocese de Gdansk):
  - Paróquia de Santa Ana e São Joaquim[159]
  - Paróquia de Santo Antônio de Pádua[159]
  - Paróquia de Santa Bárbara[159]
  - Paróquia de Corpus Christi[159]
  - Paróquia de Santo Alberto Chmielowski (Kokoszki)]][159]
  - Paróquia de Santo Alberto Chmielowski (Przymorze)]][159]
  - Paróquia de Santa Brígida (Basílica de Santa Brígida)[159]
  - Paróquia do Cristo Rei[159]
  - Paróquia do Cristo Redentor[159]
  - Paróquia do Cristo Salvador[159]
  - Paróquia de Santa Doroteia de Montau[159]
  - Paróquia de São Francisco de Assis[159]
  - Paróquia de Santo Inácio de Loyola[159]
  - Paróquia de Santa Edviges, a Rainha[159]
  - Paróquia de Santa Edviges da Silésia[159]
  - Paróquia de São João Bosco[159]
  - Paróquia de São João Batista[159]
  - Paróquia de São João Paulo II[159]
  - Paróquia de São José[159]
  - Paróquia de São Judas Tadeu[159]
  - Paróquia de São Casimiro[159]
  - Paróquia de São Cristóvão[159]
  - Paróquia da Santa Cruz[159]
  - Paróquia de São Maximiliano Kolbe[159]
  - Paróquia de Nossa Senhora das Dores[159]
  - Paróquia de Nossa Senhora de Czestochowa[159]
  - Paróquia de Nossa Senhora do Perpétuo Socorro[159]
  - Paróquia de Nossa Senhora da Salvação[159]
  - Paróquia da Santíssima Virgem Maria[159]
  - Paróquia de Nossa Senhora de Fátima[159]
  - Paróquia de Nossa Senhora Rainha da Coroa Polonesa[159]
  - Paróquia de Nossa Senhora do Redentor[159]
  - Paróquia de São Nicolau (Basílica de São Nicolau)[159]
  - Paróquia da Divina Misericórdia[159]
  - Paróquia do Santíssimo Nome de Maria[159]
  - Paróquia do Sagrado Coração de Jesus[159]
  - Paróquia da Bem-Aventurada Virgem Maria, Mãe da Igreja e Santa Catarina da Suécia[159]
  - Paróquia da Imaculada Conceição da Bem-Aventurada Virgem Maria[159]
  - Paróquia da Bem-Aventurada Virgem Maria Rainha do Santo Rosário[159]
  - Paróquia de São Padre Pio[159]
  - Paróquia da Divina Providência[159]
  - Paróquia dos Apóstolos Pedro e Paulo (Jelitkowo)[159]
  - Paróquia dos Apóstolos Pedro e Paulo (Stare Przedmieście)[159]
  - Paróquia da Elevação da Santa Cruz[159]
  - Paróquia de São Policarpo[159]
  - Paróquia de São Rafael Kalinowski[159]
  - Paróquia da Sagrada Família[159]
  - Paróquia de Santo Estanislau, o Bispo[159]
  - Paróquia de Santo Estanislau Kostka[159]
  - Paróquia de Santa Teresa Benedita da Cruz[159]
  - Paróquia de Santa Teresa do Menino Jesus[159]
  - Paróquia da Santíssima Trindade[159]
  - Paróquia de Santa Úrsula Ledóchowska[159]
  - Paróquia de São Valentim[159]
  - Paróquia da Assunção da Bem-Aventurada Virgem Maria (Basílica de Santa Maria)[159]
  - Paróquia de Santo Adalberto (Świbno)[159]
  - Paróquia de Santo Adalberto (Święty Wojciech)[159]
  - Paróquia da Ressurreição[159]
- Igreja Greco-Católica:
  - Paróquia de São Bartolomeu e da Proteção da Bem-Aventurada Virgem Maria (cocatedral de São Bartolomeu e da Proteção da Bem-Aventurada Virgem Maria)[160]
- Igreja Católica Armênia:
  - Paróquia Católica Armênia do Norte, com sede em Gdansk[161]

Velha Igreja Católica
- Igreja Católica Mariavita:
  - Diáspora, sem um templo (os fiéis realizam adoração de súplica no dia 25 de cada mês)[162]
- Igreja Católica Polonesa:
  - Paróquia de Corpus Christi
- Igreja Nacional Católica:
  - Paróquia de Nossa Senhora Rainha da Polônia[163]
- Igreja Católica Reformada:
  - Missão de São Nicolau[164]

Igrejas ortodoxas
- Igreja Ortodoxa Autocéfala da Polônia (ambas as paróquias usam a igreja de São Nicolau):
  - Paróquia de São Nicolau[165]
  - Paróquia de São Jorge, o Vitorioso (militar)[166]

Igrejas protestantes
- Comunidade cristã pentecostal:
  - Igreja em Gdansk[167]
- Confederação de Igrejas Evangélicas Reformadas na Polônia:
  - Igreja Evangélica Reformada em Gdansk[168]
- Gospel Church Gdańsk[169]
- Igreja Adventista do Sétimo Dia na Polônia:
  - Igreja em Gdansk[170]
- Igreja Anglicana na Polônia:
  - Comunidade Anglicana em Gdansk[171]
- Igreja de Deus em Cristo
  - Igreja “O Caminho do Senhor”[172]
  - Comunidade da Cidade[172]
  - Comunidade dos Cristãos Redimidos[172]
- Igreja de Deus na Polônia
  - Igreja do Poder de Deus em Gdansk[173]
  - Igreja Cristã “Reino de Deus” em Gdansk[173]
- Igreja Batista na Polônia:
  - Primeira igreja (Aniołki)[174]
  - Segunda igreja (Strzyża)[174]
  - Igreja “EXE” (Strzyża)[174]
  - Quarta igreja (Aniołki)[174]
- Igreja Batista do Evangelho Pleno Acampamento de Deus:
  - Igreja Cristã do Evangelho Pleno “O Poder do Céu”[175]
- Igreja Cristã Evangélica da Fé:
  - Igreja “Exército de Davi”[176]
  - Igreja “Bethesda”[176]
- Igreja Evangélica de Augsburgo na Polônia:
  - Paróquia em Gdansk com sede em Sopot[177][178]
- Igreja Evangélica Metodista:
  - Paróquia Evangélica Metodista[179]
- Igreja Evangélica Reformada:
  - Grupo da diáspora em Bytów, Gdansk e Sopot[180]
- Igreja Evangélica “Missão da Graça”:
  - Igreja Evangélica “Missão da Graça” em Gdansk[181]
- Igreja Cristã Livre:
  - Igreja em Gdansk[182]
- Igreja Pentecostal na Polônia:
  - Centro Cristão “Nova Vida”[183]
  - Igreja “Alegria da Vida”[183]
  - Igreja do “Eco”][183]
- Igreja da Revelação[184]
- Comunidade de “Reuniões”[185]

Restauracionismo
- A Igreja de Jesus Cristo dos Santos dos Últimos Dias:
  - Comunidade da Igreja de Jesus Cristo dos Santos dos Últimos Dias em Gdansk[186]
- Testemunhas de Jeová: vinte e uma igrejas (Gdansk-Inglês, Gdansk-Centro, Gdansk-Migowy, Gdansk-Morena, Gdansk-Oliwa, Gdansk-Orunia-Leste, Gdansk-Orunia-Oeste, Gdansk-Osowa, Gdansk-Przymorze, Gdansk-Russo, Gdansk-Siedlce, Gdansk-Estádio, Gdansk-Ujeścisko, Gdansk-Ucraniano-Sul, Gdansk-Ucraniano-Norte, Gdansk-Wrzeszcz-Brętowo, Gdansk-Wrzeszcz-Dolny, Gdansk-Wrzeszcz-Norte, Gdansk-Leste, Gdansk-Zaspa, Gdansk-Zabianka), Salão do Reino: rua Barniewicka 54, rua T. Bora-Komorowskiego 1a, rua Kępna 9, rua Nad Jarem 31D, rua Schubert 83, rua Trakt Św. Wojciecha 71
- Movimento Missionário Leigo “Epifania”:[187]
  - Igreja em Gdansk

Islã
- União Religiosa Muçulmana:
  - Comunidade religiosa muçulmana em Gdansk[188]

Judaísmo
- Beit Trójmiasto[189]
- Filial da União das Comunidades Religiosas Judaicas em Gdansk[190]
- Comunidade Independente da Fé Mosaica[191]

Caraísmo
- Associação religiosa caraíta na República da Polônia:
  - Jymat em Gdansk[192]

Budismo
- Associação Budista do Caminho do Diamante da linhagem Karma Kagyu:
  - Centro de Meditação Budista em Gdansk[193]
- Sangha “Dogen Zenji”:
  - Centro Tricidade[194]
- Escola de Zen Kwan Um na Polônia
  - Centro Zen de Gdansk[195]

Hinduísmo
- Sociedade Internacional para a Consciência de Krishna:
  - Centro local em Gdansk[196]
- Universidade Espiritual Mundial Brahma Kumaris:
  - Centro Brahma Kumaris em Gdansk[197]

Outros
- Igreja Natural[198]

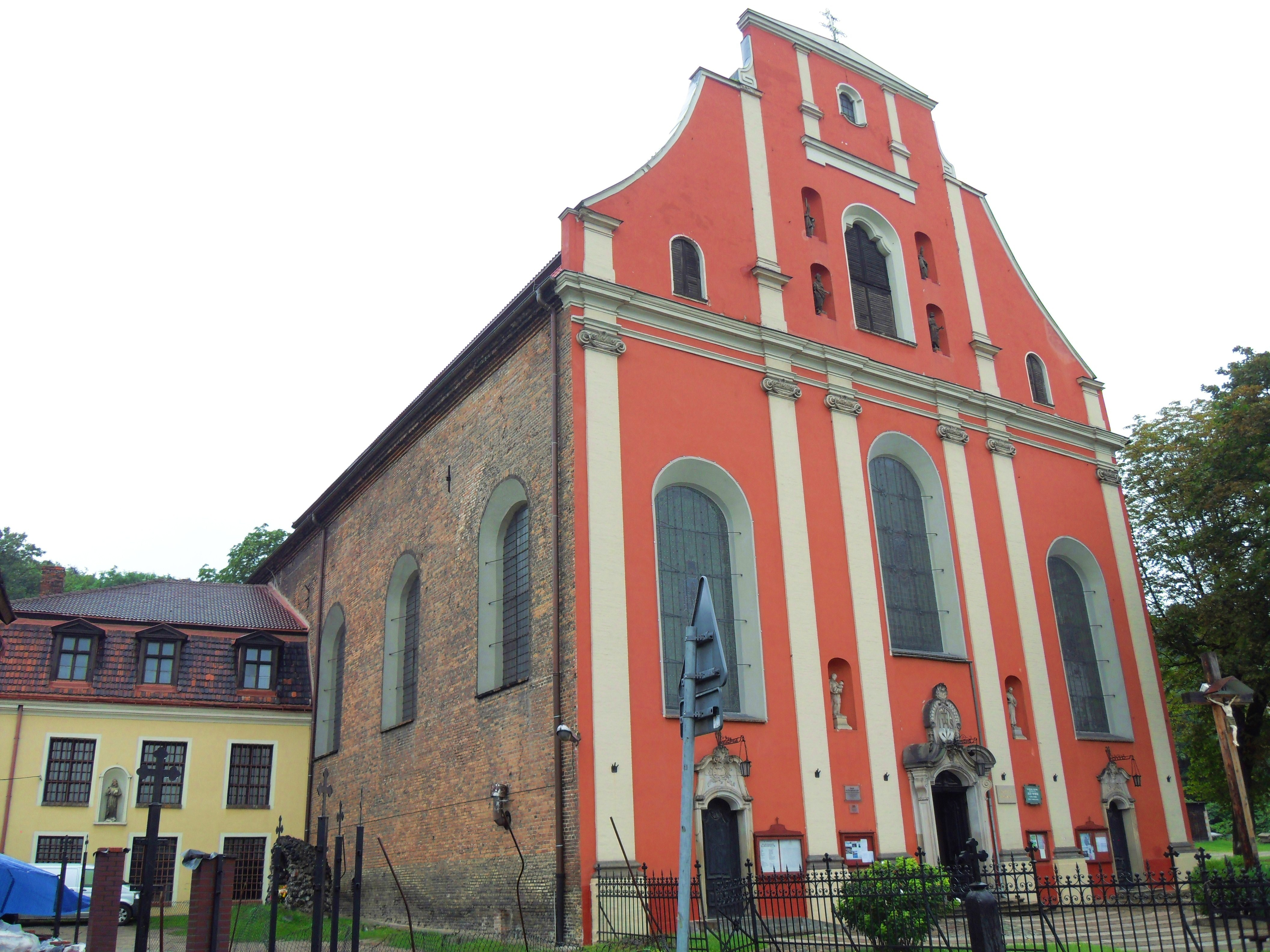
Igreja Colegiada Jesuíta de Santo Inácio de Loyola
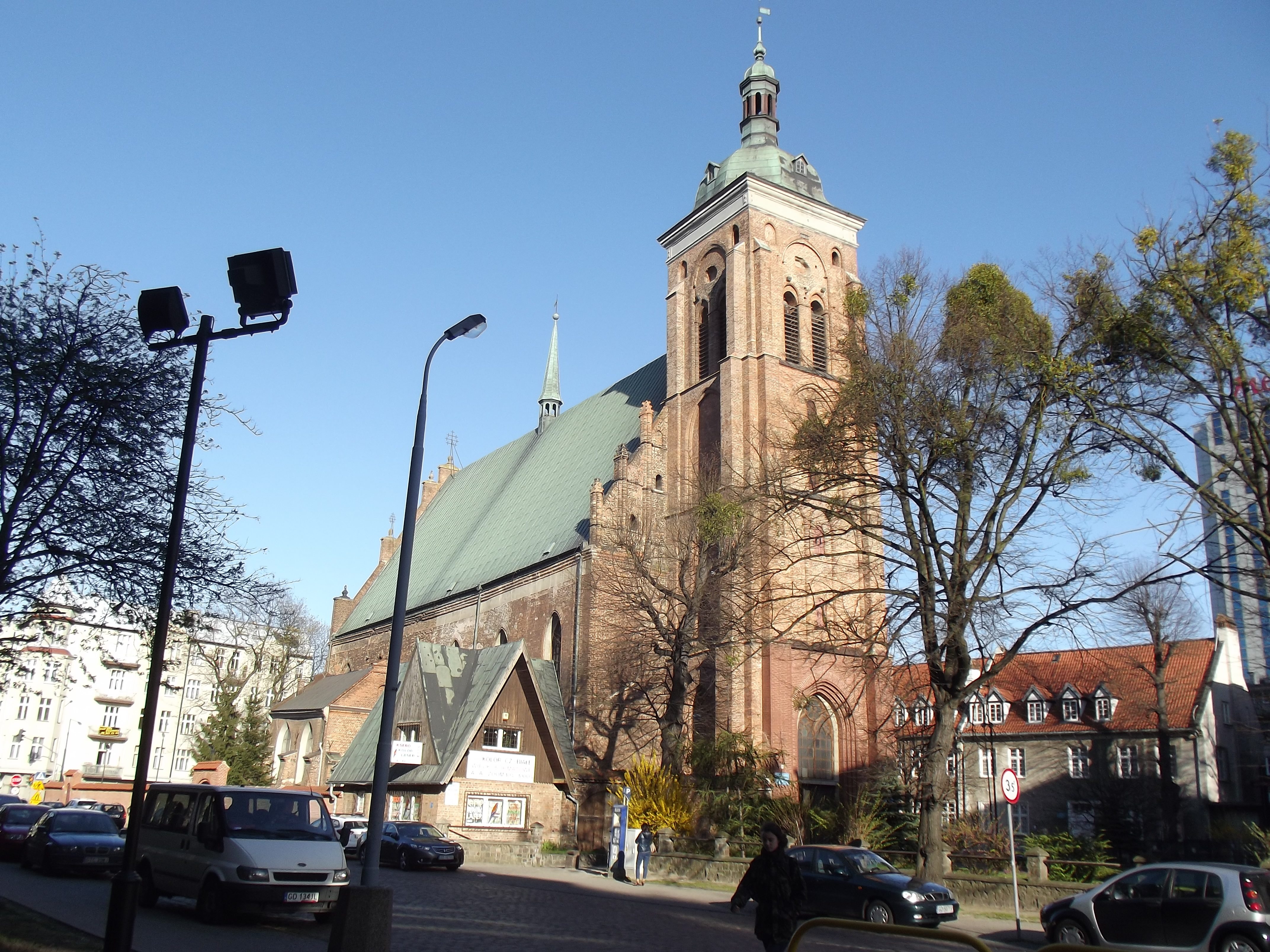
Catedral Greco-Católica de São Bartolomeu e a Proteção da Santa Mãe de Deus
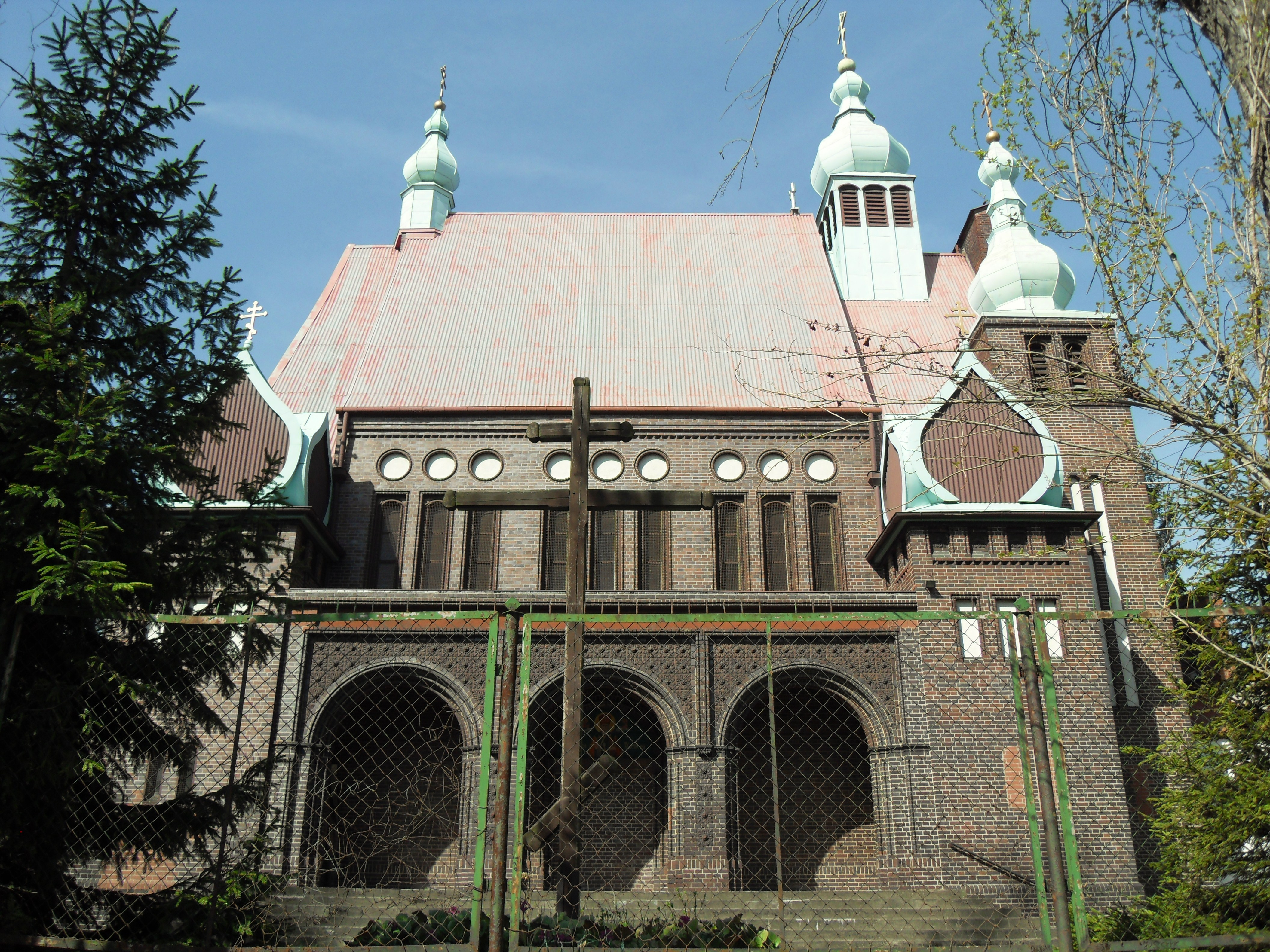
Igreja Cocatedral Ortodoxa de São Nicolau
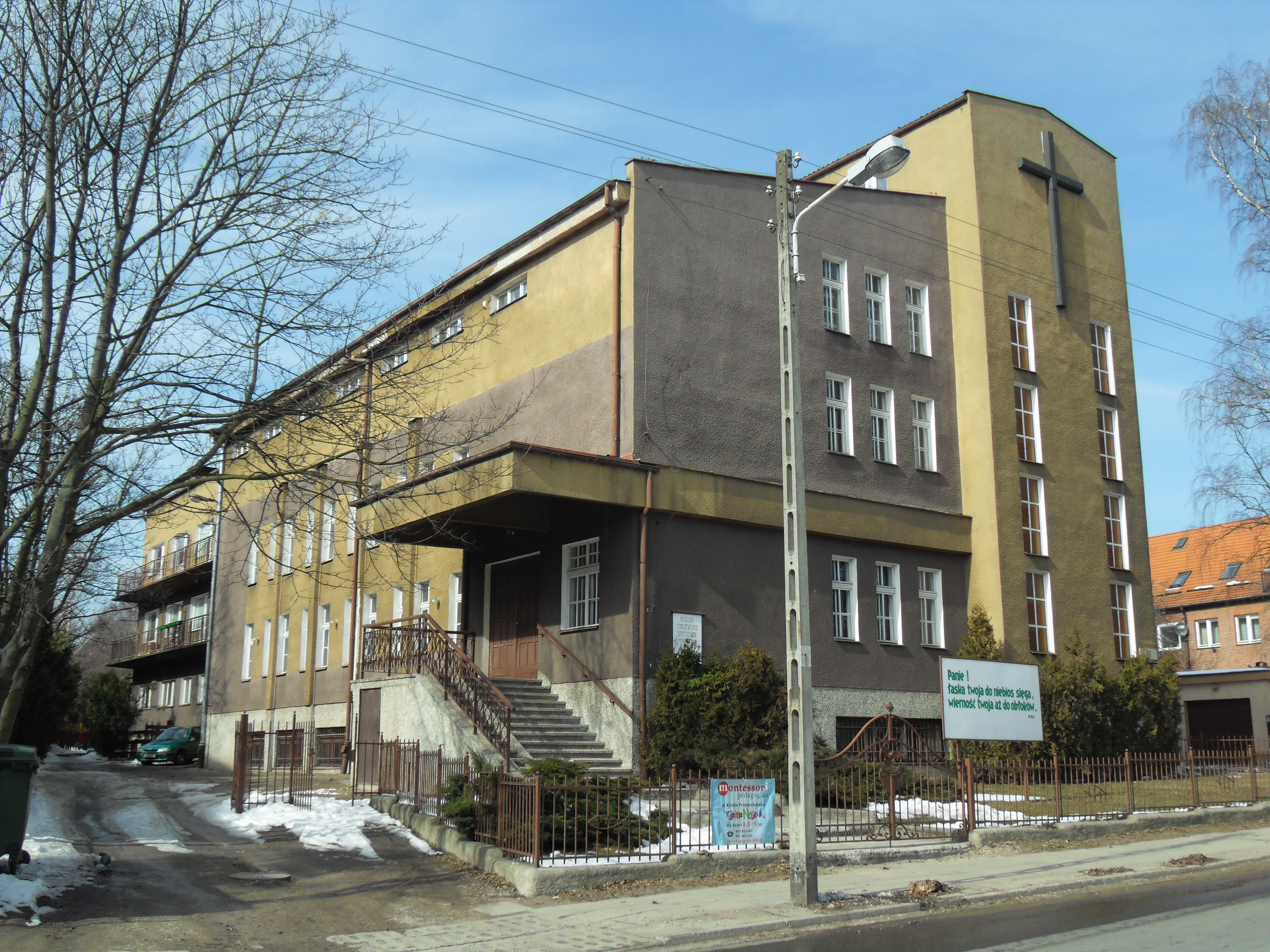
Primeira Igreja Batista
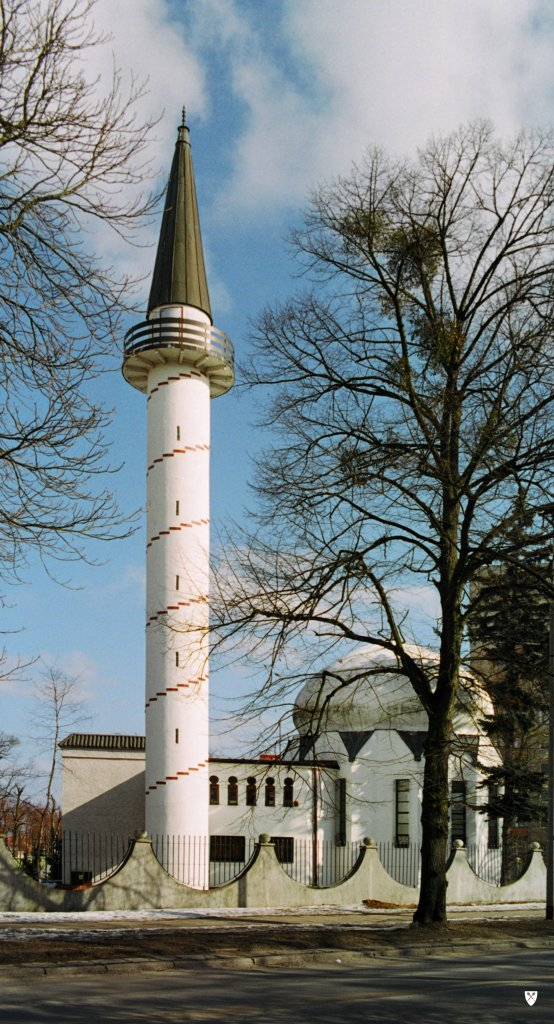
Mesquita em Gdansk
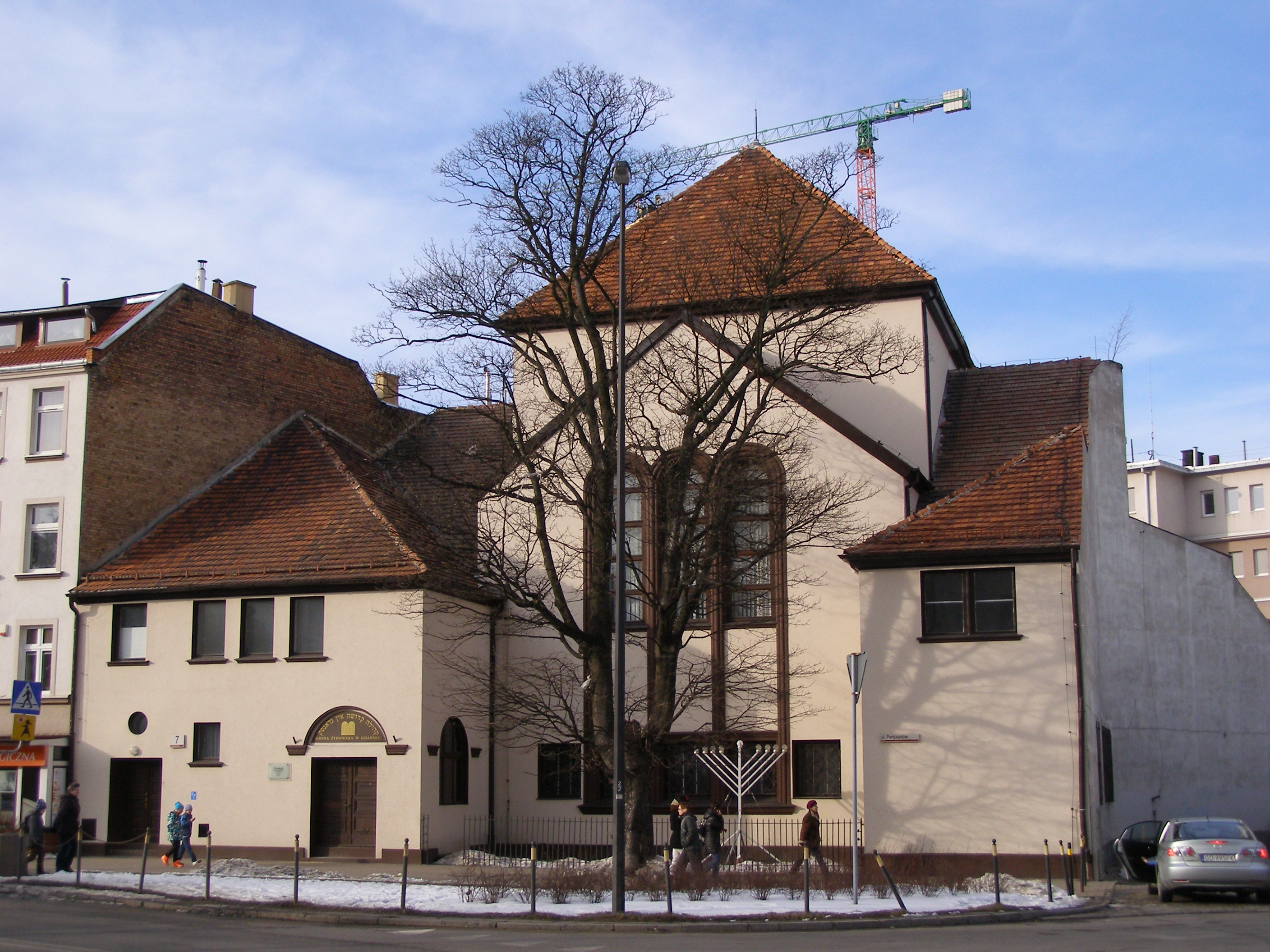
Nova Sinagoga em Gdansk-Wrzeszcz

## Esporte

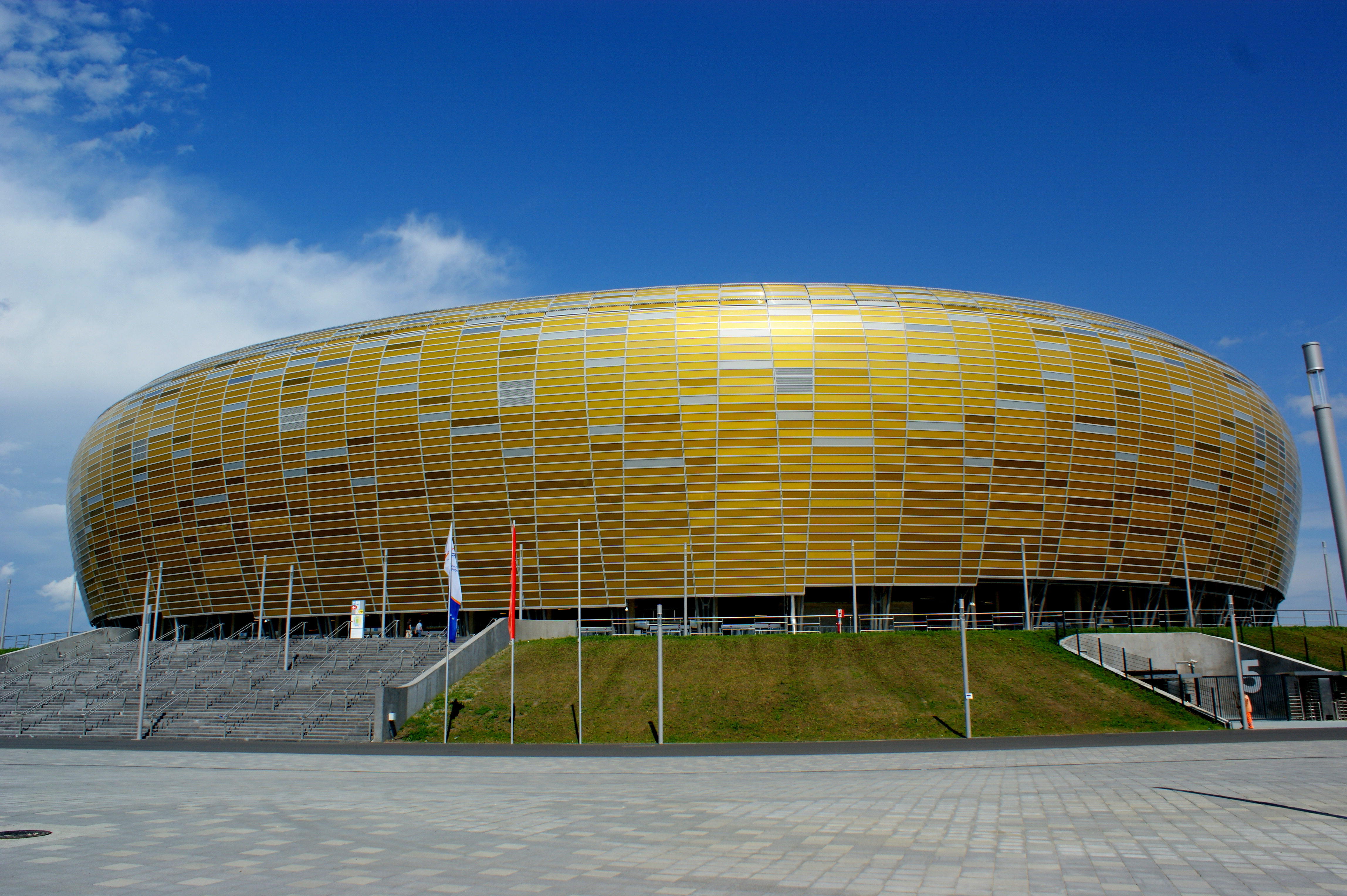
Estádio de Gdansk

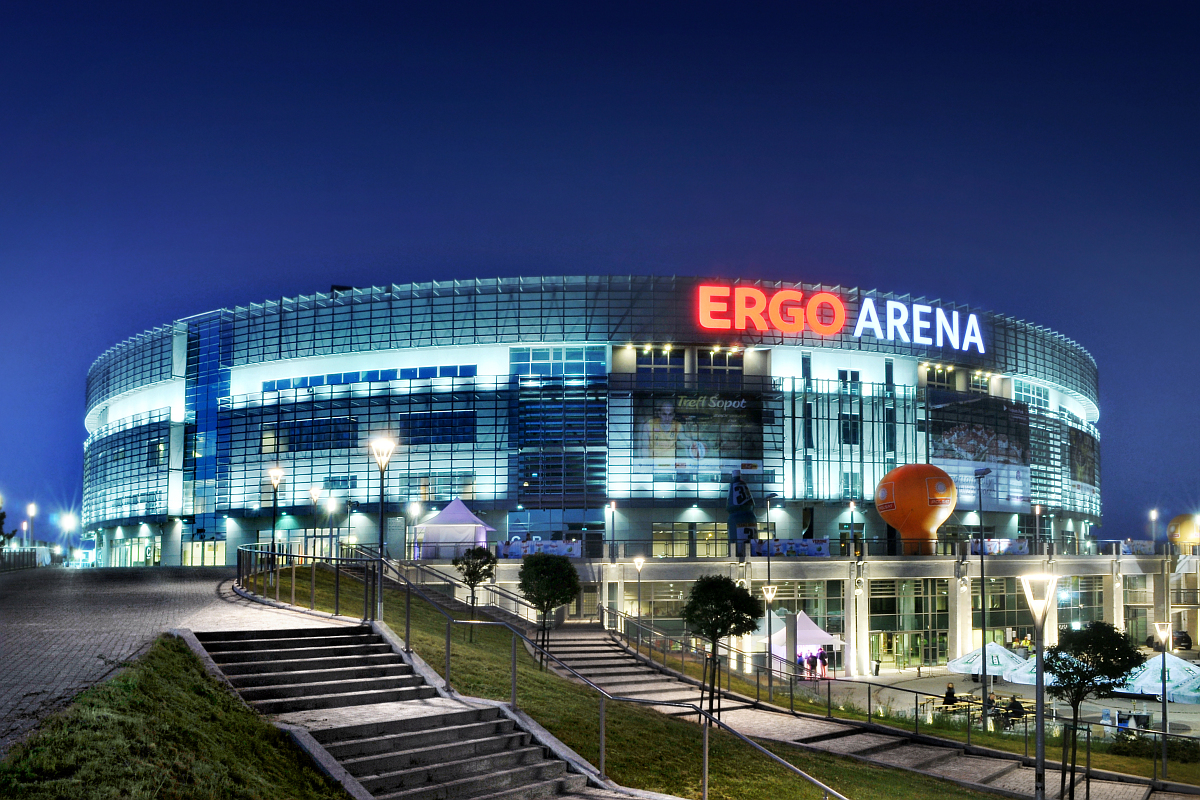
Ergo Arena, localizada na divisa de Gdansk e Sopot

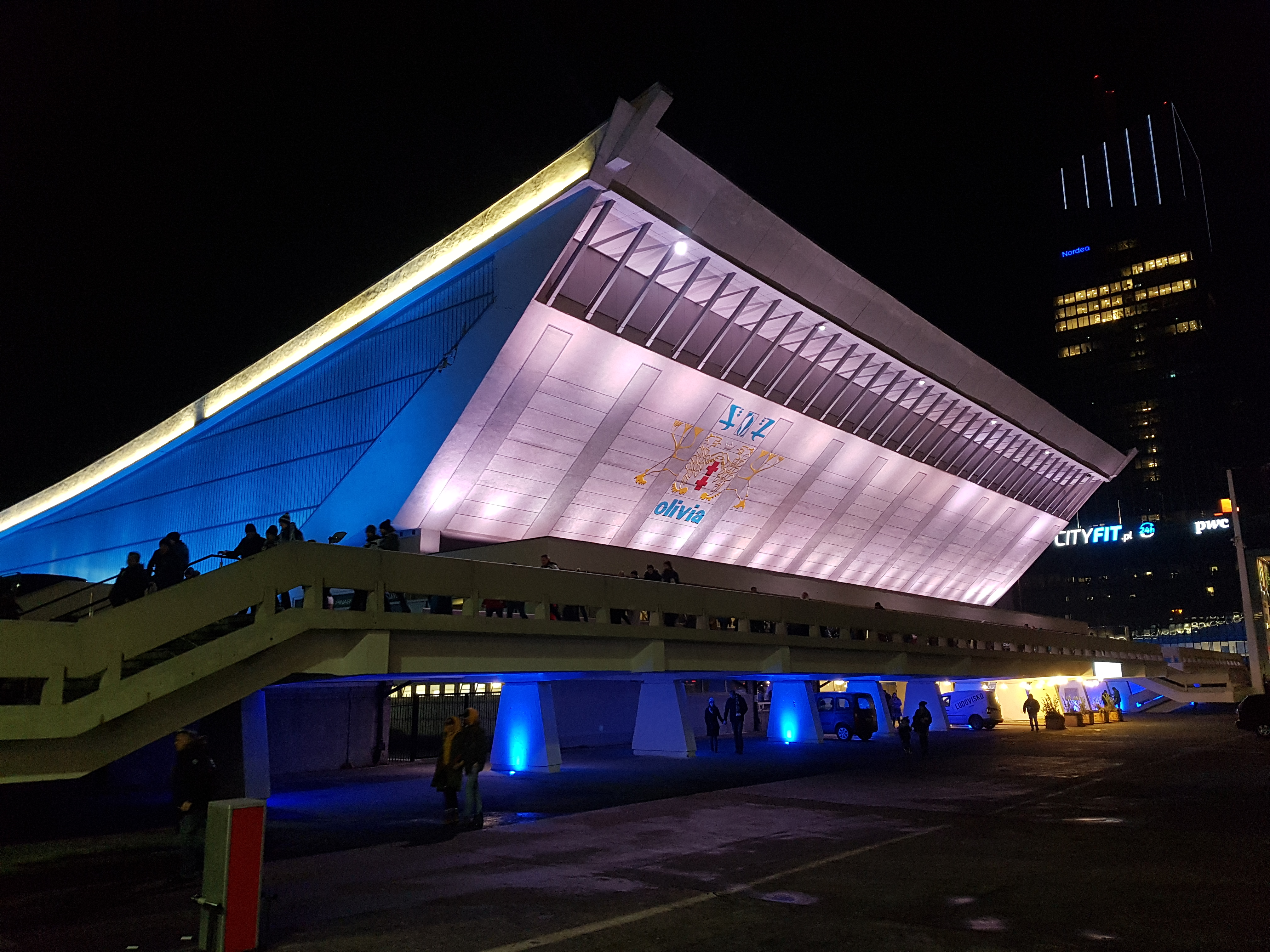
Salão de entretenimento e esportes Olivia

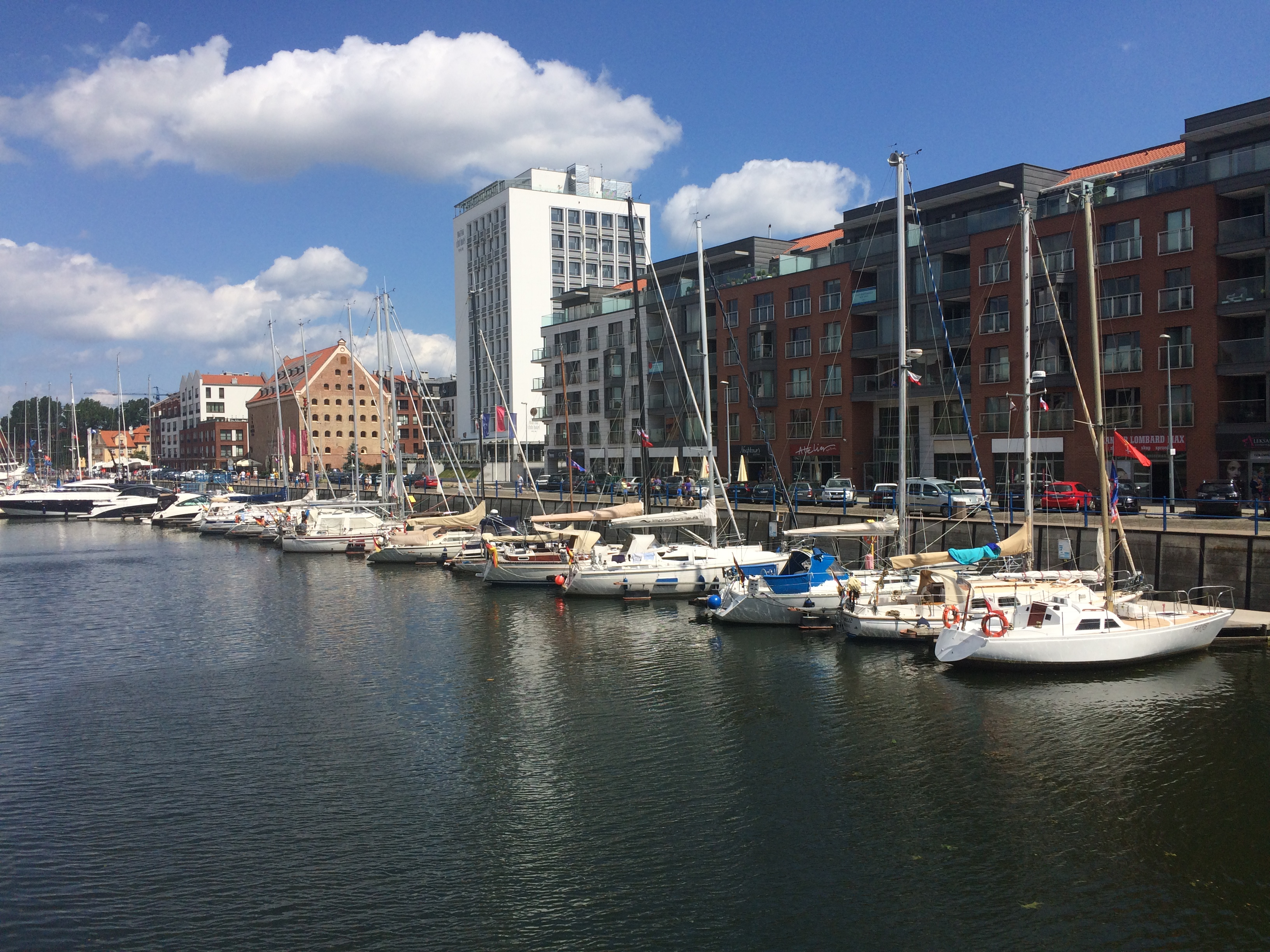
Marina de vela Novo Motława

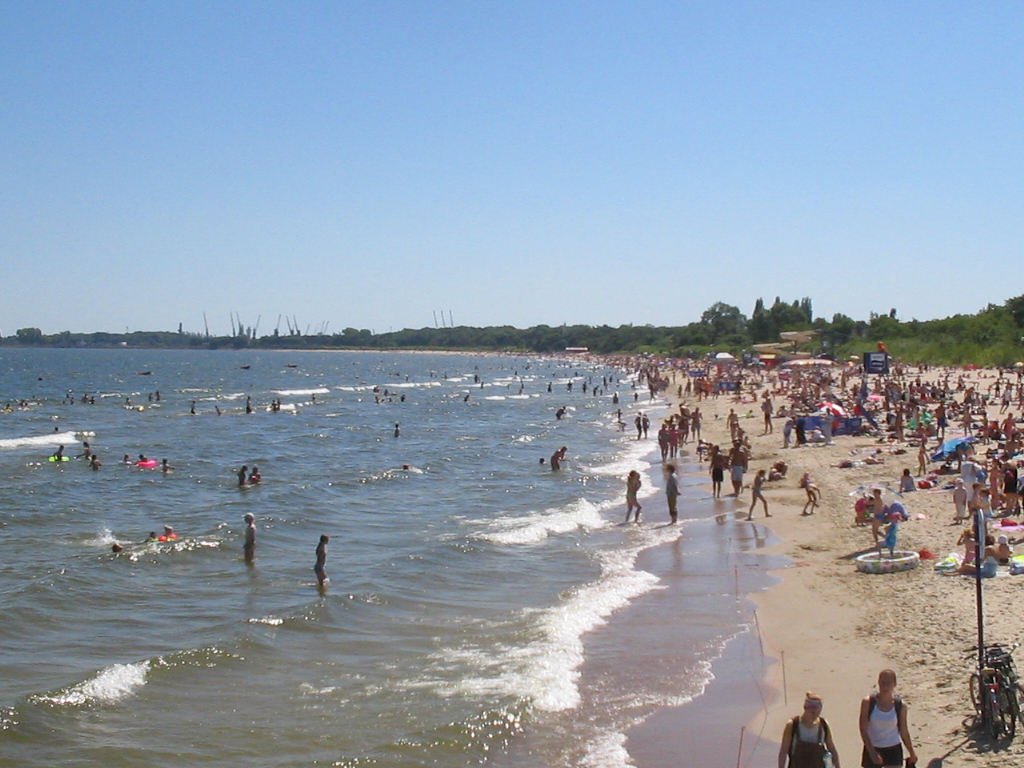
Banhos de mar em Brzeźno (Gdansk)

Gdansk sediou o Campeonato Europeu de Basquete Masculino de 2009, o Campeonato Europeu de Futebol de 2012, o Campeonato Europeu de Voleibol Masculino de 2013 e sediou o Campeonato Mundial de Voleibol Masculino de 2014 e o Campeonato Europeu de Handebol Masculino de 2016.
Os clubes esportivos de Gdansk são:
- Lechia Gdansk
  - Clube Esportivo Lechia Gdansk (Ekstraklasa na temporada 2024/2025)
  - Clube de Rugby Lechia Gdansk
- Gedania Gdansk — fundado em 1922 como um clube esportivo polonês de várias seções na Cidade Livre de Gdansk. Atualmente tem seções de vôlei, futebol e remo.
  - A seção de voleibol feminino do Gedania Gdansk (Orlen Liga na temporada 2006/2007) e o Energa Gedania II Gdansk
  - Seção de futebol (3.ª liga na temporada 2022/2023)
  - Associação de Remo de Gedania Gdansk
- Clube esportivo Jaguar Gdansk fundado em 2001[199]
- Polonia Gdansk fundado em 27 de setembro de 1945 — originalmente chamado de “NIT”. As primeiras partidas foram disputadas na ilha de Ostrów, e o “acesso” ao campo de speedway era feito por barco
  - Seção de futebol masculino (classe A grupo Gdansk II na temporada 2019/2020)
- Gdansk Speedway Clube “Wybrzeże” foi fundado em 2006 e continua as tradições do Gdansk Esporte Clube “Wybrzeże”, que esteve ativo entre 1945 e 2005
  - Seção speedway (1.ª divisão a partir da temporada de 2016)
- Gdansk Auto Moto Club — um clube de motocross que existe desde 1946; organizador de competições dos campeonatos polonês, europeu e mundial
- GKS Stoczniowiec Gdansk — clube esportivo com várias seções
  - Stoczniowiec Gdansk — seção de boxe
  - Stoczniowiec Gdansk — seção de hóquei no gelo, suas partidas são disputadas no Hala Olivia
  - Patinação artística no gelo
- Clube de Remo de Gdańsk DRAKKAR — um clube criado a partir da transformação da seção de remo do Stoczniowiec Gdansk
- Trefl Gdansk — time de voleibol masculino de Gdansk criado em 2005 por iniciativa do proprietário da empresa Trefl S.A. — Kazimierz Wierzbicki
  - Seção de voleibol masculino (Plusliga na temporada 2019/2020)
- GTS Gdansk — clube de voleibol fundado em 2005
  - Seção de vôlei masculino (Segunda Liga na temporada 2006/2007)
- Białe Lwy Gdansk — clube esportivo fundado em 2016. Seções: futebol americano, softebol e Flag football.
- TKKF Stoczniowiec Gdansk — seções de boxe, kickboxing, boxe tailandês, tênis de mesa, tênis
- TKKF Rozstaje Gdansk — seção de jogging, futebol, esportes e atividades para a terceira idade, cursos para instrutores, etc.
- UKS Jasieniak — clube esportivo estudantil com perfil de vôlei
- Żabi Kruk
  - Clube de canoagem com perfil turístico
- SMS Gdansk — time de handebol masculino (1.ª liga na temporada 2006/2007)
- Spójnia Gdansk
- AZS-AWFiS Gdansk
  - Seção de handebol feminino do AZS-AWFiS Gdansk (Ekstraklasa na temporada 2006/2007)
  - Seção de handebol masculino do AZS-AWFiS Gdańsk (1.ª divisão na temporada 2006/2007)
  - Seção de esgrima SIETOM AZS-AWFiS Gdańsk
  - Também as seguintes seções: ginástica, judô, atletismo, natação, rúgbi, tênis de mesa, remo, vela
- Champion Gdansk
  - Seção de kickboxing
  - Seção de muay thai
- GKS Morena — clube de futebol que joga na liga B
- UKS Suchanik — clube esportivo estudantil com perfil de vôlei
- Clube de Vela de Gdansk
- Gdańsk Boule — clube de petanca, um dos três clubes de petanca da voivodia da Pomerânia afiliados à Federação Polonesa de Petanca
- Pomorski Klub Hokejowy 2014 — clube de hóquei de alto nível

### Eventos esportivos cíclicos de alto nível
Os eventos cíclicos internacionais de alto nível esportivo (pelo menos a Copa do Mundo ou equivalente) incluem:
- Dwór Artusa — competição de esgrima feminina, dependendo do ano, Copa do Mundo ou Grand Prix (realizada anualmente no primeiro trimestre do ano);
- Junior Grand Prix Baltic Cup — competição de patinação artística no gelo, a Copa do Mundo Júnior — consulte Grand Prix Júnior de Patinação Artística no Gelo (realizada a cada dois anos, no terceiro trimestre do ano).

## Recreação
Em Gdansk, foram organizados locais para banho de mar durante seis anos:
- Gdansk Orle — cobrindo 100 m de litoral,
- Gdansk Sobieszewo — cobrindo 200 m de litoral,
- Gdansk Stogi — cobrindo 400 m de litoral,
- Dom Zdrojowy Gdańsk Brzeźno — cobrindo 100 m da linha costeira,
- Píer de Gdansk Brzeźno — cobrindo 500 m da linha costeira,
- Gdansk Jelitkowo — cobrindo 200 m da costa.

Gdansk também oferece inúmeras atrações e ofertas recreativas para crianças. Entre elas, vale mencionar:
- Centro de Cultura Marítima
- Hevelianum
- Centro Europeu de Solidariedade com seu Departamento de Jogos
- Arena de diversão no Estádio de Gdansk
- Jardim Zoológico
- Granja Cordeiro Azul
- Terra da Diversão e Praça de Skate
- Loopy’s World
- Pista de esqui Skimondo durante todo o ano
- Pistas de gelo sazonais, incluindo a Olivia e a pista de gelo na praça Zebrań Ludowych

### Conquistas
Em 2023, Gdansk ficou em 10.º lugar ex aequo, com Bielsko-Biała, na classificação esportiva das cidades polonesas.

## Política e administração

### Governo local

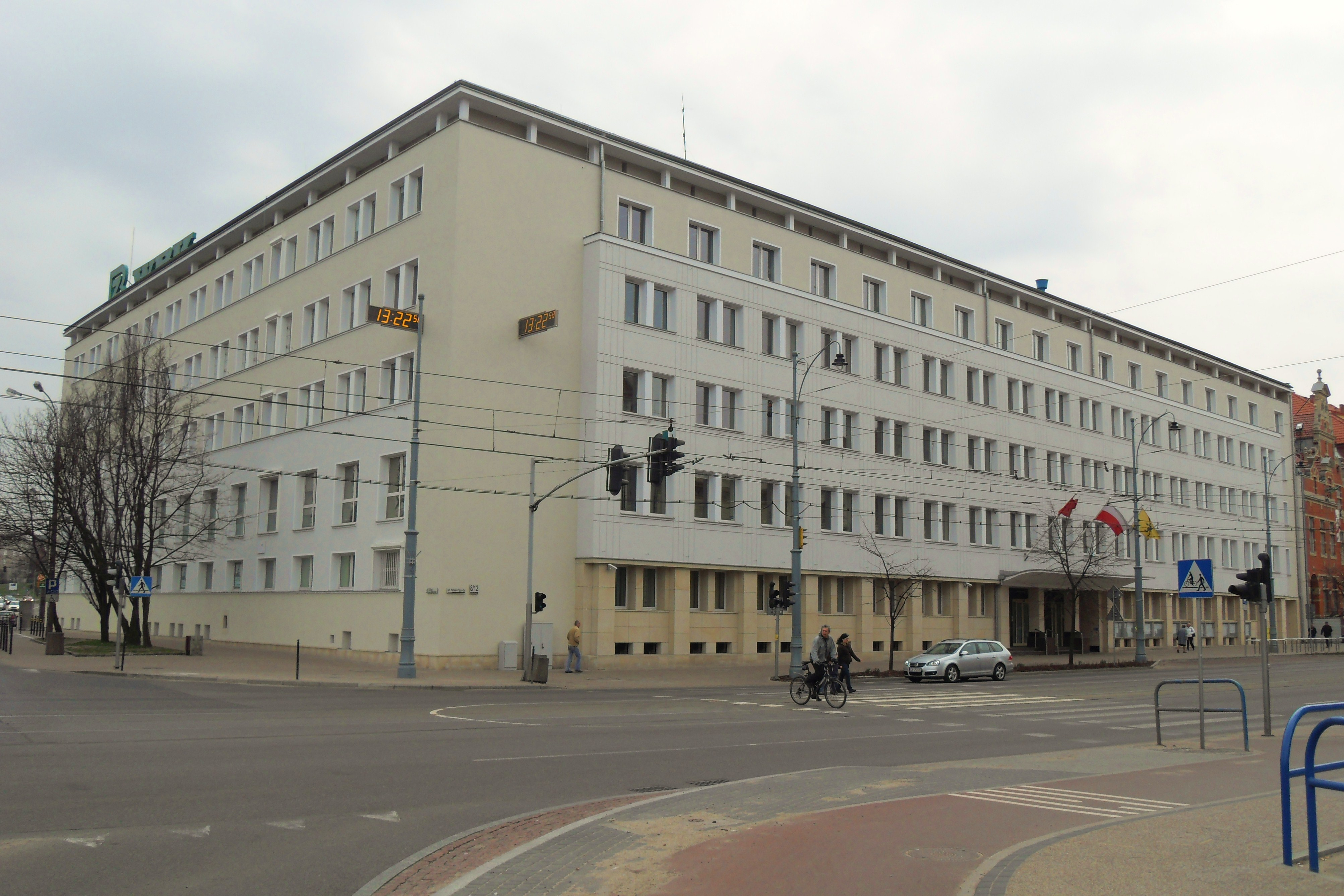
Escritório municipal em Gdansk — a sede do presidente da cidade de Gdańsk

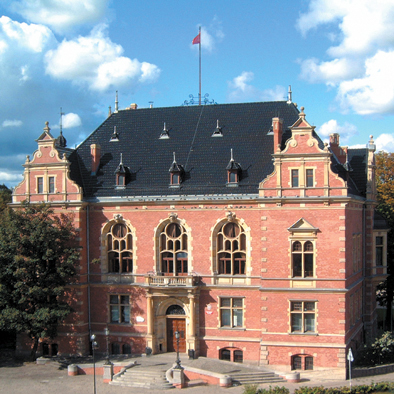
Nova Prefeitura — sede e local de reunião do Conselho Municipal de Gdansk desde 1999

Gdansk é uma cidade com direitos de condado. O órgão legislativo do governo local é o Conselho Municipal de Gdansk, composto por 34 conselheiros.
O órgão executivo do governo local é o Presidente da Cidade de Gdansk.

### Prefeitura

#### Presidente da cidade
- Aleksandra Dulkiewicz, desde 11 de março de 2019[204][205]

### Conselho Municipal

#### Mandato 2024–2029
- Presidente do conselho municipal
  - Agnieszka Owczarczak

### Divisão administrativa
Gdansk, por decisão do Conselho da Cidade, é dividida em 35 unidades auxiliares chamadas distritos. Os habitantes dos distritos têm o direito de formar um governo local — os conselhos distritais.
Em Gdansk, no mandato de 2019–2024, cada um dos 35 distritos tinha seu próprio conselho. Em 13 de outubro de 2024, foram realizadas eleições para 33 conselhos distritais. Elas não foram realizadas nos distritos de Przymorze Wielkie e Stogi. As eleições para esses conselhos distritais foram realizadas em 9 de fevereiro de 2025.

### Política
Os habitantes de Gdansk elegem membros do Sejm do distrito eleitoral n.º 25. Os habitantes de Gdansk, juntamente com os habitantes de Sopot, elegem 1 senador (distrito eleitoral n.º 65). Membros do Parlamento Europeu do distrito eleitoral n.º 1.
Os habitantes de Gdansk elegem 7 dos 33 conselheiros para o Sejmik da voivodia da Pomerânia (distrito eleitoral n.º 3).

### Consulados

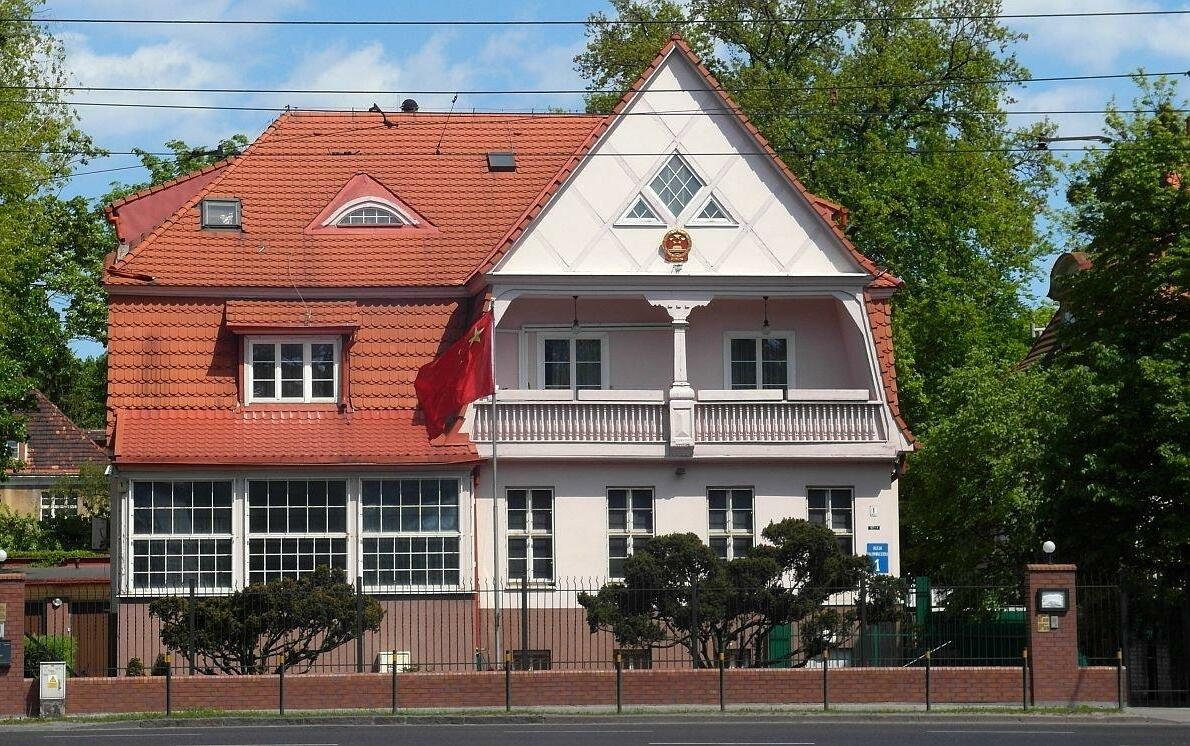
Consulado Geral da República Popular da China (avenida Grunwaldzka, 1)

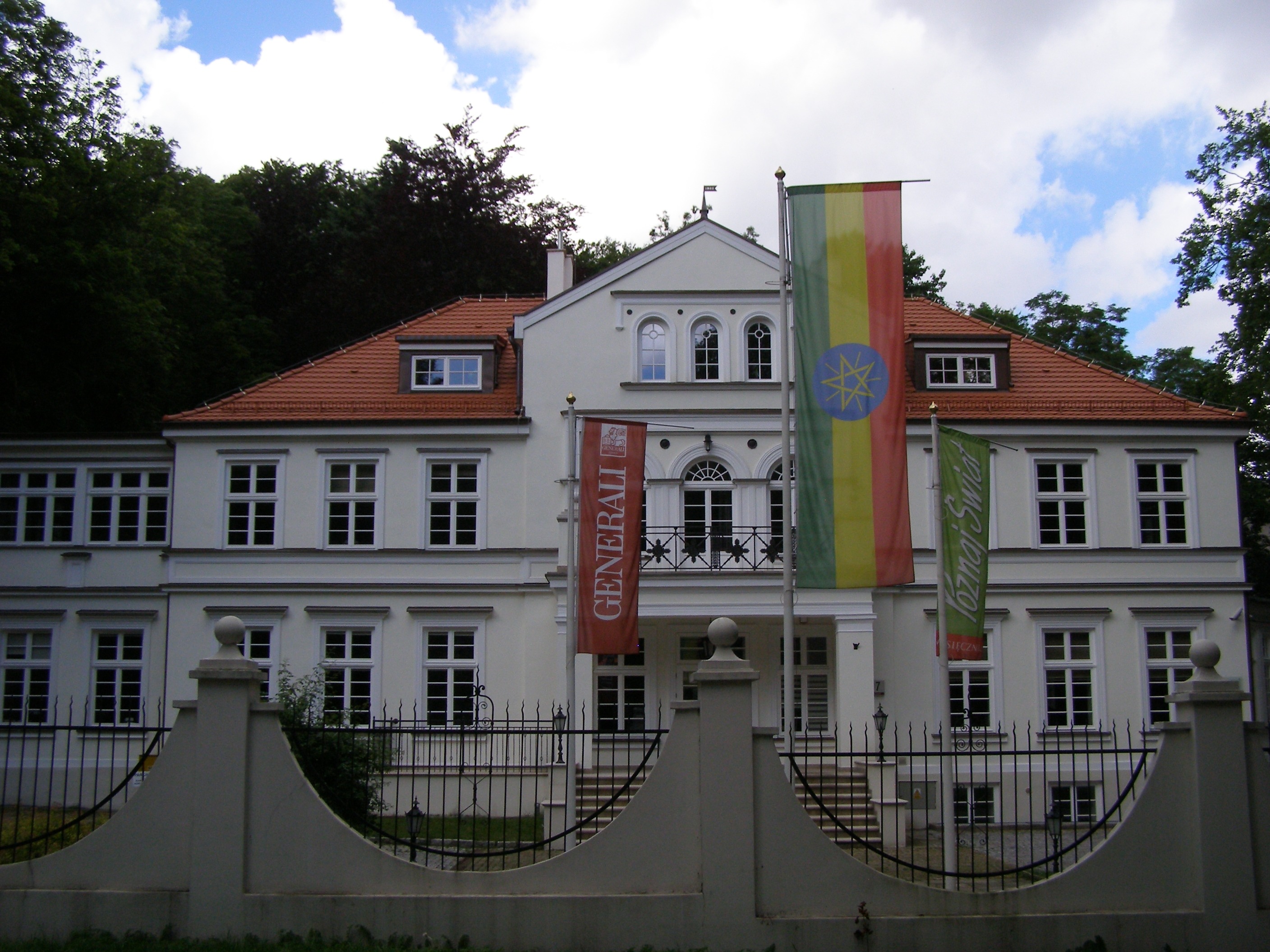
Consulado Honorário da República Democrática Federal da Etiópia (rua Jaskowa Dolina, 17)

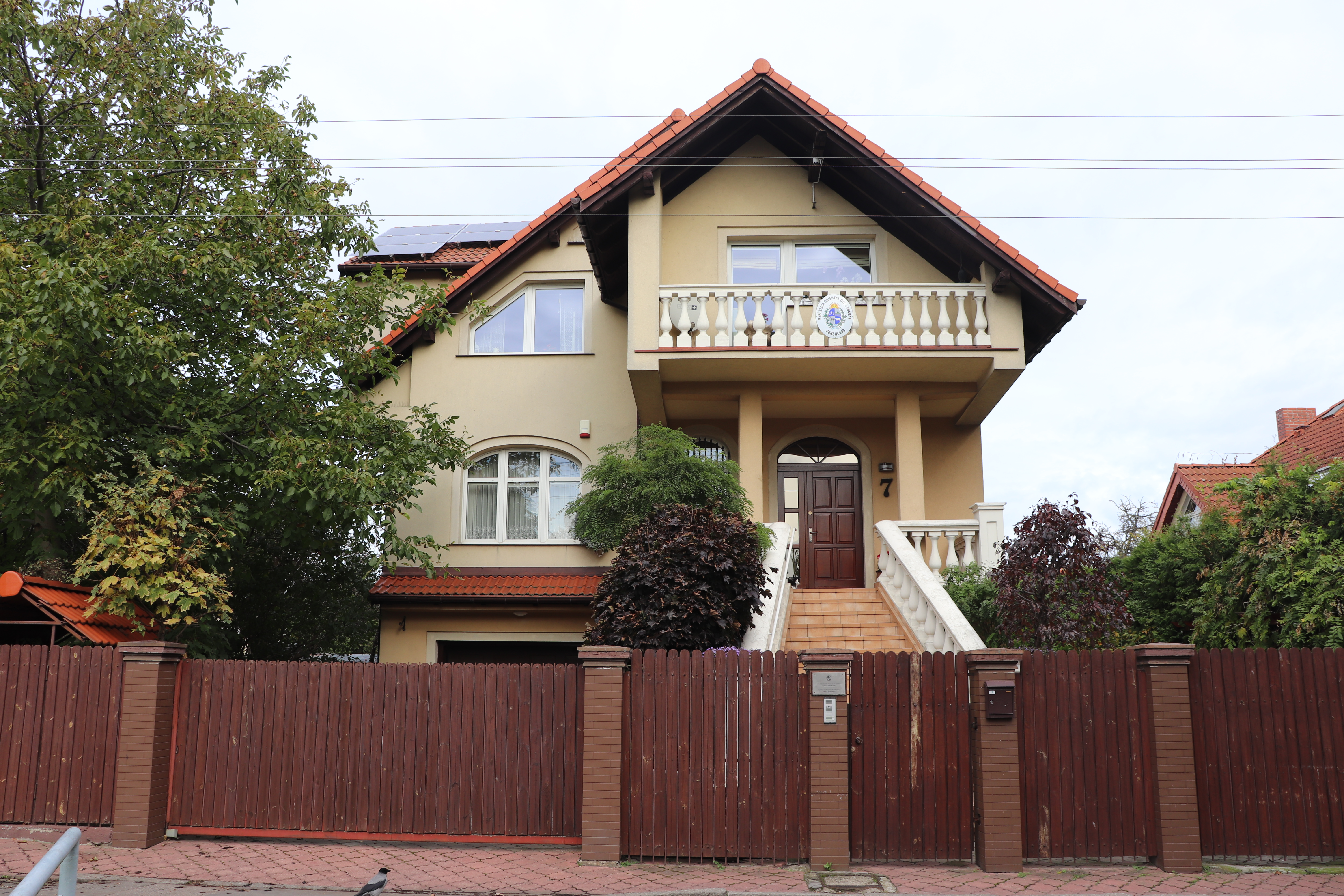
Consulado Honorário da República Oriental do Uruguai (rua Kubacza, 7)

Há consulados dos seguintes países em Gdansk:
- Consulado Geral da República Popular da China em Gdańsk (avenida Grunwaldzka 1)[218]
- Consulado Geral da República Federal da Alemanha em Gdańsk (avenida Zwycięstwa 23)[219]
- Consulado Geral da Federação Russa em Gdańsk (rua Batorego 15)[220]
- Consulado Geral da Hungria em Gdańsk (rua Doki, 1)[221]
- Consulado Geral da Ucrânia em Gdańsk (rua Chrzanowskiego 60A)[222]
- Consulado Honorário da Áustria em Gdańsk (rua Stągiewna, 5/2)[223][224]
- Consulado Honorário da República Popular de Bangladesh em Gdańsk (rua Grunwaldzka, 186)
- Consulado Honorário da República da Bulgária em Gdańsk (rua Ołowiana 3A)
- Consulado Honorário da República do Chile em Gdańsk (rua Obrońców Westerplatte 14, 81-519 Gdynia)[225]
- Consulado Honorário da República da Estônia em Gdańsk (rua Strzelecka, 7)[226]
- Consulado Honorário da República Federal Democrática da Etiópia em Gdańsk (rua Jaskowa Dolina 17)[227]
- Consulado Honorário da República Francesa em Gdańsk (rua Wrocławska 82, 81-530 Gdynia)[228]
- Consulado Honorário do Reino da Espanha em Gdańsk (rua Podleśna 27)
- Consulado Honorário da Indonésia em Gdańsk (rua Doki, 1)[229]
- Consulado Honorário da República da Islândia em Gdańsk (rua Słowackiego 30, 81-872 Sopot)
- Consulado Honorário da República do Cazaquistão em Gdańsk (rua Targ Rybny 11)
- Consulado Honorário da República da Lituânia em Gdańsk (rua Heweliusza 11)
- Consulado Honorário da República da Letônia em Gdańsk (rua 3 Maja 19)[230]
- Consulado Honorário do México em Gdańsk (rua Grunwaldzka 472d Olivia Six)
- Consulado Honorário da República da Moldávia (rua Piwna 36-39)[231]
- Consulado Honorário do Reino dos Países Baixos em Gdańsk (rua Wały Piastowskie, 1)[232]
- Consulado Honorário da República do Peru em Gdańsk (rua Długi Targ 11/12)[233]
- Consulado Honorário da África do Sul em Gdańsk (rua Świętokrzyska, 73)[234]
- Consulado Honorário da República das Seychelles em Gdańsk (rua Na Wzgórzu, 36)
- Consulado Honorário do Sri Lanka em Gdańsk (rua Chmielna, 26)[235]
- Consulado honorário do Reino da Suécia em Gdańsk (rua Bielańska 5)
- Consulado Geral da Turquia em Gdańsk (rua Podwale Staromiejskie, 104/1)[236]
- Consulado Honorário do Reino Unido em Gdańsk (rua Opacka, 16)[237]
- Consulado Honorário da República Oriental do Uruguai em Gdańsk (rua Kubacza 7)

## Cidadãos honorários da cidade
O título de Cidadão Honorário de Gdansk é conferido pelas autoridades da cidade (na maioria das vezes pelo Conselho Municipal) a pessoas que tenham feito uma contribuição especial para a cidade, independentemente de onde morem.